# クレメント・アトリー
初代アトリー伯爵クレメント・リチャード・アトリー（英語: Clement Richard Attlee, 1st Earl Attlee、1883年1月3日 - 1967年10月8日）は、イギリスの政治家、弁護士。同国第62代首相（在任：1945年7月26日 - 1951年10月26日）。労働党党首、王璽尚書、副首相などを歴任。1955年に世襲貴族のアトリー伯爵に叙爵された。
ラムゼイ・マクドナルド以来2人目となる労働党所属の首相であり、労働党を結党以来初めて単独過半数獲得へと導き、安定的な政権運営の基盤を手に入れた。内政では社会民主主義の立場から、充実した社会保障制度の創設や基幹産業の国有化などを推し進め、イギリスはベヴァリッジ報告書構想に基づく福祉国家の道を歩みだした。外交では長年のイギリス植民地であったインド・パキスタン・セイロン・ビルマの独立を承認した。アトリーの首相在任中に東西冷戦が勃発したが、外相アーネスト・ベヴィンの主導でアトリー内閣は反共主義の立場を明確にし、イギリスは東側陣営に対抗するための集団安全保障体制である、北大西洋条約機構（NATO）の原加盟国の一つとなった。

## 生涯

### 出生から青年期まで
クレメント・アトリーは1883年1月3日、ロンドンで誕生した（以下アトリーと略）。8人の兄弟姉妹の、上から7番目の子であった。
父のヘンリー・アトリーは弁護士で、イングランド・ウェールズ法律協会の会長も務めた。ヘンリーは熱心な自由党・グラッドストン支持者で、グラッドストンが推し進めようとしたアイルランド自治にも賛成していた。他方で保守党の政策には批判的で、保守党が引き起こした第二次ボーア戦争に反対していた。
母のエレンは、保守的な家に生まれ保守党を支持していた。アトリーの両親は、朝食時に子どもたちに聖書の一節を読ませるなど、熱心な国教徒であった。幼少期のアトリーは病弱であったが、就学するとクリケットに熱中した。
アトリーは、パブリックスクールであるヘイリーベリー・カレッジ在校を経て、オックスフォード大学に進学した。学生時代のアトリーは保守的な政治思想を有しており、保守党を支持していた。他方で伝統的な国教会については迷信と考えており、不可知論者であった。父ヘンリーはアトリーに、当時の会社重役クラスの給与に相当する額を仕送りとして送金していたので、アトリーは生活に困窮することはなかった。アトリーは大学で催された討論会にも度々出席したが、恥ずかしがり屋の性格のため、発言回数は多くなかった。
大学卒業後、アトリーはリンカーン法曹院に入った。フィリップ・グレゴリーはアトリーの才能を見込んで、弁護士になるための指導を行った。グレゴリーの指導はスパルタ的で、アトリーは「死にそうになるまで働かされた」と述懐している。アトリーは1906年に法廷弁護士試験に合格し、その資格を得た。その後、アトリーは後述のように、社会活動・政治活動に身を投じるようになるので、法曹関係の仕事に携わった期間は短く、弁護士として法廷に立ったのは4回しかなかった。
1905年に兄トム（Thomas Simons Attlee）の勧めでステップニー（当時はロンドンのスラム街）のヘイリーベリークラブを訪問した。これはいわゆるセトルメント機関である。アトリーはヘイリーベリークラブの運営に関わるようになり、少年たちに読み書きやスポーツの指導などを行った。1907年からはヘイリーベリークラブの専従の運営者になった。アトリーはヘイリーベリークラブでの勤務を通じて、当時のイギリスの貧困層の実態を知った。
アトリーと兄トムは次第に社会主義思想に傾倒するようになり、ウェッブ夫妻らによって設立されたフェビアン協会を訪問した。その後彼らは独立労働党に入党した。彼らの活動は父ヘンリーには「無意味な行動」とされて理解されなかった。ヘンリーはその後1908年に他界した。アトリーは親から相続した資産があったので、ある程度、社会活動を行う金銭的余裕があったが、ロンドン・スクール・オブ・エコノミクスでの講師の職も勤め、生計を立てた。

### 第一次世界大戦の出征

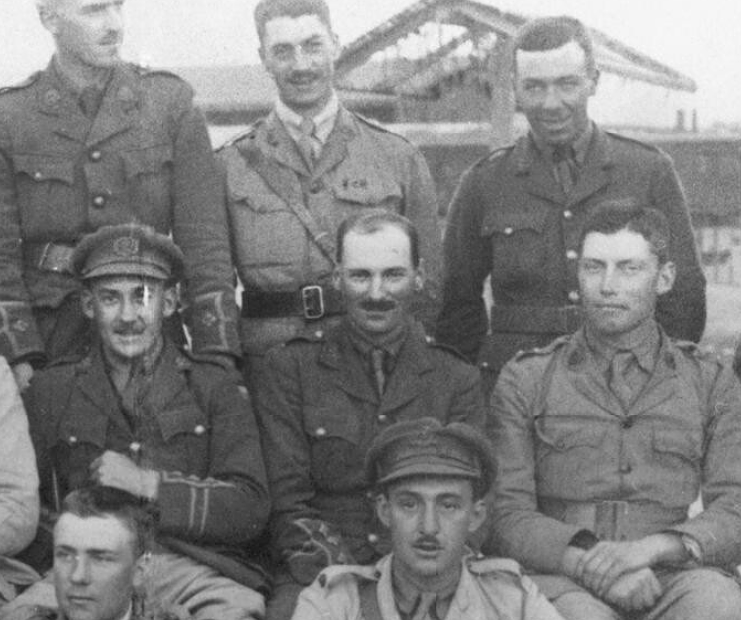
従軍するアトリー（中央の人物）。

1914年に第一次世界大戦が勃発すると、アトリーはイギリス陸軍への入隊を志願した。当時アトリーは31歳で軍務の適齢期を過ぎていたが、縁故を利用して入隊した。兄トムは反戦を主張して投獄され、第一次世界大戦中刑務所で過ごした。第一次世界大戦での兄弟間での方向性の違いは、両者の間に一時的な確執を生んだ。
イギリスのアスキス内閣の海相ウィンストン・チャーチルは、要衝であるダーダネルス海峡を抑えるため、同盟国側（ドイツ側）で参戦したオスマン帝国が要塞化したガリポリを占領することを企図した（1915年のガリポリの戦い）。アトリーはこの作戦に従軍したが、隊員の間で赤痢が流行してアトリーも罹患し、治療のため彼は戦線を離れた。その後アトリーの所属していた部隊は戦闘で、所属隊員の3分の2以上の死傷者を出した。ガリポリ上陸作戦は、英軍側に大損害を出して失敗した。イギリス世論は作戦を指導したチャーチルを糾弾し、それが元で彼は海相の地位を追われることになった。しかしアトリーは、チャーチルの立案したこの作戦について、肯定的に評価していた。
アトリーは続いて、スエズ運河とペルシャ湾の、英の石油利権の保護を目的とする戦役である、メソポタミア戦役に従軍した。エル・ハンナという地で、トルコ軍に対し英軍は大攻勢を仕掛けた。友軍の砲兵隊の援護射撃のもと前進していたが、友軍の放った砲弾によってアトリーは負傷し、治療のため彼は再度戦線を離れた。
1917年にアトリーは少佐に昇進した。同年彼はフランス戦線に配置された。1918年の8月に彼の大隊はドイツ軍に攻勢を仕掛け、塹壕を占領したが、敵の放った砲弾で材木が倒れ、それがアトリーの背中を直撃した。アトリーは治療のため、イギリス本国のワンズワースの病院に入院した。奇しくもその病院は、兄トムが反戦を主張して投獄されている刑務所のすぐ近くであった。
第一次世界大戦中の1917年にロシア革命が勃発し、ウラジーミル・レーニンによってボリシェヴィキ政権が樹立された。このことについてアトリーは、兄トムへの手紙で「（レーニンとトロツキーには）酷く腹が立つ。彼らはロンドンのホワイトチャペル地区の一番過激な社会民主党員（イギリス共産党の前身）を思い出させる。彼らが統治している国の状態は想像できる。」と嫌悪感を示した。
第一次世界大戦での軍歴から、アトリーは「アトリー少佐」と呼ばれることもある。

### ステップニーの市長就任

バイオレット・ミラー。

1918年に第一次世界大戦が終結すると、アトリーは1919年1月に軍を除隊し、ロンドン・スクール・オブ・エコノミクスでの講師職に復職した。
ステップニーにおける労働党の有力者の後押しでアトリーは政界進出を志すようになり、1919年11月にアトリーはステップニー市長に就任した。アトリーは市長として、乳児死亡率を下げるため妊婦や幼児を診察する診療所の設置、医療・公衆衛生を担う公務員の設置、市による産業廃棄物収集の制度化、市の電気事業の参画などの社会改良政策行った。市長を務めて名を上げたのちアトリーは中央政界へ進出するのだが、他に市長に就任し社会改良政策を行って名を上げ、中央政界に進出した著名な人物には ジョゼフ・チェンバレン（チェンバレン首相の父）がいる。保守派の間でも、アトリーは国王と国のために第一次世界大戦に出征した紳士として好意的に評価する者もいた。
1922年にアトリーはバイオレット・ミラーと結婚した。当時アトリーは39歳、バイオレット・ミラーは26歳であった。

### 庶民院議員に当選
第一次世界大戦中に自由党のロイド・ジョージを首班とするロイド・ジョージ挙国一致内閣が成立した。大戦後も挙国一致政権がしばらく維持されていたが、保守党内から連立解消の声が上がり、1922年にロイド・ジョージ内閣は崩壊した。代わって保守党のアンドルー・ボナー・ローが首相に就任した。ボナー・ローは首相に就任するとすぐに庶民院を解散し、総選挙に打って出た（1922年イギリス総選挙）。
アトリーはこの選挙に出馬した。アトリーは選挙公約として、社会民主主義者の立場から（労働党の主張する党政策と同じく）富の再分配と生産手段の国有化を主張し、これまで政権を担ってきた保守党と自由党を批判した。この選挙で労働党は、自由党の内部分裂もあり、保守党に次ぐ庶民院第二党の地位に躍進した。アトリーはこの選挙で庶民院議員に初めて当選し、中央政界に進出した。

### 労働党党首マクドナルドの議員秘書に就任

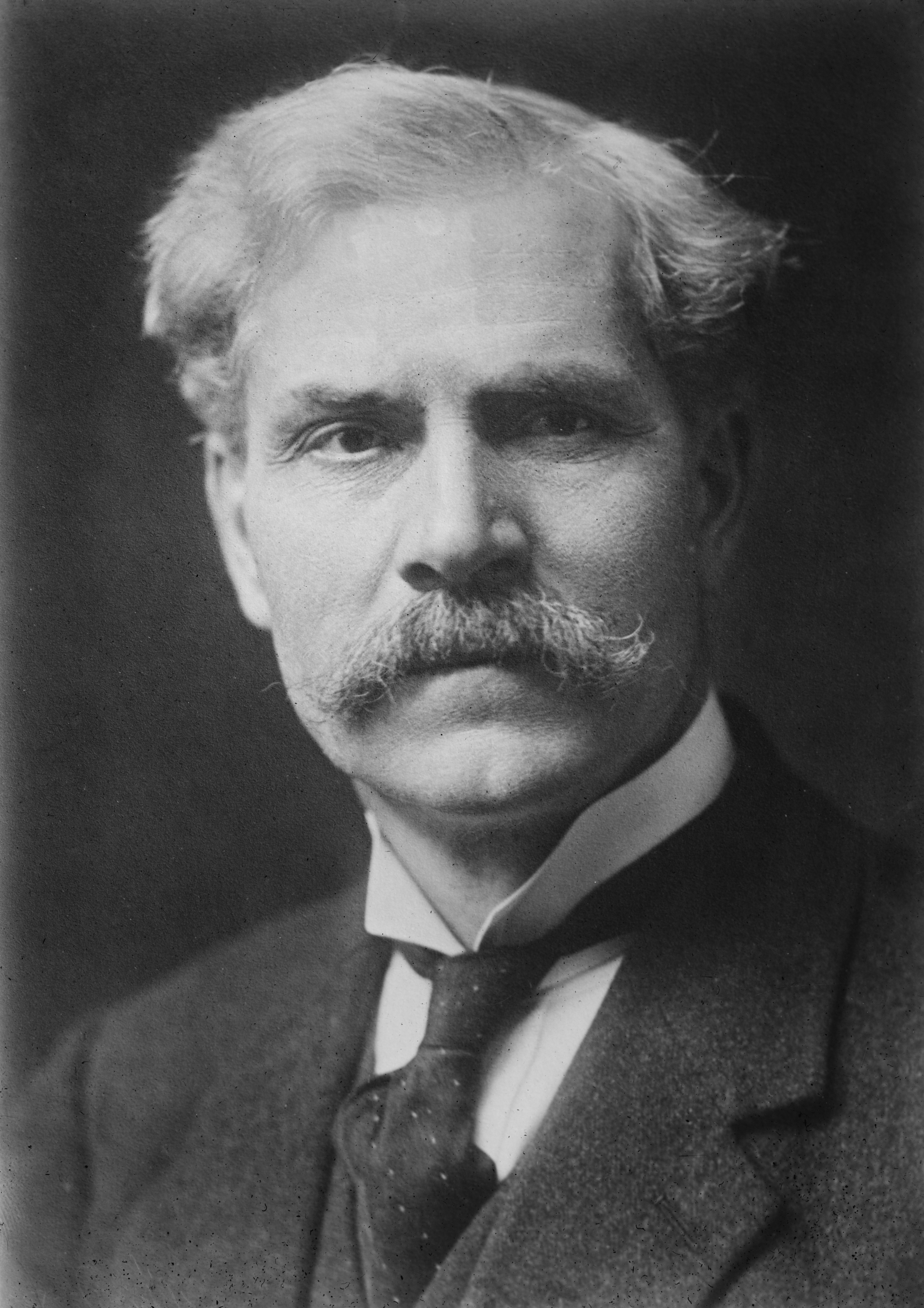
ラムゼイ・マクドナルド。

総選挙後に労働党党首選挙が行われ、現党首のジョン・ロバート・クラインスを破って、ラムゼイ・マクドナルドが党首に就任した。マクドナルドはいわゆるカリスマ型の指導者で、周囲の反対を受けても自らの政治信条を強行に貫こうとする人物であった。マクドナルドは後に首相の座に就き、第一次内閣・第二次内閣・挙国一致内閣を組閣し差配するが、その政権運営についてベアトリス・ウェッブは、「政権はマクドナルドの独り舞台（いわゆる劇場型政治）であった」と述べている。マクドナルドは平和主義者で、軍縮が平和をもたらすと考えていた。第一次世界大戦勃発時にも彼は労働党党首を務めていたが、反戦を主張して党首の座を追われていた。マクドナルドは「我々は戦争を遂行するリスクを取るくらいなら、平和を獲得するリスクを取るべきではないか」との主張を繰り返した。マクドナルドは平和を追求した高尚な人物との評価がある一方で、単なる人気取りのためのパフォーマンスにすぎなかったとする辛辣な評価もある。アトリーは、党首マクドナルドの目に留まり、彼の議員秘書の一人に任命された。
アトリーは中流階級出身の労働党議員であったため、労働党内の急進左派勢力であるクライドサイダーから軽蔑を受けた。クライドサイダーは、社会矛盾を早期解消しなければならないとして、庶民院で過激な主張をし、政敵に対して罵倒に近いやじを度々飛ばしていたが、党首マクドナルドは彼らを苦々しく思っていた。マクドナルドは他の労働党党首とは異なり、労働組合との距離を置いていた。
庶民院開会の初日にアトリーは処女演説を行った。「戦時中に失業者はいなかった。なぜそうなっていたかといえば、政府が課税や融資によって、生産活動や国民の購買力を統制していたからである」と述べ、自由放任主義を改め、政府が積極的に経済に介入すべきと主張した。処女演説を開会初日に行うことのできる新人議員はごく少数だが、アトリーがそれを行えた理由について、彼が特段優れていたからという訳ではなく、クライドサイダーがある審議を巡って議事妨害をしていたため、話題を変えようと考えた庶民院議長と労働党の院内幹事が、たまたま目に留まった新人議員のアトリーに演説を行うよう指示したためである。アトリーの演説に対してクライドサイダーは、失業問題を扱った内容であったことからそれに満足し、一部の保守党議員も演説に理解を示した。
なお当時の労働党は、労働組合出身の議員がいる一方で、自由党主流派と決別し労働党に移籍した元自由党議員もいるなど、党勢の拡大で労働党の議員数は増加したが、彼らの主義主張が一致しているとは言い難い状況であった。

### 史上初の労働党政権の発足と瓦解

1923年イギリス総選挙後の党派別議席割合。三党鼎立の様相となった。青が保守党、赤が労働党、黄が自由党。いずれの政党も過半数を制しておらず、第三党の自由党がキャスティング・ボートを握った。

首相のボナー・ローが病のため1923年に退陣し、同じく保守党のスタンリー・ボールドウィンが新首相に就任、第一次ボールドウィン内閣が発足した。ボールドウィンは、父が経営する鉄鋼会社の経営に携わったことがあり、労働者の心情に通じている人物であったので、アトリーはボールドウィンを好意的に評価していた。ボールドウィンは、かつてジョゼフ・チェンバレンが提唱した、後のブロック経済の先駆のような政策である帝国特恵関税制度の支持者で、外国製品に輸入関税を課すことを主張した。保守党内の党内抗争もあり庶民院は解散され、総選挙となった（1923年イギリス総選挙）。労働党と自由党はこの選挙で共闘し、ボールドウィンの主張する保護貿易によって食糧価格が高騰すると有権者に訴えた。1923年総選挙の結果、保守党が第一党、労働党が第二党、自由党が第三党となったが、いずれの政党も庶民院の過半数を制することができず、三党鼎立の様相となった。
前首相のハーバート・ヘンリー・アスキス（自由党）は、労働党政権発足に協力する姿勢を見せ、自由党の閣外協力により第一次マクドナルド内閣発足の運びとなった。ボールドウィン率いる保守党は下野することになった。しかし自由党内には、閣外協力によって社会主義政権がイギリスに誕生することに不満を持つ者もおり、自由党右派のウィンストン・チャーチルは党を離党した。
アトリーは、第一次マクドナルド内閣で陸軍次官のポストに就いた。イギリス軍部は、アトリーが軍事経験者（元軍人）であったことから、この人選を好意的に評価した。
首相のマクドナルドは漸進主義的立場から、慎重に社会改良政策を進めた。マクドナルド内閣は失業手当の増額や、労働者向けの賃貸住宅の建設を進め、さらに「税なしの朝食」というキャッチコピーを掲げ、コーヒー・砂糖などに掛かる関税の減税を図った。しかし自由党の閣外協力に依存しているという立場上、労働党が掲げていた生産手段（基幹産業）の国有化は、自由党の離反を招きかねなかったので実行しなかった。外交では、ソ連との国交を樹立した。マクドナルドは共産主義革命（及びコミンテルンを通して各国を共産化させる行為）に反対していたが、ソ連との友好関係の構築自体は、平和をもたらすものであるとした。
マクドナルド内閣では、労働党内の急進左派の存在が保守党や自由党に問題視された。前述のクライドサイダーは過激な左派政策を主張していたが、マクドナルドは労働党に政権担当能力があることを国民に示す必要があると考えており、先述の通り漸進主義に立っていた。アトリーも同様の考えであり、クライドサイダーが過激な軍縮（陸軍10万人の削減）を主張した際には、アトリーは沈黙を保つことにした。
保守党党首のボールドウィンは、労働党の掲げる漸進的な社会改良主義は、共産主義とは別物と考えており、労働党を全否定はしていなかった。国王側近の初代スタンフォーダム男爵アーサー・ビッゲは、「ボールドウィンは首相マクドナルドを好み、信頼している。彼はしばしば首相と興味のある話をしていた。彼は首相が共産主義に対して冷静に断固として反対するであろうと考えていた」と評している。
マクドナルド内閣がソ連との国交を樹立したのは先述の通りだが、経緯は以下の通りである。マクドナルド内閣は、1924年4月14日から対ソ一般条約締結を目的とした交渉をロンドンで開始した。8月5日まで続いたこの交渉自体はイギリス人財産賠償問題を巡って決裂した。しかしその直後に労働党左派議員が非公式に調停者になって英ソ間の仲立ちをして、8月8日には対ソ一般条約が締結される運びとなった。この一件に対して、保守党と自由党は、労働党内の左派議員が政府に圧力をかけて条約を調印させたのではないかとの疑念を抱いた。保守党のボールドウィンは「労働党は過激主義者によって服従させられている」と批判した。
ソ連との国交樹立やキャンベル事件を巡って、労働党内の急進左派の存在を問題視した自由党と保守党が連携し、内閣は議会で敗北したため、マクドナルドは庶民院を解散し、総選挙に打って出た（1924年イギリス総選挙）。選挙期間中にソ連のコミンテルンがイギリス共産党に武装蜂起を指示したとする怪文書（ジノヴィエフ書簡）が新聞に掲載され、左翼勢力は国民から警戒されるようになった。選挙の結果、保守党が庶民院の過半数を制し、1929年まで続く第二次ボールドウィン内閣が発足した。マクドナルド内閣は10か月で崩壊し、労働党は下野した。なおジノヴィエフ書簡事件の真相について、イギリスに社会主義政権が誕生することを嫌ったMI6による政治工作であったことが、近年明らかになっている。
第一次マクドナルド内閣は、党内の急進左派のみならず、党内右派からも批判された。党内右派の主要な人物にはアーネスト・ベヴィンがいる。彼は労働者階級出身のたたき上げの人物で共産主義を激しく嫌悪し、後にアトリー内閣で外相として反共外交を展開するのだが、この頃運輸一般労働組合（TGWU）でストライキを指導してTGWUの書記長に就任するなど、頭角を現しつつあった（ベヴィンは共産主義者が労働運動を指導することを嫌っていた）。ベヴィンは第一次マクドナルド内閣瓦解の理由について、労働党が庶民院の過半の議席を制しておらず少数与党で、自由党の閣外協力に依拠していたためとし、労働党が議席の過半数を制するまでは、政権の座に就くべきでないと主張した。ベヴィンは、労働党党首をマクドナルドからアーサー・ヘンダーソンにすげ替える政治工作も企図していたが失敗に終わった。
保守党のボールドウィンは「近い将来自由党は消滅し、左右両党の二大政党の時代（「保守党」対「労働党」の時代）になると思われるが、労働党から共産主義者は排除されなければならない」と述べた。

### 1926年のゼネストをめぐって

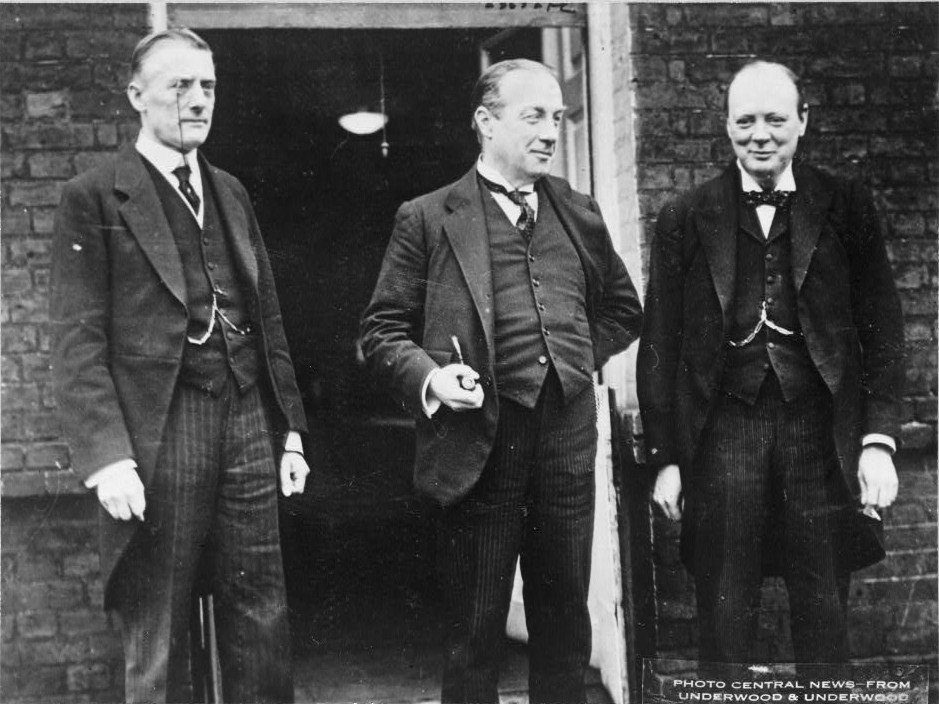
保守党のチェンバレン、ボールドウィン、チャーチル（左から）。

保守党に復党したチャーチルは、第二次ボールドウィン内閣において蔵相として入閣した。チャーチルは、かつての強いイギリス経済を取り戻したいと考えており金本位制への復帰を企図した。これに対し経済学者のジョン・メイナード・ケインズは経済の混乱をもたらすだけだとして批判し、論争が生じた（金本位制復帰論争）。しかしチャーチルは金本位制への復帰を強行した。金本位制の復帰によってポンド高がもたらされ、イギリスの輸出産業は被害を受けたが、中でも石炭産業が大きな打撃を受けた。またフランス軍のルール占領問題の解決の糸口が見え、ルール地域の炭鉱の営業が再開したことも、イギリスの石炭産業に悪影響を与えた。
炭鉱経営者は経営の合理化の必要性に迫られ、1925年6月に組合側に対し7時間労働制の破棄・賃金切り下げを行うことを通告した。これに対して組合側は、経営者側の行為は容認できないとしてゼネストを表明した。このゼネスト表明に対して首相のボールドウィンは、調査委員会による調査が終わるまで、賃金切り下げ分の補助金を政府が支払うという案を提示した。
委員会は問題の調査を行い、炭鉱施設は老朽化しており、設備投資によって施設が近代化し、利潤を上げられるようになるまでの「一時的な賃金の切り下げ」が必要であるとする勧告を提示した。労働組合会議の総評議会はこの勧告の受理を拒否し、1926年5月にゼネストに突入、全国の炭鉱ではロックアウトが実行された。このゼネストは半ば政府に挑発されて決行したようなもので、組合側はストの準備がまるで整っていなかった。一方政府側は、委員会の調査期間の間に、スト破り工作などの準備を進めていた。
首相のボールドウィンは、このゼネストは違法行為であると主張し、「内乱の様相を呈している」「暴力でイギリスの法の支配の原則を破壊しようとする試みである」と国民に訴えた。これに対し総評議会は政治的ストライキではないと反論した。ゼネストは国民の支持を得られず、9日間で終結したが、鉱山労働組合は政府に屈しようとせず、単独で半年に渡り労働争議を続行した。
労働党党首のマクドナルドは、ゼネストを起こした労働者に同情しつつも、「労働党は暴力革命を肯定している」と見なされることを警戒し、手放しでゼネストに賛成という訳ではなかった。アトリーは、労働者階級の政治的要求はゼネストでなく議会を通して達成されるべきものと考えており、1926年のゼネストを否定的に見ていた。
アトリーはゼネスト当時、地元のステップニー電力委員会の議長も務めており、ステップニーの電力会社と労働組合との仲介役を買って出た。アトリーは会社側と労働組合側の双方に対し、病院に対して送電を止めないことと、住宅には最低限の措置として照明用の電力供給を継続することを要求した。両者が決裂し、労働組合側が全ての送電を止めると、電力会社はアトリーに対して300ポンドの賠償請求訴訟を起こした（アトリーの当時の議員手当は年400ポンドであった）。この訴訟は最終的に取り下げとなったが、アトリーは、敗訴した場合には自己破産と政界引退を考えていた。
ゼネストが終結するとボールドウィン内閣は、同情ストを非合法化し、労働組合からの政治献金の規則を定めた労働争議及び労働組合法を制定した。これにより労働党への政治献金が大きく減少した。この法令は後年、アトリー内閣が廃止している。

### サイモン委員会をめぐって
1927年に、1919年インド統治法に基づいて、インド自治の問題の調査を行うサイモン委員会が発足した。サイモンの名はジョン・サイモンを首班とすることにちなむ。労働党からはアトリーとヴァーノン・ハーツホンが委員となった。委員一行はインドに赴き、現地で問題の視察を行った。視察は配偶者を帯同することが許され、アトリーの妻バイオレットもインドを訪問した。一行はインド総督のアーウィン卿（後のハリファックス卿）に歓迎され、晩餐会などが催された。インド視察を通してアトリーは、インド問題に精通するようになった。しかし左翼勢力からは、国内の労働問題をなおざりにして外遊をしていると、アトリーを批判する声もあった。
委員一行のイギリス本国への帰国後、インド人の間で独立の機運が高まり独立運動が激化すると、インド総督のアーウィン卿は本国に英印円卓会議の開催を要請した。

### 1929年イギリス総選挙の動向

1929年イギリス総選挙後の党派別議席割合。青が保守党、赤が労働党、黄が自由党。いずれの政党も過半数を制しておらず、第三党の自由党がキャスティング・ボートを握った。

1924年の総選挙から5年が経過し、1929年5月に庶民院総選挙が行われることになった（1929年イギリス総選挙）。ボールドウィン内閣は1928年に選挙法を改正し、21歳以上の全ての女性に選挙権が認めたため、1929年総選挙は、イギリス初の男女平等選挙権が認められた上での選挙となった。
労働党はジノヴィエフ書簡の件などで政権担当能力を疑問視されていたこともあり、党首マクドナルドは慎重を期すことにし、政権獲得時に実行する政策（マニフェスト）を明言しなかった。アトリーはこのような党執行部の手法を酷評していた。自由党のロイド・ジョージは積極的な公共事業を行うことで雇用を創出し、失業者対策とすることを訴えた。これは経済学者ジョン・メイナード・ケインズの学識を踏まえたもので、ロイド・ジョージは自身の政策を『我々は失業を克服できる（We Can Conquer Unemployment）』と題した書物にまとめて、刊行した。政策の革新性・社会主義性では、労働党よりも自由党の方が上回っていた。一方与党の保守党は「安全第一（Safety First）」を選挙スローガンとして掲げた。ボールドウィンは成功するか分からない社会改良政策を掲げる自由党や労働党を批判し、保守政権の維持・継続を主張した。
この選挙では共産党候補が活発に選挙活動を行った。1928年のソ連のコミンテルン世界大会で「階級対階級」なる決議が採択され、穏健左派の社会民主主義勢力が資本主義体制を存続させているとして、各国の共産党に社会民主主義者を打倒するよう呼びかけた。それを受けて1929年イギリス総選挙ではソ連の影響下にある（と思われる）共産党候補が多数立候補し、労働党を攻撃した。イギリス共産党は結党以来、労働党と対立関係にあった。労働党のマクドナルドは、共産党について「ソ連からの指令を無条件に受け入れる、身も心も売り渡した人々の集まり」と非難した。(労働組合について共産党の影響下にある国もあるが)イギリスでは、労働組合は労働党の影響下にあり、イギリスにおいては、共産党は外来の存在とみなされていた。
アトリーの選挙区にも共産党候補が擁立され、彼を激しく攻撃した。アトリーはこの候補に対し「私はウェールズの魔法使い（ロイド・ジョージのあだ名）からも、どのスーパーマンからも、あるいは外国の誰からも命令を受けない。私は民主主義者である。」と反論した。
選挙の結果、労働党が第一党、保守党が第二党、自由党が第三党となった。1923年の総選挙と同じくいずれの政党も庶民院の過半数を制することができず、第三党の自由党がキャスティング・ボートを握る形となった。アトリーは共産党候補ら他の候補に勝利し、引き続き議席を維持することに成功した。第一党の労働党の党首マクドナルドを首班とする第二次マクドナルド内閣が発足した。

### 第二次マクドナルド内閣の発足と世界恐慌の発生

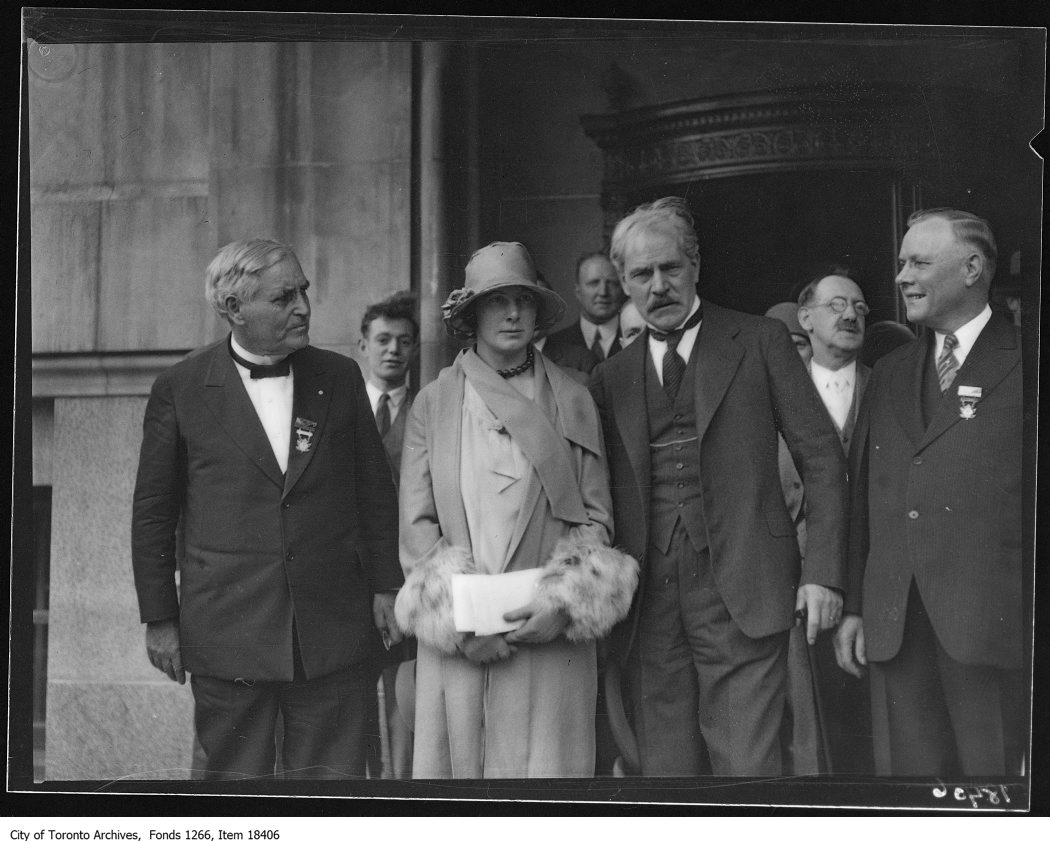
アメリカ労働総同盟の元を訪れたマクドナルド（前列の右から2番目の人物）。

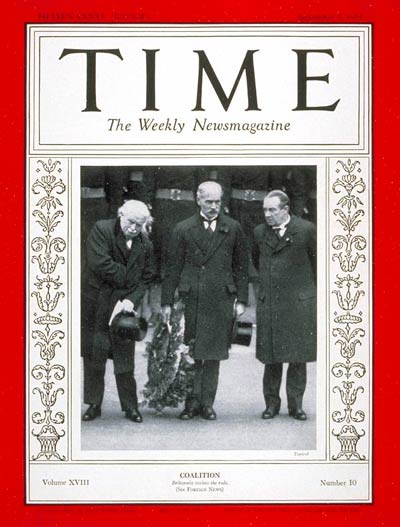
挙国一致内閣の三巨頭。左からロイド・ジョージ（自由党）、マクドナルド（労働党）、ボールドウィン（保守党）。1931年9月7日の『タイム』誌の表紙より。

国王から首相に任命されたマクドナルドは組閣に取り掛かった。閣僚は第一次内閣の際とほぼ同じ面々が閣僚に指名され、新顔はハーバート・モリソンなどごく少数であった。労働相に就いたマーガレット・ボンドフィールドはイギリス初の女性大臣となった。
第二次マクドナルド内閣にアトリーは入閣できなかった。アトリーは何故自分が入閣できなかったのかとマクドナルドに詰め寄った。マクドナルドは「君はまだサイモン委員の任にあたっているので入閣させられない」と回答した。かつてアトリーがサイモン委員の任に就く際にマクドナルドから「その任についても入閣の機会に影響しない」との確約を受けていたので、それを反故にされ、アトリーはマクドナルドに不満を抱くようになった。
第二次マクドナルド内閣は外交政策に力を入れた。首相マクドナルドは訪米してハーバート・フーヴァー大統領と会見し、英米の友好関係の維持を図った。また前ボールドウィン保守党政権下で断絶していたソ連との国交を回復させた。またロンドン海軍軍縮会議を主宰し、各国の軍縮を呼び掛けた。外相のアーサー・ヘンダーソンは軍縮や各国平和に貢献したとしてノーベル平和賞を受賞した。インド問題では、インド自治を容認する意向を示し、マハトマ・ガンディーと会談した。
内政では世界恐慌の対応に追われた。1929年10月24日にアメリカの株式市場の暴落があり（ウォール街大暴落）、世界恐慌が発生したが、アメリカを市場としていたイギリスの輸出産業は大打撃を受け、1930年にイギリスの失業者は170万人を超えた。
ロイド・ジョージはかねてからの自身の公約であった、公共事業による失業者対策を実施するよう政府に要請したが、マクドナルドは緊縮財政によるインフレの抑制が必要だとして実行しなかった。ロイド・ジョージが大々的な政府批判を行うと、運輸相のモリソンがそれに苦言を呈したが、ロイド・ジョージは「1920年に、私が首相でモリソンやアトリーらがロンドンの市長連であった頃、失業対策を要求するため、首相官邸や私の休暇先まで押し掛けて迷惑を掛けたではないか」と反論した。幸か不幸かアトリーは入閣していなかったので、大臣として批判の矢面に立たされずに済んだ。後にオズワルド・モズレーがマクドナルドと対立し、ランカスター公領大臣を辞任して大臣ポストに空きが生じると、アトリーがその後任として任命され、入閣を果たした。1931年3月にアトリーは、郵政相に昇進した。
国家財政の破綻を防ぐため、首相マクドナルドは失業手当の削減を図ろうとしたが、党内からの強い反発を受けた。マクドナルドは政権を取りまとめることは不可能と判断し、1931年8月23日に内閣総辞職した。国王ジョージ5世は「あなた（マクドナルド）は挙国一致内閣を組閣すべきである。あなたが、この国難に際して政権を投げ出すよりは、むしろ首相の座に留まって、それに対処した方が、あなたの地位と名声を高めるであろう」と述べた。国王ジョージ5世の仲介で、マクドナルドをそのまま首班とし、彼を支持する労働党の一派（ごく少数）・保守党・自由党による挙国一致内閣（国民政府と訳す場合もあり）が新たに成立した。マクドナルドは自身を支持する議員一派で国民労働党を創設した。ハーバート・モリソンやハロルド・ラスキは、国王の政治介入であると強く批判した。
前内閣で閣僚を務めたスタッフォード・クリップスとハーバート・モリソンに、首相マクドナルドから、挙国一致内閣への入閣のお誘いがあったが、彼らはそれを辞退し、労働党主流派に留まった。アトリーには、新内閣への入閣のお誘いはなかった。
マクドナルド及び彼を支持する一派は労働党を除名され、アーサー・ヘンダーソンが労働党党首に再登板した。保守党・自由党に担がれて首相の座に留まるマクドナルドは、労働党主流派の議員からは「党首が党を裏切った」と見なされた。マクドナルドが首相の座に留まった理由について「国難に対処するため、愛国的義務心から首相を続投した」「単に権力欲に取り憑かれていた」など様々な説があるが、彼の胸中は不明である。ただし首相を続投せよという王命とは言え、必ずしもマクドナルドが首相の座に留まる必要性もなく、保守党に政権を移譲しても良かったのでは、との声も少なくなかった。アトリーも、他の労働党主流派議員と同じく「党首が党を裏切った」と見なしていた。アトリーは、マクドナルドに不満をこぼしながらも、上司のマクドナルドの下で忠実に職務をこなしてきたが、今回の行為に関しては、かつての軍人らしい物言いで「兵士であった人なら必ず知っているように、命令に対する兵士の不服従が正しいとされるのは、上官が敵の側に移った時だけである」と述べ、マクドナルドの「裏切り行為」を非難した。アトリーは、年月が経ってもこの考えを改める気はなく、後年にも当時を振り返って「労働党の分裂などなく、樹木の頂点から2・3枚の葉っぱ、すなわち数人の寄生していた者（マクドナルド及びその一派）が散ったに過ぎない」と著している。
真相は不明な点が多いが、挙国一致内閣の構想について、国王ジョージ5世によって突然提唱された訳ではなく、マクドナルドが前々から計画していたことであったとする説がある。それによれば、マクドナルドは8月23日の総辞職以前から理想論を掲げる労働党主流派を見限っており、労働党内の自身を支持する一派と、他党の協力を支持基盤とする、新たな内閣の組閣を模索していたとされる。この計画を知った保守党党首のボールドウィンは当初、現在のマクドナルド内閣が総辞職するのならば、次は保守党単独内閣を組閣すべきと考えていたが、保守党幹部のネヴィル・チェンバレンが「今は国中が危機的な状況であり、挙国一致内閣の組閣に協力すべき」とボールドウィンに進言し、それを受けて彼は翻意し、マクドナルド挙国一致内閣が成立したのだという。挙国一致内閣の発足前に、国王ジョージ5世からボールドウィンに「マクドナルド挙国一致内閣に参加する意思があるか」と問われると、「現在の危機にあたって国に奉仕するためにどのようなことでも行う用意があります」と奉答した。またボールドウィンは「マクドナルド氏が首相を辞すことに固執するのであれば、自身が内閣を組閣する用意があります」とも述べた。
マクドナルド挙国一致内閣は同年9月に、金の海外流出を防ぐため、金本位制の停止を行った 。また国家財政の破綻を防ぐため、失業保険の削減も行っている。マクドナルドを支持する（元）労働党議員一派は15名ほどであったが、マクドナルドは自身を支持する議員の少なさに困惑した 。マクドナルド個人に対する庶民院での支持基盤の弱さから、挙国一致内閣の主導権は次第に保守党に握られるようになった。

### 1931年庶民院総選挙をめぐって

1931年イギリス総選挙後の党派別議席割合。青が保守党、赤が労働党、濃緑が国民労働党、黄が自由党、水色が国民自由党。労働党（主流派）はこの選挙で大敗し、壊滅の危機に陥った。

保守党の議員連は、世界恐慌への対処として、輸入製品に高関税を課し自国産業を保護する保護貿易への移行が必要であるとして、それを争点にした解散総選挙の早期実施要求と、それを呑むならば、マクドナルドの首相続投を支持するという決議を採択した。首相マクドナルドは、貿易政策について世界恐慌への対処の必要性から、自由貿易から保護貿易へ信条が傾いており、保守党の要求を受け入れることにした。またマクドナルドは、自身を除名した労働党主流派に憤慨しており、庶民院解散にも賛同した 。この動きに対し、自由党の事実上の最高指導者であるロイド・ジョージは、庶民院の早期解散に反対した。ロイド・ジョージは、挙国一致内閣（国民政府）が掲げる政策があまりにも保守党寄りであると抗議し、挙国一致内閣に留まり続けようとする自由党をも離党した。カリスマ的指導者であったロイド・ジョージを失った自由党は、挙国一致内閣に留まるか否かで、自由党主流派と国民自由党に分裂した。
挙国一致内閣に参画する政党間での粘り強い交渉の結果、一つの妥協案として、選挙戦は、挙国一致内閣に参画する各政党が共同の政策を掲げて臨むという訳ではなく、各党が独自の政策を掲げて自由行動をとっても良いというのはどうかという提案が保守党のボールドウィンよりなされ、各党がそれを承諾したことで、庶民院解散総選挙の運びとなった。総選挙は10月に行われた（1931年イギリス総選挙）。挙国一致内閣は、（我々がイギリス経済を治療するとして）「医師への委任（doctor's mandate）」をキャッチコピーに掲げた。
選挙戦において、首相マクドナルドは「発狂したボリシェヴィズムに取り憑かれている」と古巣の労働党（主流派）を批判した。対して労働党（主流派）は、国民労働党の候補が擁立されている全ての選挙区に、対立候補を擁立した。保守党は選挙戦で、1929年の選挙戦と同じく「安全第一（Safety First）」を選挙スローガンとして掲げ、保守主義の優位性を主張した。
この選挙では保守党が大勝し、労働党（主流派）は全615議席中52議席しか獲得できず、壊滅の危機に陥った。マクドナルドが創設した国民労働党は、掲げる政策が保守党寄りで、保守党との政策の差異がはっきりしなかったので、党勢は振るわなかった。マクドナルドは、古巣の労働党のあまりの凋落ぶりにも動揺した。それは、労働党が反マクドナルド的姿勢を改めた暁には、（第一次世界大戦の時のように）労働党党首に復帰することを考えていたためである。自由党も、党内内紛のため壊滅の危機に陥っていた。野党勢力（マクドナルド挙国一致内閣に参画していない勢力）のあまりの凋落ぶりに、保守党のウィンストン・チャーチルは「イギリス民主主義を危惧している」とアトリーに打ち明けた。
労働党主流派が惨敗した理由については、以下の指摘がある。まず第一に各選挙区で「労働党主流派の候補」対「挙国一致内閣に参画する政党の候補」の一対一の対立構図になっていたことである。イギリスは単純小選挙区制のため、挙国一致内閣に参画しない労働党主流派候補に対して、挙国一致内閣に参画する政党が各々の候補者を立てると、反労働党主流派の票が分散して不利になるが、保守党は、挙国一致内閣へ参画している政党間での候補者調整を行い、既に他党の候補が擁立されている選挙区への、自党候補の新たな擁立をなるべく避けることにした。ただし自由党は資金不足と党内内紛のため、前回の総選挙よりも擁立候補者数が360名も減少していたほか、マクドナルドが創設した国民労働党は、そもそも議員数が多くなかった（マクドナルドに付き従う者が少なかった）ので、事実上「労働党主流派」対「保守党」の一対一の構図となっていた。第二に労働党主流派の選挙準備不足である。労働党主流派議員は、第二次マクドナルド内閣の総辞職の段階で、保守党に政権が移譲するものと考えており、このような事態になることを予想していなかった。労働党主流派の選挙用ポスターには、マクドナルドの顔写真が掲載されたままのものが多かった。第三に第一次・第二次マクドナルド内閣で、党綱領に掲げられた政策の大半は実行できておらず、労働党に投票した有権者を失望させていたことである。両内閣は、労働党が庶民院の過半数を制していない状態で発足しており、自由党の閣外協力に依存しているという立場上、基幹産業の国有化などの大規模な社会改良政策を実行できずにいた。また世界恐慌発生後にマクドナルドが掲げた政策はあまりにも保守党寄りであったこと、党首のマクドナルドが労働党主流派を事実上離党したこと（「裏切り」と称される行為）も、有権者の労働党主流派への不信を強めた。なお労働党主流派議員の間においては、「マクドナルドの裏切り」が1931年総選挙の惨敗をもたらしたとするのが共通認識となったが、マクドナルドをスケープゴートにして自分たちの問題から目を逸らそうとしたに過ぎないとの指摘もある。
保守党の術中にはまる形で、労働党と自由党は壊滅した。議会勢力を見れば保守党単独政権になってもおかしくなかったが、マクドナルドを首班とする挙国一致内閣がしばらく維持された。保守党がマクドナルドを首班に据え続けた理由について、彼は元労働党党首という立場上、労働組合との折衝を上手くやってくれるだろうという思惑があったとされる。またたとえ幻想であっても、各党が協力して挙国一致内閣を構成して国難に対処していると主張し、他党の不満を抑える狙いもあった。なおマクドナルド当人も、第一次内閣を組閣したころから、保守党議員や上流階級者との社交を熱心に行っており、労働党議員や労働階級者と疎遠になりつつあったという指摘もある。
労働党（主流派）においては、アトリーは当選したが、アーサー・ヘンダーソンやアーネスト・ベヴィンといった有力者が落選した。当選した労働党議員は高齢議員ばかりで、党首を務められそうな有力議員は72歳のジョージ・ランズベリーくらいしかおらず、彼が新たな党首に就任した。ヘンダーソンの意向で、アトリーは副党首に就任した。ランズベリーの党首辞任までの労働党は、ランズベリー、アトリー、スタッフォード・クリップスの三名のトロイカ体制で運営されるようになった。
マクドナルド挙国一致内閣は、ウェストミンスター憲章を制定してイギリス連邦を発足させた。また選挙公約で掲げていた保護貿易への移行を図るべく、ボールドウィンの主張していた帝国特恵関税制度を導入し、イギリス植民地圏のブロック経済を構築した。挙国一致内閣による、金本位制の停止やイングランド銀行の金利引き下げ、ポンド相場切り下げなどのチープマネー政策および、ブロック経済の構築等の政策によって、世界恐慌発生時の底部に比べれば、経済回復の兆しが見られるようになった。

### アトリーの党首代行

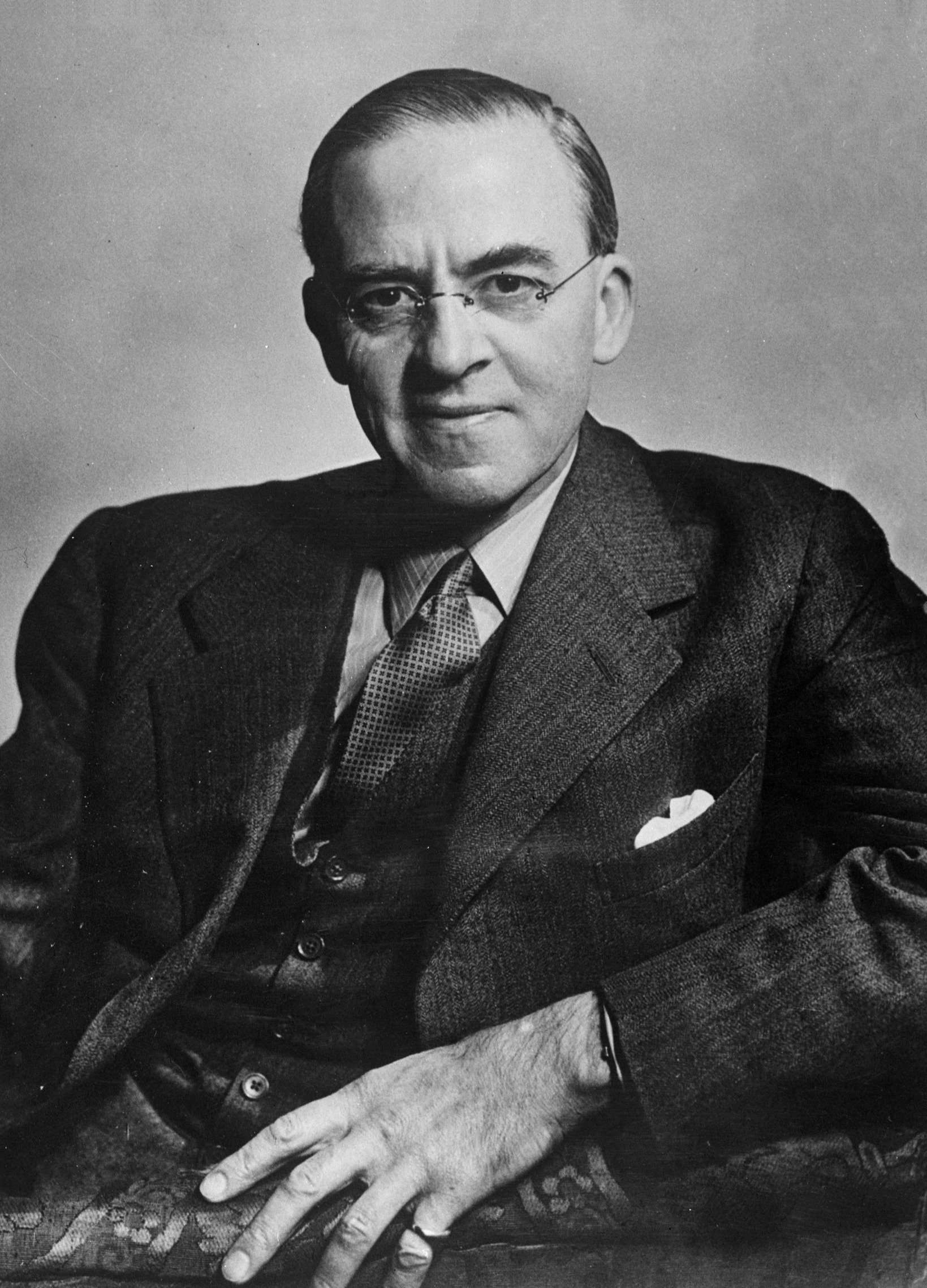
スタッフォード・クリップス。

1933年の年末にランズベリーは大腿骨を骨折し、一定期間静養することを余儀なくされた。党首不在の間、アトリーが党首代行を務めることになった。しかし党首としての仕事を務めるには多額の政治資金が必要になることから、アトリーとしては党首代行の仕事を進んで引き受けたいとは思っておらず、その旨を、同じく党内の有力者であったクリップスに相談した。金満家のクリップスは、党首代行を務めるのに必要な政治資金を提供するとアトリーに申し出、それによりアトリーは党首代行の仕事を務めることができた。クリップスは議員活動の傍ら、副業で法律家（弁護士）としても活動しており、副業で莫大な収入を得ていたが、「あなたが必要な額の政治資金など、すぐに稼ぐことができる」などと豪語していた。その後、回復したランズベリーが党首に復帰し、アトリーは副党首に戻った。
クリップスは度々急進左派的主張を繰り返し、アトリーを立腹させたが、両者の個人的親交は終生続いた。

### ファシズムの台頭
世界恐慌後、ドイツ・イタリア・日本などでファシズムが台頭し、ドイツではアドルフ・ヒトラーが、イタリアではベニート・ムッソリーニがそれぞれ政権を握った。アトリーとベヴィンは欧州各国の社会主義政党の指導者の元を頻繁に訪れていたが、現地でファシズムの脅威を身をもって感じるようになった。労働党は、左翼イデオロギーの観点からファシズムに反対していたが、それに対抗するための自国の軍備拡張にも反対していた。これに対しベヴィンは「ファシストは労働組合員を真っ先に殺す」として、ファシズム勢力に対抗するため自国の軍備拡張が必要であると、労働党員及び左派勢力に強く主張した。与党では、チャーチルなど一部の者はファシズム勢力に対抗するため軍拡を主張していたが、挙国一致内閣・与党及び世論は、軍拡がかえって戦争を招くとして、それに消極的であった。1931年に満洲事変が発生すると、アトリーは国際連盟による日本への制裁を主張した。
なおイギリスの保守・右翼勢力は、ナチスを防共のための必要悪と見なしていた。彼らは、ナチスを政権の座から引きずりおろせば、共産党がドイツの政権を掌握し赤化すると主張していた。ナチスのヴェルサイユ条約破棄についても、ドイツへの同情心から条約破棄に理解を示していた。保守党内にも、ナチズムに共鳴・心酔する者や、ヒトラーを強い愛国的指導者として賞賛する者が多かった。反独の代表格とされるチャーチルも、「ナチス政体を嫌う人でも、ヒトラーの愛国的偉業には嘆賞を惜しまないであろう」「我が国にもそうした強い指導者が現れて、我々を列強の地位に連れ戻してほしいものだ」と述べたことがある。この言動から考えて、ナチスドイツの存在がイギリスに脅威を及ぼしているのでチャーチルは反独的態度を取っているのであり、ナチスドイツがイギリスにとって脅威でないのなら、チャーチルは反ナチズムの立場を取っていなかったのではとする見方もある。
ヒトラーは自著『我が闘争』において「東方生存圏」なる構想を掲げ、東欧諸国の侵略の野望を表明していたが、イギリスの保守・右翼勢力は、ソ連への軍事的けん制になると好意的に評価していた。ボールドウィンは首相在任時に「ドイツが東方へ進出することを希望している。私はボリシェヴィキとナチスが戦争を行うのを見てみたいものである」と述べ、独ソが軍事衝突することを望んでいるとした。次の首相のチェンバレンも同様の考えであった。ナチスドイツに対する見方について、隣国フランスの保守・右翼勢力も、イギリス国内のそれとほぼ同様であり、共産主義の方が脅威と見られていた。

### イタリアのエチオピア侵略をめぐって

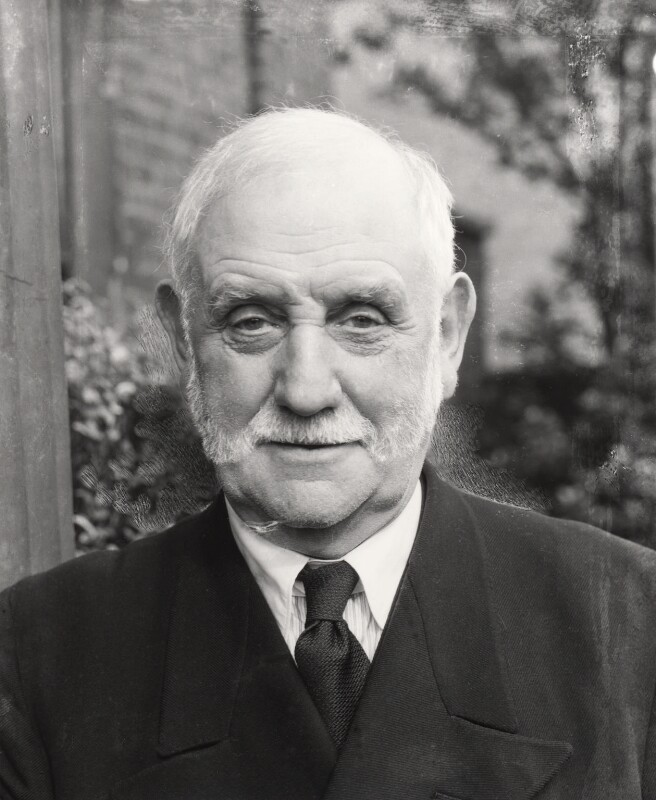
ジョージ・ランズベリー。

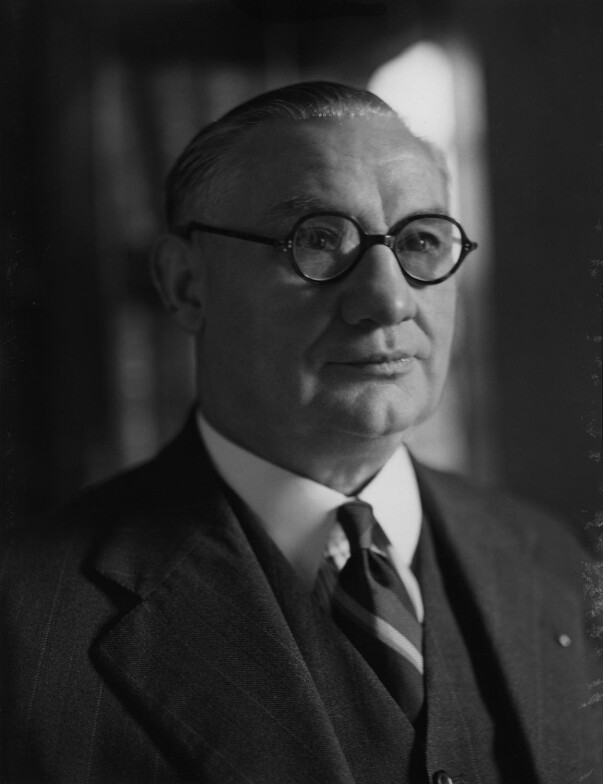
アーネスト・ベヴィン。

1935年6月にマクドナルドが病のため退陣し、保守党のボールドウィンが彼に代わって挙国一致内閣の首相になった（第三次ボールドウィン内閣）。名目上は挙国一致内閣であったが、実質は保守党単独内閣であった。野党労働党の党首ジョージ・ランズベリーは平和主義者で、軍備拡張に反対することを党是として掲げ、党首として労働党を率いていた。彼は常備軍の存在が戦争を誘発すると考えており、イギリス軍を解体したいと発言したこともあった。またランズベリーは無抵抗の非戦論も主張していた。アトリーはランズベリーについて「彼はまるでガンディーのようだ」と評した。
イタリアのベニート・ムッソリーニ政権は、植民地化されず独立を保っていたエチオピア帝国の侵略を企図し、英仏との緊張が高まった（アビシニア危機）。全国労働組合会議はこの危機に対し「必要があれば武力でもってイタリアの侵略を阻止しなければならない」と決議した。平和主義の立場から軍事行動を嫌った党首ランズベリーはこの決議に同意しないと表明し、同様の考えであったスタッフォード・クリップスはこの決議に抗議した。続いて1935年10月の労働党の党大会でもこの議題が議論されたが、党大会の最中に、イタリアの軍事侵略が開始された（第二次エチオピア戦争）。「国際連盟規約に基づきイギリス政府に、イタリアにあらゆる手段の制裁を講じることを求める」とする決議案が提示されると、アトリーはこれを支持したが、ランズベリーとクリップスは支持しなかった。労働党右派のアーネスト・ベヴィンは「インテリどもの無責任さに激怒している」「無抵抗主義がかえって侵略を招く」として、決議を支持しようとしない党首ランズベリーを激しく攻撃した。ランズベリーは10月8日に党首を辞任した。この騒動の結果についてモリソンは「ベヴィン個人の攻撃の迫力」と「ベヴィンの有している（影響下にある）50万人分の労働組合員票」から、ベヴィンが行動を起こした段階で結果はもう決まっていた、と記している。
なおこの時ベヴィンは英最大の労働組合運輸一般労働組合（TGWU）の書記長で、かつ労働党員であったが、庶民院議員ではなかった（議員に立候補したことはあったが落選した）。庶民院議員でない者が議会労働党の党首を辞職に追い込めたのは、労働党は結党以来、議会外勢力である労働組合の強い影響下にあったためである。ベヴィンは、労働組合が党政に参画することを当然のことだと考えていた。前党首マクドナルド除名騒動の原因について、労働組合と距離を取るマクドナルドが党首に就き、彼が労働組合（労働者階級）の意向を汲まず独自行動を取ったためと見なした。また労働党党首に権限が集中していることが、マクドナルドのようなカリスマ指導者を生んだとも見なした。マクドナルド除名後は、ベヴィン率いる労働組合が、積極的に労働党の党政に関与するようになった。保守党のチャーチルは1945年イギリス総選挙において、労働党のこうした議会外勢力が、議会労働党執行部の権勢を上回るほどの大きな影響を及ぼしている体質について、「議会政治軽視の体質」であると強く批判している（ただし批判対象の人物はベヴィンでなくラスキであった）。

### 1935年庶民院総選挙とアトリーの労働党党首就任

1935年イギリス総選挙後の党派別議席割合。青が保守党、赤が労働党、濃緑が国民労働党、黄が自由党、水色が国民自由党。

首相のボールドウィンは1935年11月14日に庶民院総選挙を行うことを決定した（1935年イギリス総選挙）。この時期決定について野党労働党の混乱に乗じたものとする指摘もある。労働党は党首不在のため、選挙活動は暫定的にアトリーが指導することになった。
選挙では軍拡の是非も争点となった。ボールドウィンは、イタリアのエチオピア侵略をけん制するためには、国際連盟による集団安全保障を強化する必要があり、そのためには自国の軍拡が必要であると主張した。対して労働党は軍拡に消極的であったが、アトリーは「労働党は、国際連盟への義務を果たす軍拡は支持する」と発表した。ただしこの方針転換によっても、この選挙で労働党が勝利する可能性は、ほぼないものと見られていた。アトリーは後年「労働党は1935年まで、安全保障問題（国防問題）を真剣に考えたことがほとんどなかった」と述懐している。
この選挙の結果、予想通り保守党が庶民院過半数を制した。他方で労働党は154議席を獲得し、一定の失地回復を果たした。自由党は党内内紛の影響もあり弱小政党のままであった。通常イギリス庶民院議員の任期は、解散がなければ5年だが、第二次世界大戦の勃発で総選挙が延期され続けた結果、以降1945年までの約10年間に渡り、イギリスでは総選挙が実施されなかった。
庶民院総選挙後に労働党の党首選挙が行われた（1935年イギリス労働党党首選挙）。党首候補にはアトリー、ハーバート・モリソン、アーサー・グリーンウッドがいた。当初はモリソンが有力候補と思われていたが、労働党右派の有力者アーネスト・ベヴィンは、自身のランズベリー批判にすぐに同調しなかったとしてモリソンを嫌っており、グリーンウッドを推挙した。しかし他の党員は、グリーンウッドがアルコール依存症であることから党首の重責を務められるとは思えず、ベヴィンの推挙を疑問視した。英最大の労働組合の書記長で、労働組合員に絶大な影響力を誇るベヴィンが、モリソン不支持を表明したことで、モリソンは組合員からの票を失った。
党首選挙の結果、アトリーが勝利した。これは古参議員の多くがアトリー支持に回ったためとされる。アトリーは1935年に労働党の党首に就任し、以降1955年に党首を辞任するまでの約20年間に渡り、労働党党首を務めた。アトリーが党首に就任して以降は、アトリー、アーネスト・ベヴィン、ハーバート・モリソンのトロイカ体制で党の政策決定がなされるようになった。
ベヴィンは党運営を通して、次第にアトリーの熱心な支持者となっていき、ベヴィンは親しみを込めてアトリーを「リトル・クレム」と呼んだ（「クレム」はアトリーの名「クレメント」の略）。ベヴィンとモリソンは不仲であり、アトリーとモリソンは、党首の座を巡る緊張関係にあった。
なおアトリーの党首就任や、かつての副党首就任について、「他に、なり手がいない」など消去法で決まったような側面があり、世間一般でも、アトリーはとりわけ注目されている人物という訳ではなかった。後年、労働党が初めて庶民院過半数を制した1945年イギリス総選挙に際して行われた、労働党が勝利した場合の首相候補を問う世論調査でも、党首であるにも関わらずアトリーの知名度は低く、ベヴィンの方が、知名度が高かった。

### アトリーのソ連訪問
駐英ソ連大使イワン・マイスキーの勧めで、1936年の議会休会中に、アトリーはソ連を訪問した。ソ連ではソビエト議長のニコライ・ブルガーニンや、赤軍元帥のミハイル・トゥハチェフスキーらと会見した（スターリンとは会見していない）。アトリーはソ連側の案内で、革命博物館やモスクワ市街などを見学して回った。アトリーは、幸せそうなソ連人の光景を見て、「色々差し引きしても、ロシア革命は肯定的に評価できる」とする手紙を兄トムへしたためた。ただしアトリーが目にした光景は、ソ連の実際の光景だったのか、外国人向けのプロパガンダ用舞台装置だったのかは定かでない。訪問した各地では、スターリンの肖像が至るところに掲げられていることも目の当たりにし、アトリーは、ソ連ではスターリンの個人崇拝が進んでいるのだろうと感じた。赤軍元帥のトゥハチェフスキーは、アトリーと会見した数か月後に、赤軍大粛清で処刑された。アトリーは数年後に、ソ連で大粛清がなされたことを知った。

### スペイン内戦をめぐって
スペインにおいて左派のスペイン人民戦線派（共和国派）が政権を握ると、軍部を中心とする右派は反発し、フランシスコ・フランコ将軍がクーデターを起こした。こうしてスペイン国内の左右両派の対立からスペイン内戦が勃発した。ファシスト勢力が政権を握っていたドイツ・イタリアは、右派のフランコを支持し、武器援助を行った。ソ連は共和国派を支持した。
イギリスは、スペイン内戦に不干渉の政策を取った。首相のボールドウィンは、スペイン内戦が事実上、ファシズム勢力と共産主義勢力の代理戦争になっているとみなし、西欧各国へ戦火が飛び火しないようにするため、紛争をスペイン国内のみに抑え込むべきとした。フランスも、この内戦に不干渉の政策を取ったが、ドイツ軍は英仏をあざ笑うかのように、共和国派の抑えるゲルニカに大規模な空爆を行った（ゲルニカ爆撃）。
アトリーは、反ファシズムの立場から共和国派を支持した。1937年にアトリーは、スペイン共和国（共和国派）より招待を受け、エレン・ウィルキンソンら他の労働党議員と共にスペインを訪問した。アトリーは共和国派政府の閣僚と会見し、戦線も視察した。共和国派軍には各国の義勇兵も参加していたが、アトリーへの表敬として、その一隊が「アトリー少佐大隊」に改称された。視察を通してアトリーは、共和国派はコミンテルンの援助を受けて、共産主義勢力の強い影響下にあるという現実も目の当たりにした。
この訪問を通してアトリーは、スペイン内戦に干渉しようとしない政府に不満を持つ、国内の左派勢力（反ファシズムの観点から共和国派支持者が多かった）の間で知名度が上がった。他方で庶民院においては、政府の不干渉政策に反してアトリーが共和国派義勇兵に敬礼したことが問題視され、保守党議員からアトリーに対して非難動議が提出された。

### ネヴィル・チェンバレンの対独宥和政策をめぐって

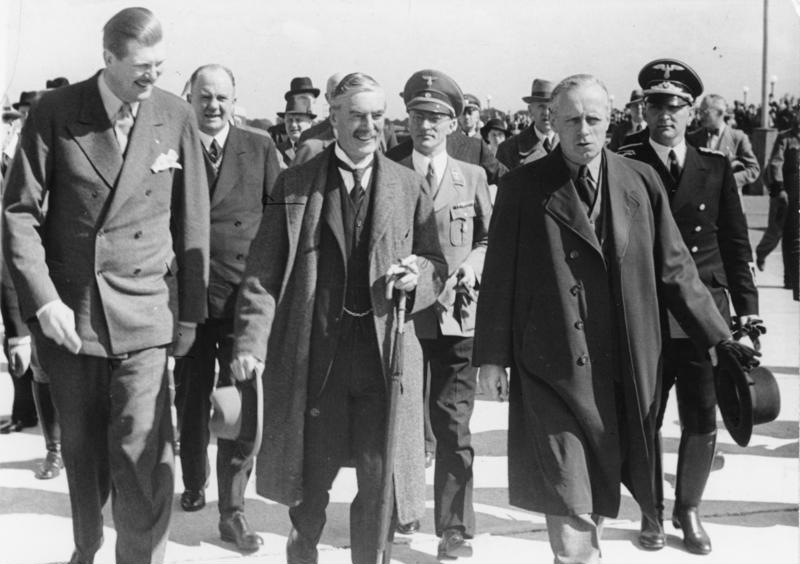
ドイツ外相と会談するチェンバレン（中央の雨傘を持った人物）。チェンバレンはどこへでも雨傘を携行する癖があったのでアンブレラマンとあだ名されたが、彼のトレードマークの雨傘は宥和政策の象徴とみなされた。

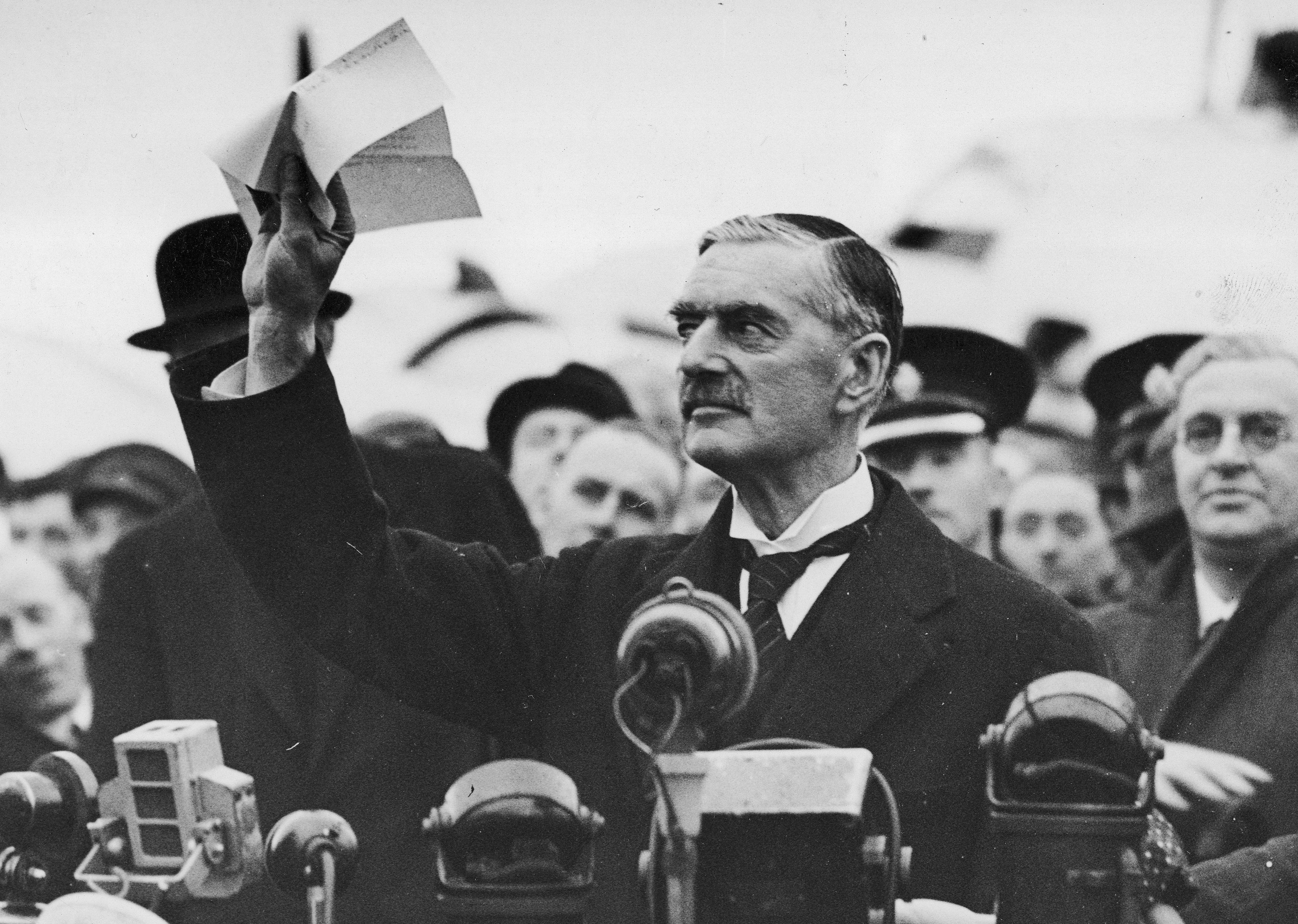
ヘストン空港でミュンヘン協定書を掲げ「我々の時代の平和は確保された」と宣言するチェンバレン。

1937年にボールドウィンは退陣し、代わって保守党のネヴィル・チェンバレンを首班とする第一次チェンバレン内閣が発足した。前首相のボールドウィンは（労働運動の取り締まりを行いながらも）労働党の政策に一定の理解を示していたが、チェンバレンは労働党に対して、尊大で傲慢な態度を取った。
ドイツでは、ヒトラー率いるナチス政権がドイツ再軍備宣言・ラインラント進駐・オーストリア併合・ズデーテン地方割譲要求などの、大軍拡・対外膨張政策を推し進めていた。首相のチェンバレンは対独外交として宥和政策を取り、これらを黙認していた。チェンバレンは前首相のボールドウィンと同じく、ナチスを防共のための必要悪と見なしており、ナチスが東方へ進出し、独ソが軍事衝突することを望んでいた。アトリーや、（保守党所属であるが）対独強硬論者のチャーチルは、ナチスを放置すれば周辺国を侵略して強大化し、イギリス及び欧州全体に脅威を及ぼすとして、チェンバレンの宥和政策を批判していた。
1938年にヒトラーがチェコスロバキアのズデーテン地方の領土割譲要求をし、受け入れなければ軍事行動も辞さないと各国を脅迫すると、アトリーとチャーチルは電話で会談し、アトリーは「あなた（チャーチル）が政府に造反するのであれば、あなたを支持する」と伝えた。英首相チェンバレンは、ヒトラー・ムッソリーニと会見することにし、同年9月のミュンヘン会談では、仏首脳と共に、ヒトラーの領土割譲要求を受け入れることにした。イギリス世論は平和が守られたとして歓喜に包まれており、アトリーやチャーチルら宥和政策批判論者が、チェンバレン内閣の倒閣を企図できるような雰囲気ではなかった。アトリーは、ズデーテン割譲要求の容認について「これはイギリスとフランス が被った最悪の外交的敗北である」「民主的なチェコスロバキア国民は裏切られ、無慈悲な専制支配者に手渡された」と庶民院で述べた。
ヒトラーは、ミュンヘン会談での協定を破ってチェコスロバキアを解体して保護国化するなどし、宥和政策の失敗が露呈するようになった。1939年5月にアトリーは庶民院において、ナチスドイツとソ連の同盟は避けなければならず、英仏ソの連携が必要であると訴えた。アトリーはこの演説において体を震わせながら演説したので、新聞は「アトリー氏は憤激のあまり、体を震わせているのだろう」と報じた。しかし実際には前立腺肥大による膀胱の痛みのため体を震わせており、アトリーは治療のため入院を余儀なくされた。首相のチェンバレンは、共産主義国家のソ連と連携することに難色を示し、これを拒絶した。チャーチルは反共主義者であったが、ドイツに対抗するための勢力均衡という観点から労働党の提案に理解を示した。
同年8月には独ソ不可侵条約が締結され、アトリーの恐れていた独ソ同盟が成立してしまった。なおアトリーはソ連との連携を主張していたが、手放しでソ連を礼賛していたという訳ではなく、ソ連のフィンランド侵略やバルト諸国占領については、批判する立場を取っていた。またアトリーは、スターリンによって赤軍大粛清が行われたとする情報を掴んでいたため、ソ連の軍事力にはあまり期待していなかった。

### 第二次世界大戦の勃発とチャーチル挙国一致内閣の成立

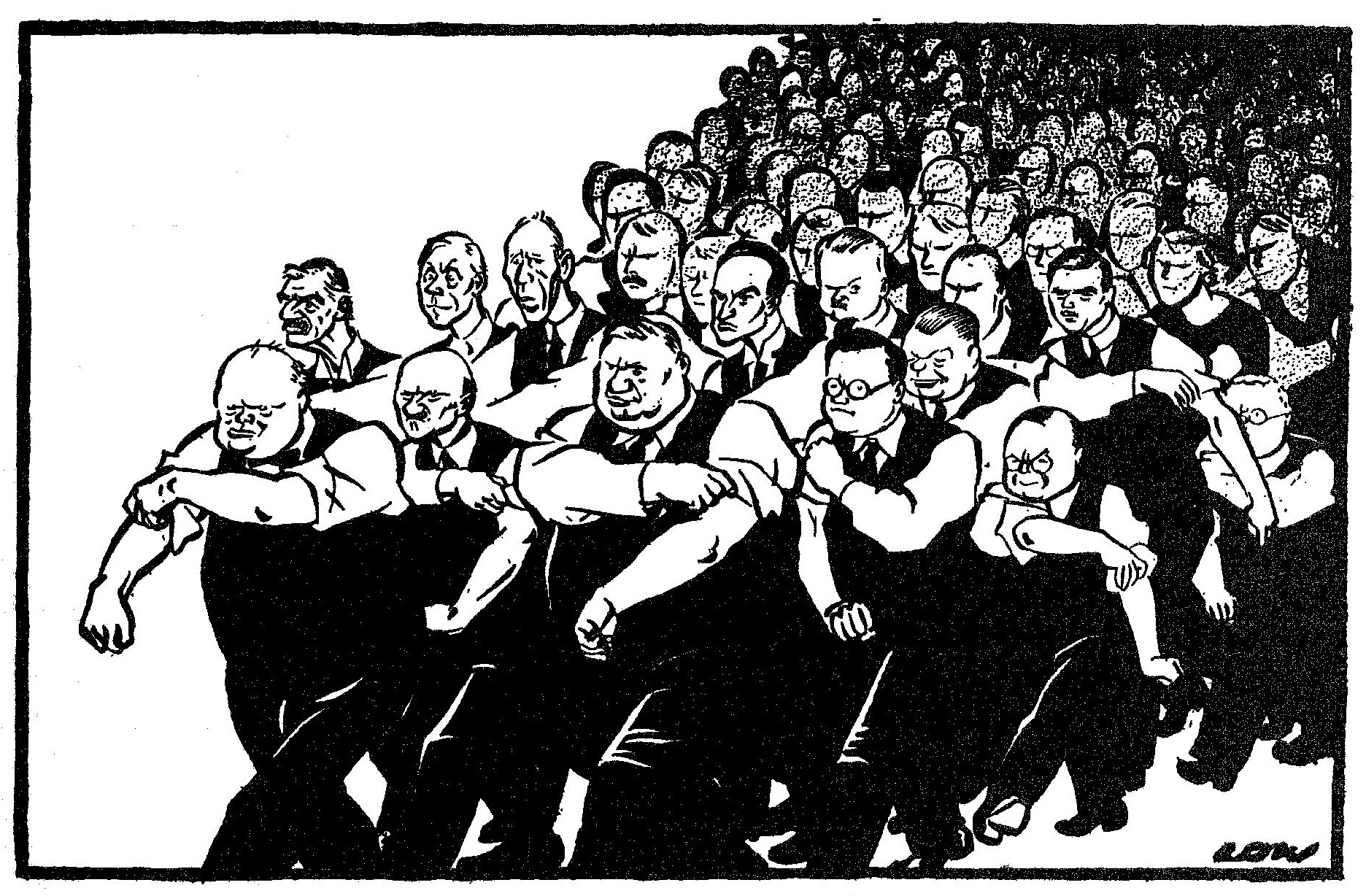
挙国一致体制を描いた風刺画。チャーチルを先頭に、アトリーが続く。
（D．ロウ・作）

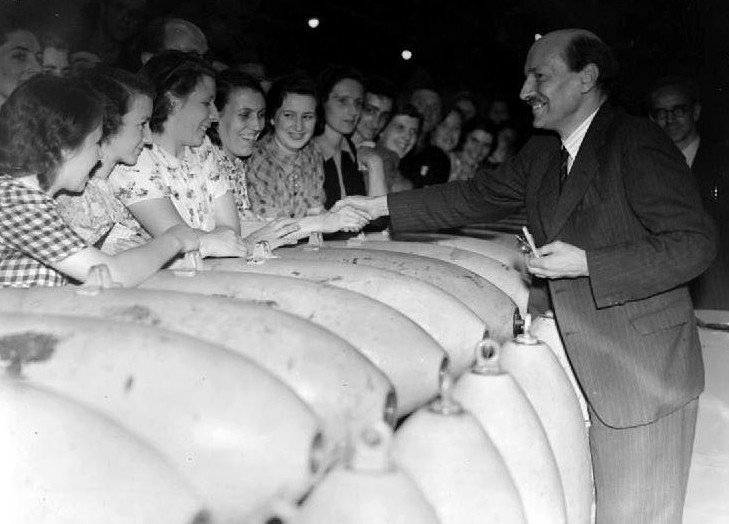
軍事工場を視察するアトリー（1941年）。

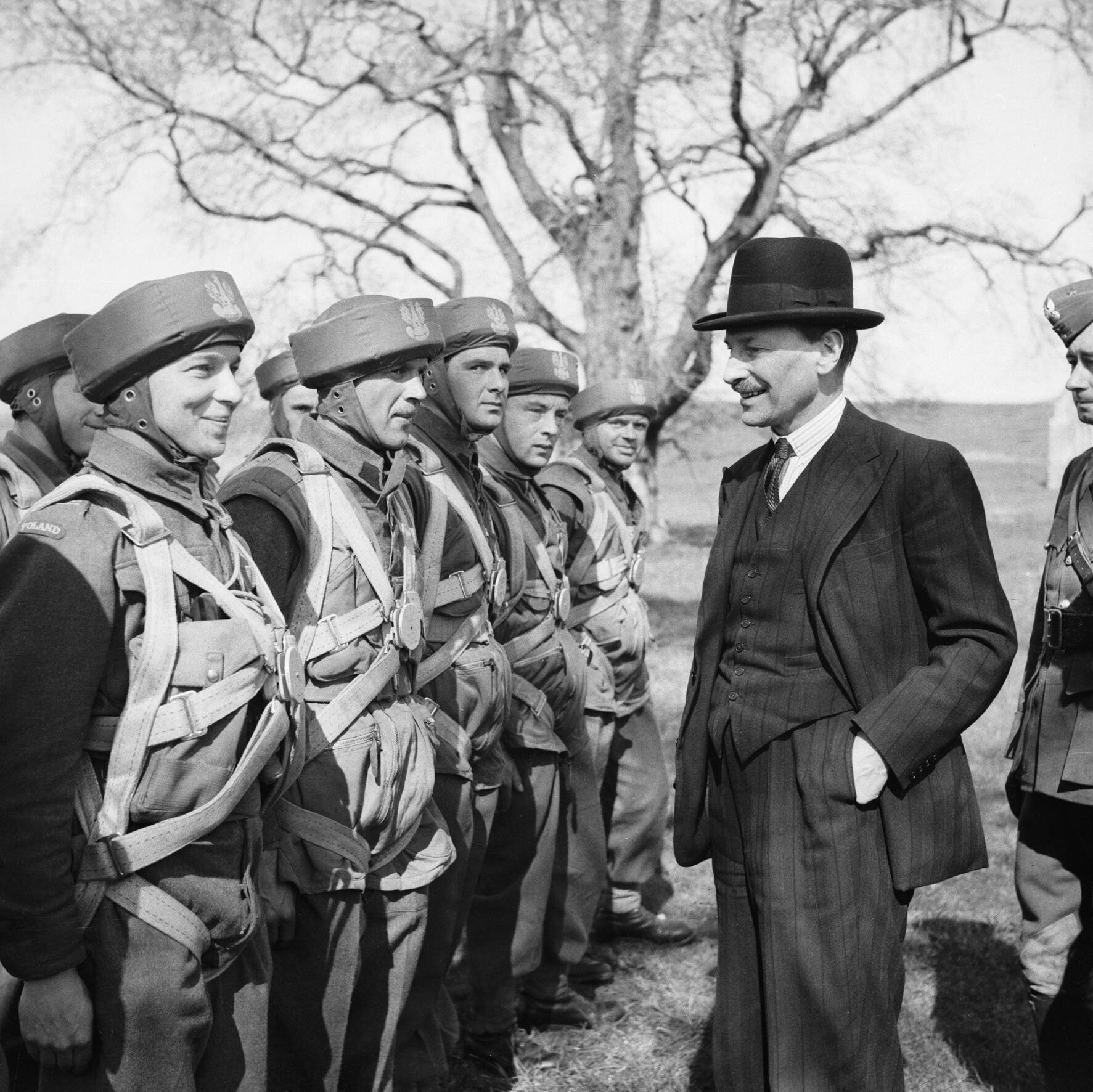
落下傘部隊を訪問するアトリー（1942年）。

ドイツ軍は1939年9月1日にポーランドへ侵攻を開始し、第二次世界大戦が勃発した。対独強硬派のチャーチルは、海軍大臣として第2次チェンバレン内閣に入閣した。1940年からナチスドイツは北欧侵攻を開始した。ノルウェーの港に次々と上陸するドイツ軍に対し、チャーチルは英軍を派兵したものの、ドイツ軍の巧みな作戦によって敗退した。庶民院でこの件についての審議がなされると、チャーチルは作戦の失敗は自身にあるとして、首相チェンバレンを擁護した。しかし批判はチェンバレンに集中した。
チェンバレンは自身の政権の延命のため、野党をも取り込んだ戦時挙国一致内閣の組閣を模索し、労働党に政権に参加するよう要請した。アトリーは、宥和政策を敷いたチェンバレンではなく、新しい首相の下で挙国一致内閣に参加する用意があるとの回答をした。これによりチェンバレンの退陣は不可避となった。
1940年5月10日に対独強硬派のチャーチルが新たな首相に任命され、第1次チャーチル内閣が発足した。チャーチル内閣は戦時挙国一致内閣で、アトリーは当初王璽尚書として、1942年からは副首相として入閣した。労働党からは他にも複数名入閣しており、ベヴィンは労働相、モリソンは供給相、ヒュー・ドールトンは経済産業相に就いた。労働党左派のスタッフォード・クリップスは、駐ソ連大使に就任した。挙国一致内閣ではあるが、主導権は庶民院第一党の保守党が握っていた。労働党党首のアトリーは、どこまで労働党はチャーチルに協力すべきかを巡って、右派からはベヴィンやモリソンらに、左派からはアナイリン・ベヴァン（アーネスト・ベヴィンとは別人）やハロルド・ラスキらから、突き上げられることがしばしばあった。
首相に任じられたチャーチルは庶民院で演説し「我々の目的はただ一つ、勝利だ」とする有名な演説を行った。保守党員はいまだに強硬派のチャーチルが首相に就任したことを快く思わない者が多かったが、労働党員はチャーチルに拍手を送った。
アメリカではフランクリン・ルーズベルトが1940年に、史上初の大統領三選を果たした。アトリーはニューディール政策を取ったルーズベルトを高く評価しており、党内左派のハロルド・ラスキへの手紙で、ルーズベルトの再選は喜ばしいことで、アメリカからの援助を期待していると綴った。
第二次世界大戦が始まると、イギリス共産党は活発な反戦運動を展開し、さらに多数のストライキを扇動した。アトリーとモリソンは、ドイツの同盟国のソ連からの指令に基づいて、イギリス共産党がこうした活動を行っているのではないかと疑った。アトリーとモリソンは、イギリス共産党の解党と、共産党機関紙デイリー・ワーカーの発行禁止を命令することも企図していた。1941年にナチスドイツがソ連に侵攻し独ソ戦が勃発すると、ソ連はイギリスに「第二戦線（西部戦線）」を開き、東西二方面からドイツを叩くよう要求した。イギリス国内では、左翼勢力が反戦から戦争支持に転向し、「第二戦線（西部戦線）」を開くことを要求した。チャーチルは「第二戦線」を開くための軍事行動を直ぐには起こさず、アトリーもチャーチルの方針を擁護した。

### ベヴァリッジ報告書をめぐって
チャーチル内閣は社会保障制度のあり方を検討するため、経済学者ウィリアム・ベヴァリッジを委員長とする委員会を発足させた。ベヴァリッジは検討結果を報告書「社会保険とそれに関係する諸保障（Social Insurance and Allied Services）」にまとめて1942年12月に提示したが、今日それはベヴァリッジ報告書と称されている。報告書ではナショナル・ミニマム（日本国憲法で言う「健康で文化的な最低限度の生活」と同義）の保証の必要性と、具体的な社会保障制度のあり方の提言がなされていた。ベヴァリッジは「イギリスがヒトラーを打倒できるとすれば、失業と貧困に対しても勝利できる」とした。
ベヴァリッジ報告書の提示を受けた首相のチャーチルは、その提言をすぐに実行しようとはしなかった。その理由は、この報告書で提言されている社会保障制度を実現するには、多額の財政支出を必要とするので、庶民院総選挙で国民の同意を得たうえで、実行すべきものと考えていたためである。アトリー・ベヴィン・モリソンら労働党指導部は、連立が解消されることを警戒しチャーチルに従うことにした。
1943年2月に庶民院において、ベヴァリッジ報告書についての審議がなされた。戦時内閣から外れていた労働党のアーサー・グリーンウッドは、報告書の提言を直ちに実行するよう内閣に求めると演説し、さらに社会保障省も設置するよう要求した。左派系の新聞デイリー・ヘラルド紙も、社説として「ベヴァリッジ報告書の内容を即時実行しないのは重大な誤りである」と報じた。　　
その後、ベヴァリッジ報告書の提言を実行しようとしないチャーチル内閣を支持するか否かの動議が庶民院で提出され、大差で支持することが可決されたが、97人の労働党議員が造反した。1943年はまだ戦時下であったが、こうした労働党議員の動向は、労働党と保守党の連立解消（戦時内閣の瓦解）に繋がりかねなかった。イギリスの労働運動は長年挫折の連続であり、労働党内には（たとえ実現困難であっても）崇高な理想のため行動し敗北するという「輝かしい敗北」を求めるような風潮があったが、モリソンはそれについて「まるで自殺クラブだ」と評した。

### 連立の解消と1945年イギリス総選挙での労働党の勝利

1945年イギリス総選挙後の党派別議席割合。赤が労働党、青が保守党。史上初めて労働党が庶民院過半数を制した。

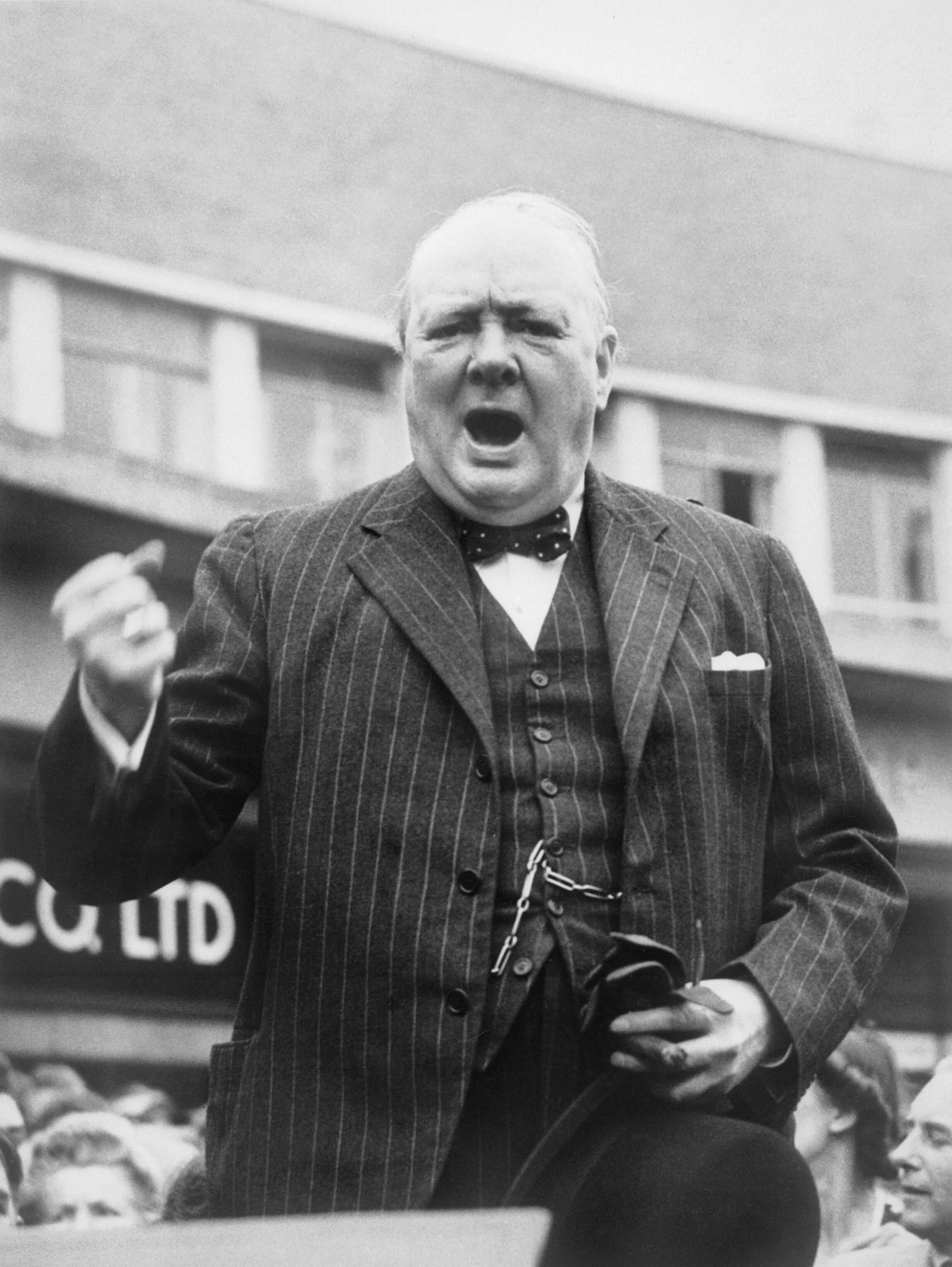
選挙戦で演説するチャーチル（1945年）。

1945年5月8日のドイツの降伏により欧州での戦争が終結すると（対日戦は継続していた）、労働党内で連立解消を求める意見が強まり、連立解消の運びとなった。1935年以来イギリスでは総選挙が実施されていなかったため、庶民院の解散総選挙が行われることになった。総選挙実施までの選挙管理内閣として、保守党単独の第2次チャーチル内閣が発足した。選挙日は同年7月5日と決まった。ただし、海外で兵士として従軍中の有権者が一定数存在しており集票に時間を要するため、開票日は投票日の3週間後（7月26日）に設定された。
選挙戦において労働党は、モリソンの作成した「未来に目を向けよう」という選挙綱領を発表し、ベヴァリッジ報告書の提言の実現、基幹産業の国有化などの社会改良主義政策の実行をマニュフェストとして掲げた。党首アトリーは妻の運転する車で各地に赴き、遊説して回った。
対する保守党は、ラジオなどを通して労働党に対する大規模なネガティブ・キャンペーンを展開した。「労働党の目指す社会主義を実現するにはゲシュタポを必要とする」「ナチス総統ラスキ」などと主張して、「赤化の恐怖」を煽ることで労働党を攻撃した。労働党全国執行委員会委員長のハロルド・ラスキは左派知識人に影響力のある人物で、一時は党首のアトリーをも上回る権力を有していたことから、ラスキがゲシュタポの首領になぞえられた。このネガティブ・キャンペーンの結果は芳しくなく、逆に保守党の評判を落とすことになった。後に首相となるマーガレット・サッチャーは、保守党による当時のネガティブ・キャンペーンを「行き過ぎを感じた」と回想している。保守党も社会改良政策の実行を選挙公約として掲げていたが、真剣さが欠けていると見なされていた。
この選挙は当初、救国の英雄チャーチルを担ぐ保守党が優位と見られていた。しかし、1935年以来10年間に渡り総選挙が行われていなかったので、若年層がどの政党に投票するかを判断する明確な根拠がなく（世論調査自体は行われていた）、この見通しには不確定要素が多くあった。26日に開票が行われると予想に反して労働党が優勢であることが判明し、BBCは同日午後2時に「労働党政権獲得」と報じた。労働党は393議席を獲得し、史上初めて庶民院の単独過半数を制した。労働党勝利の要因については諸説あるが、ギャラップ社の世論調査によれば、戦時下において労働党の支持率が年々上昇しており、チャーチル個人を支持する者は多かったが政策では労働党を支持する国民が多かったためと見られている。
同日午後7時にチャーチルは、バッキンガム宮殿の国王ジョージ6世の元に参内して首相を辞することを伝え、次期首相候補としてアトリーを推挙した。続いてアトリーが参内し、彼が新首相に任じられた。首相就任時、アトリーは62歳であった。

### モリソンによるアトリー追い落とし政治工作
ハーバート・モリソンは現党首のアトリーを差し置いて、自身が首相になる野心を有していた。モリソンが作成した選挙綱領の「未来に目を向けよう」には、選挙に勝利した暁に誰が首相になるのかを故意に明記しなかった。またモリソンはアトリーに「労働党は、伝統的に新議会の開会前に、新議員による新党首の選出を行っている」という手紙をしたためた（新首相は党内選挙に基づいて決定されるべきという意味）。アトリーは「その内容は留意している」とのみ、モリソンに手紙で回答した。
上述のように、開票は投票日から3週間後の7月26日に行われ、その結果、労働党勝利の大勢が判明すると、モリソンは他の労働党議員に「明日の朝に労働党新党首を選ぶ選挙が行われる。現党首のアトリーはそれまで国王の元を訪れて首相に任じられるべきでない」と説いて回った。モリソンはベヴィンに「あなたも党首選挙に立候補してはどうか」と勧めたが、アトリー支持者のベヴィンは、モリソンに対し政治工作を止めるよう釘を刺した。なおこの時すでにアトリーは国王ジョージ6世の元を訪れており、前首相チャーチルの推挙で首相に任じられていた。これは日本の首相と異なり、国会（議会）の指名に基づいて首相が任じられる訳ではなく、庶民院第一党に属する者のうち誰を首相に任じるかは、イギリス国王の裁量権の範疇だからである。
アトリーが首相に任じられてもなお、モリソンは新党首を選ぶ党内選挙を実施させる計画を諦めていなかった。26日の夜、議会ホールで労働党の祝勝集会が催された。新首相に任じられたアトリーがまず演説し「労働運動に身を投じた先人を偲んでいる。ケア・ハーディ（労働党創設者）はこの選挙結果をどのように見るだろうか」と述べ、「国民が労働党に寄せた信頼を裏切ってはならない」と訴えた。続いてベヴィンが演説を行い、アトリーの人格を賞賛し、引き続きアトリーが労働党党首として続投することを信任するよう熱弁をふるった。アトリーの続投が追認されたことで、モリソンの企図していた党内選挙が実施されることはなかった。
モリソンには副首相というポストが与えられた。しかしアトリーは、内閣改造人事の調整や解散総選挙の日程調整など、重要事項の決定を彼に諮ることを避けたがっており、こうした事項の決定は大抵、モリソンの不在中に行われた。モリソンはアトリーのこうした行為について、自身への梯子外しだとして、度々アトリーに抗議した。

### アトリー内閣の発足とその経過

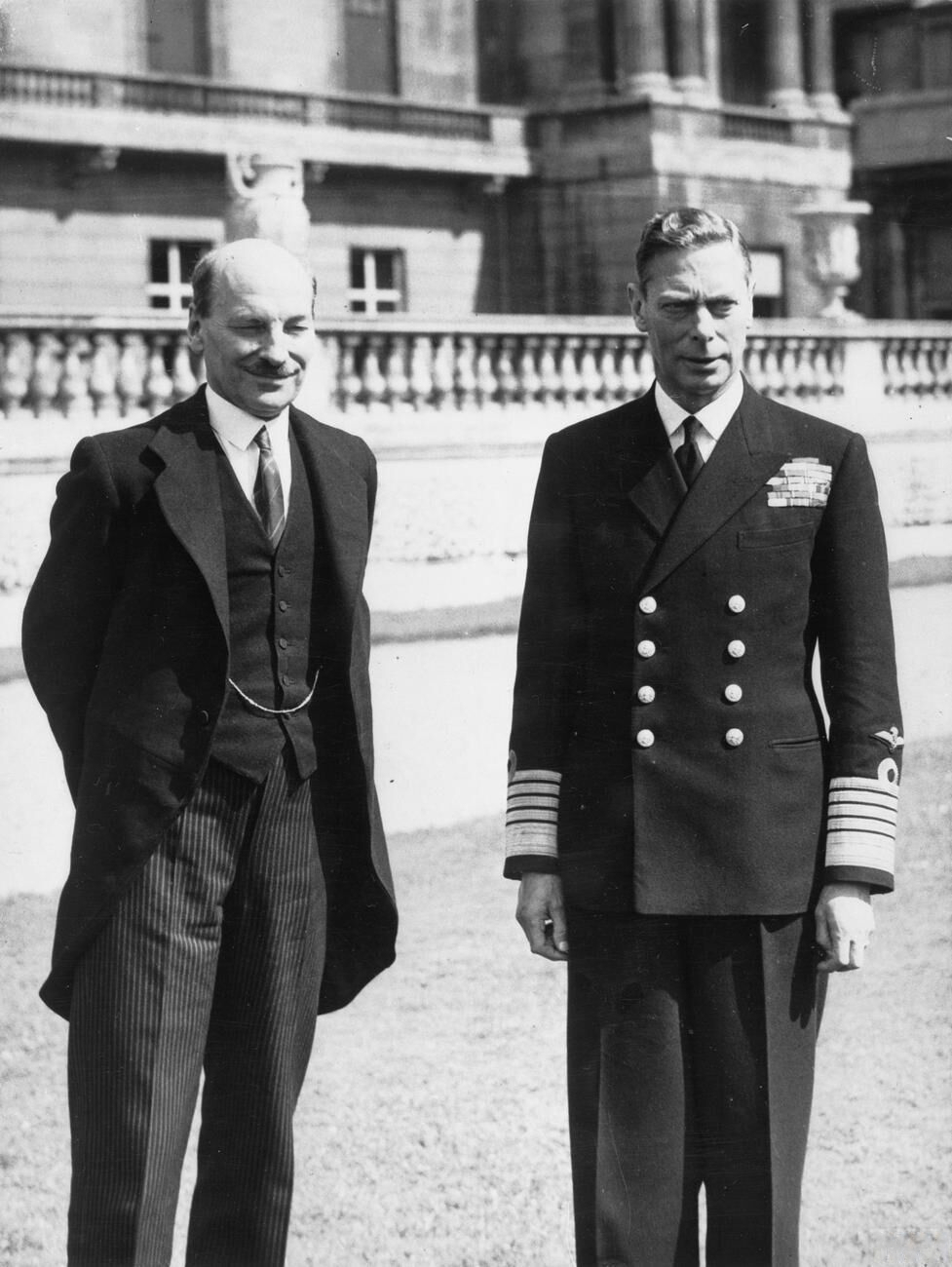
選挙に勝利し、国王ジョージ6世の元に参内したアトリー（1945年）。

ハロルド・ラスキ。

後述のようにアトリー内閣の発足した7月26日はポツダム会談が催されている最中であったことから、アトリーはチャーチルの後任として、すぐさまそれに参加しなければならなかった。そのため本格的な組閣は後回しにし、主要な閣僚人事のみ指名した。ハーバート・モリソンは副首相に、アーネスト・ベヴィンは外相にそれぞれ就任した。8月2日にポツダム会談が終結すると、翌3日にジョージ6世の元に参内し、未決の閣僚候補者名簿を提出、これによりアトリー内閣の組閣が完了した。
チャーチル戦時内閣に入閣経験のあるベテラン議員（アトリーと同世代の議員）を中心に、アトリー内閣の閣僚を指名したため、戦時内閣よりも閣僚の平均年齢が高齢化した。その中で、当時48歳で最年少のアナイリン・ベヴァン（アーネスト・ベヴィンとは別人）の入閣が注目を集めた。ベヴァンは党内左派に属する人物で、度々アトリーら右派に属する党執行部を批判してきた。ベヴァンは庶民院での鋭い論客であったことから、圧力団体のイギリス医師会と上手くやりあえるだろうとアトリーは考え、保健・住宅大臣のポストを与えた。ベヴァンは国民保健サービス（NHS）を創設するという功績を上げた。党内左派の有力者スタッフォード・クリップスには商務相のポストを与えた。
ハロルド・ラスキは駐米大使のポストをアトリーに要求した。ラスキはアメリカの左派知識人の間で顔が広かったが、アトリーはラスキについて、政治学者だが政治家としての実務経歴に乏しいことを問題視し、要求するポストを与えなかった。チャーチルは選挙戦でラスキに対するネガティブ・キャンペーンを展開したが、マルクス主義政治学者のラスキは、「労働党が選挙で勝利できないのであれば、我々は革命を意味するとしても暴力を行使しなければならない」といった暴力革命（共産主義革命）を容認するような発言をしばしば行っており、彼の存在は労働党内でも問題視されていた。アトリーはラスキに対し「あなたには労働党を代表して発言できるような権利はない。外交問題は有能なベヴィンに一任してある。党内にはあなたの不適切な発言に対する怒りが広がっており、今後そのような発言をやめ沈黙を守ることを期待する」と叱責した。これ以降ラスキは労働党内での政治的地位を大きく失ったが、労働党員としての活動は継続し、アトリー内閣の反ソ外交を批判している。アトリーは駐米大使を新たに指名することはせず、前内閣に続いて ハリファックス卿を駐米大使の地位に留任させた。
文部大臣に就いたエレン・ウィルキンソンはアトリー内閣発足時において、唯一の女性閣僚であった。
1946年から47年の議会会期においてアトリー内閣は、これまで労働党が温めてきた法案を議会に大量に提出し、成立させた。この会期での法案成立数は過去最多で、現在もその記録は破られていない。あまりの仕事量の多さに、議会の速記官が過労で倒れたこともあった。
1947年10月と1950年3月に、アトリー内閣の改造がなされている。前者の内閣改造では、後に労働党党首となるヒュー・ゲイツケル（右派）の入閣が注目された。当時41歳であった。後者の内閣改造（事実上の第二次アトリー内閣）は1950年イギリス総選挙後に行われたもので、形式上国王から再度組閣大命を受けて、第二次アトリー内閣が発足した形となったが、1947年の内閣の閣僚のほとんどが留任していた。新たに閣僚として女性２人が入閣したことは注目された。

### ポツダム会談の出席

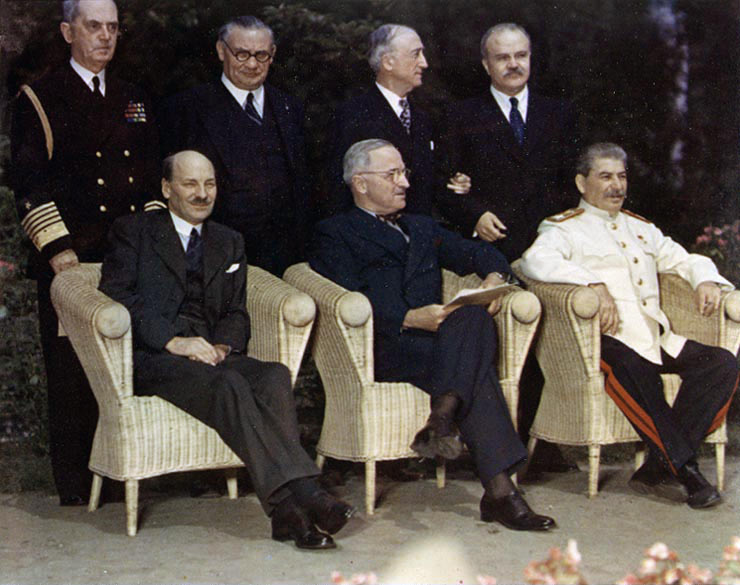
ポツダム会談での英米ソ三首脳、左からアトリー・トルーマン・スターリン。後列立席の左から2人目が英外相ベヴィン。

庶民院総選挙後の7月17日から、戦後の欧米の在り方についてイギリス・アメリカ・ソ連の三大国首脳によるポツダム会談が催され、当初イギリス代表として首相のチャーチルが出席していた。しかし26日の開票で労働党の勝利が判明すると、労働党新首相アトリーと外相のベヴィンが、チャーチルに代わって出席した。
イギリスの首脳がチャーチルからアトリーに替わっても、イギリスの主張の変更は特になかったので、外交上の一貫性は保たれた。ただしソ連外相のヴャチェスラフ・モロトフは、イギリス首脳の突然の交代劇について、チャーチルの何らかの策謀ではないかと疑った。イギリス軍参謀総長のアラン・ブルックは「このような重要な時期に総選挙を設定したのが、そもそもの間違いである」と評した。

### 社会保障制度の拡充

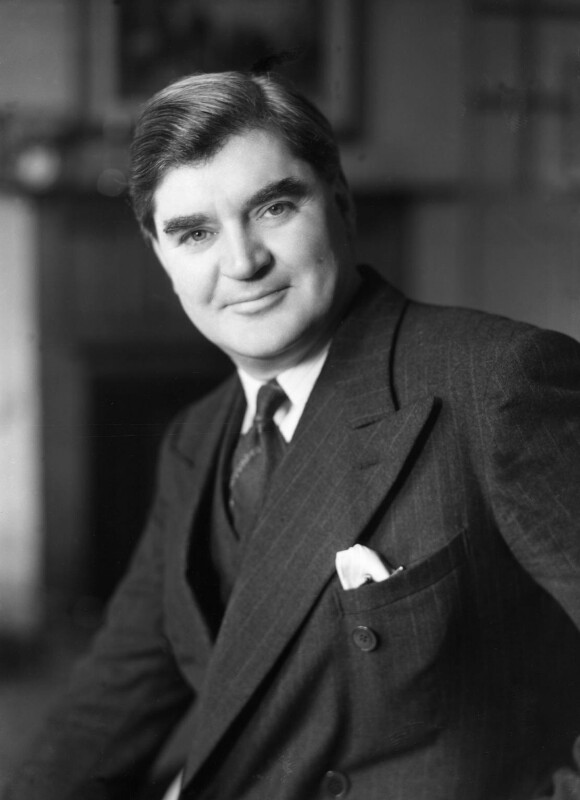
アナイリン・ベヴァン。

アトリーは、第二次世界大戦で疲弊したイギリスの戦後復興を進めると共に、労働党の公約であったベヴァリッジ報告書に基づく「ゆりかごから墓場まで」と称される社会保障制度の確立を行った。
1911年にロイド・ジョージの主導で、健康保険と失業保険を含む国民保健が創設されていたが、アトリー内閣はさらなる社会保障制度の充実を図り、それに傷病手当・孤児に対する手当・片親世帯への手当・忌引給付金手当（葬儀費用の支給）などを拡充した。また社会保障制度は、貧者への憐憫でなされるものではなく、国民の正当な権利に基づくものであるとした。
保険相のアナイリン・ベヴァンはイギリス医師会との交渉を重ね、彼の主導で国民保健サービス（NHS）が創設された。当初イギリス医師会は診療報酬の基準を設けられることで、診療の自由度が失われると批判していたが、ベヴァンは医師会に対して「NHS制度導入以前の、医師の収入額は保証する」として、新制度導入から3年間は300ポンドの固定給を医師に支払うと提示すると、医師会は態度を軟化させた。こうしてNHS創設の運びとなった。
NHSにより国民は無料で医療を受けられるようになった。乳幼児向けの粉ミルクや栄養サプリメントも国民に無料で支給されるようにし、義歯や眼鏡の製作も国民負担はなし（無料）となった。イギリス医師会との妥協のため、国民の自費負担で、自由診療を受けることも認めた。アトリー内閣はこの制度を世界に誇示するため、外国人もNHSを利用できるようにした。
アトリーは兄トムに「ベヴァンは私の内閣で良くできた閣僚である」と手紙でしたためた。

### 教育制度改革

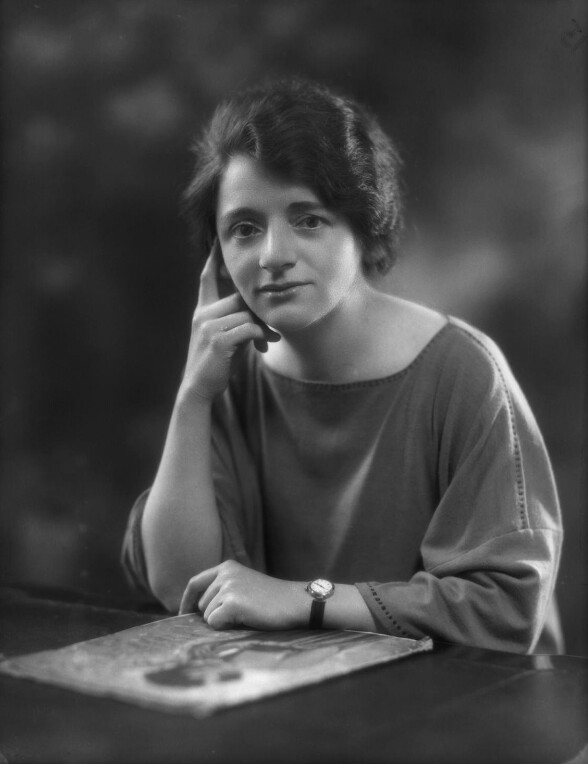
エレン・ウィルキンソン。

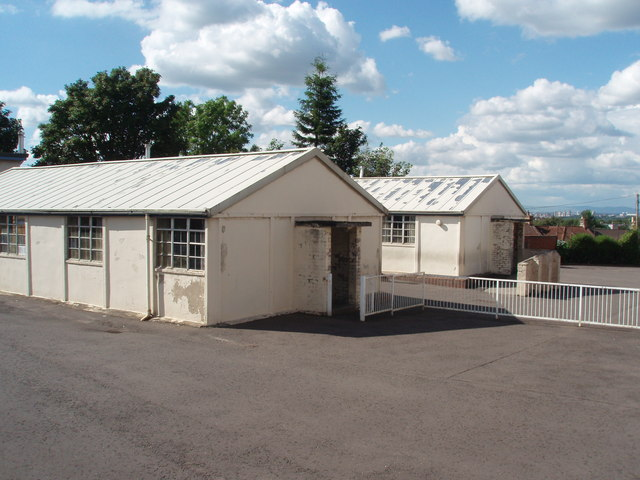
離学年齢の引き上げに伴う生徒の増加に対応するために建てられた仮設校舎。

文相に就任したエレン・ウィルキンソンは、チャーチル政権下でラブ・バトラーによって立案されたバトラー法案（イングランドの教育史の記事を参照）の施行と、無料の義務教育の離学年齢を引き上げることを主張した。当時イギリスでは中等教育は義務教育ではなく、それを受けていないイギリス国民が多かった。これに対しアナイリン・ベヴァンは、離学年齢を引き上げれば、生徒数が増加し、彼らを収容するための校舎が新たに多数必要になるので、そうした資金的余裕があるのであれば、労働者向け住宅の建設を優先すべきと主張した。
この問題は閣内で大きな論争となったが、ウィルキンソンは、戦争によって労働者階級の子供の、教育を受ける権利が侵害されている現状は大きな問題であると強く訴えた。彼女の主張を受け、ベヴァンは自身の考えを改めた。閣内にはウィルキンソンの主張に異論を唱える者もいたが、アトリーが彼女の意見を受け入れ、バトラー法案の施行と義務教育の離学上限年齢の15歳への引き上げが行われた（のちに16歳に変更）。離学年齢の引き上げに伴う生徒数の増加には、仮設校舎を多数設けることで対処した。
文相のウィルキンソンは1947年に志半ばで他界した。死因は、持病の喘息と不眠症のための薬の服用量を誤って摂取したことによる中毒死とされるが、自殺説もささやかれた。彼女の葬儀では、労働党の党歌となっていたエルサレムが斉唱された。
アトリー内閣は、大学への助成や、奨学金の増額も図った。あらゆる機会の不平等を是正し、平等を達成すべきと主張する党内左派は、エリート主義的であるとしてパブリックスクールの廃止を主張した。これに対しアトリーは「伝統的なものを廃止することや、全てを画一的にならすことには反対する」と主張し、パブリックスクールを存続させることにした。

### 基幹産業の国有化
労働党は、社会主義経済学（統制経済）思想に基づき、基幹産業を国有化し混合経済体制を敷くことを公約としていた。これは基幹産業を国有化することによって、そこで働く労働者の労働環境の改善を図り、電力・ガス・鉄道輸送などのインフラ関係のサービス提供を国が行うことで、資本主義経済の弊害を是正するというものである。
アトリー内閣の発足とともに、基幹産業の国有化が矢継ぎ早に行われた。アトリー政権の前半期にイングランド銀行を筆頭として、電気・ガス・炭鉱・通信・航空などの基幹産業が国有化された。鉄道も、一部の専用鉄道を除き、国内の私鉄は全て買収・国有化された（1947年運輸法）。基幹産業の国有化で雇用の統制も図り、アトリー政権下においては事実上完全雇用が達成され（失業率2％以下）、失業問題を根絶することに成功した。
アトリーはこれらの国有化について、議会の審議で紛糾するものと考えていたが、すんなり可決された。これについて、これらの基幹産業は、戦時体制確立のため既に国家の統制下にあったことがその要因とされる。また第二次世界大戦でイギリスの経済は破綻しかかっており、国による救済買収の側面もあった。ただし鉄鋼業の国有化については議論が紛糾した。鉄鋼業は寡占化が進んで、それなりに国際競争力を有しており、民間でも十分立ち行き可能であったためである。
鉄鋼業の国有化について、アトリーやモリソンら党内右派は慎重な立場で、国有化に消極的であった。また党内右派は鉄鋼業の国有化によって、鉄鋼産業の能率が低下し、経済危機が発生することを非常に恐れていた。野党保守党も鉄鋼業の国有化には反対の立場であった。他方、労働党内左派のベヴァンやクリップスは、鉄鋼業を早期国有化するよう主張した。党内右派ながらベヴィンも「鉄鋼業を国有化しないのは社会主義の放棄である」として、鉄鋼業の国有化に賛同した。アトリー内閣としては、鉄鋼業も国有化することにしたが、利害調整のため時間が掛かり、政権末期に持ち越された。また一種の妥協案として鉄鋼業の全面国有化ではなく、大企業のみ国有化し、中小は私企業として存続させることになった。アトリー内閣は1951年に鉄鋼業の国有化を行ったが、同年の総選挙の敗北で労働党は退陣し、政権を奪還したチャーチル保守党内閣が、鉄鋼業の国有化を直ちに解除したので、実質的には、鉄鋼業の国有化はなされていないのと同義であった。
鉄鋼業の国有化の過程で、アトリー内閣は貴族院の権限を抑え込むことにした。イギリスは二院制で、有爵位者で構成される貴族院は保守勢力が多数を占めていたが、貴族院は、自らが非民主的存在であることを認め、庶民院の作成した法案を貴族院で修正することはできるが、阻止することはできないとする方針 ソールズベリー・ドクトリンを提示していた。しかしアトリーは、鉄鋼の国有化には貴族院の反発が見込まれたので、庶民院の貴族院に対する優越を図るべく1949年議会法を成立させた。
労働党に投票した有権者は、基幹産業の国有化によって労働環境の改善が図られることを期待していた。労働党政権よる国有化で、労働者の一定の待遇改善が図られたものの、劇的な改善を図ることはできなかった。アトリー自身も「産業の国有化で労働環境の改善を図ることには限界があった」と後年述懐している。アトリー政権の後期になると、国営産業での労働者の欠勤率の増加や、ストライキの増加といった問題が顕著化した。これらから国営産業の生産性の硬直も見られるようになった。それを受けて、労働党内からも基幹産業の国有化政策を疑問視する声が上がるようになり、国営産業と民間企業を競争させてはどうかという提言もなされている。
アトリー自身としては、基幹産業の国有化政策そのものは誤りでないと考えており、アトリー退任後の労働党党首ヒュー・ゲイツケル（党内右派）が労働党党綱領4条「基幹産業の国有化」を、党綱領から削除しようと計画すると、アトリーはそれに対して非公式ではあるが否定的なコメントを残している。ゲイツケルの提案は党大会で否決された。党綱領4条は後年、トニー・ブレアによって削除された。　
アトリー内閣による基幹産業の国有化政策で、イギリスの全産業の約20％が国有化された。後年のウィルソン政権やキャラハン政権は、さらなるイギリス産業の国有化を進めたが、それは中長期的に見ると、設備投資の減退や、国営産業を管理する官僚制の弊害などで経済の停滞をもたらし、イギリスの国際競争力の低下をも、もたらした（英国病）。鉄道の国有化で発足したイギリス国鉄は、日本の国鉄の事例と同じく慢性的な赤字に転落し、国家財政を圧迫した（イギリス国鉄のその後の経緯はビーチング・アックスを参照）。保守党のチャーチルは、基幹産業の国有化（とりわけ鉄鋼業の国有化）によってイギリス経済が停滞することを危惧し、「労働党政権が長く続けば、ブリテンの島々は死せる石と化す」と批判していた。
イギリスの鉄鋼業はその後 ウィルソン政権下（労働党）で国有化、サッチャー政権下（保守党）で再度民営化、と迷走した。ブリティッシュ・スチールは、サッチャーの鉄鋼業民営化で発足したが経営が振るわず、2020年に中国企業に買収された。

### 勤労者向け住宅の建設
第二次世界大戦が終結し、兵士が復員すると、国内の住宅不足が顕在化した。アトリー内閣は勤労者向け住宅の造営に力を入れ、退陣までに80万戸を建てている。しかし実現目標の200万戸に遠く及ばず、住宅建設の進捗も遅れ気味であった。そのためアトリー内閣は建築工事を許可制にし、不要不急の建設工事を中止させ、建設資材がそちらに流れないようにした。また土地の造成についても統制し、不要不急の開発を中止させ、他方で公営住宅造営のため必要であれば、地主から土地を強制収容できるようにした。このような様々な手を尽くしても、住宅開発は遅れ気味であったので、党大会で建設業（ゼネコン）の国有化が叫ばれた。しかしアトリー政権下で建設業が国有化されることはなかった。様々な産業の国有化を主張したアナイリン・ベヴァンも、建設業の国有化には反対していた。ベヴァンは住宅供給の遅れの根本的な問題は、建築資材と労働力が不足していることであり、国有化で解決できる問題ではないとした。野党保守党は、建築行為の統制が、建設業の不振と住宅不足につながっていると批判した。　

### 労働権の強化
1926年イギリス・ゼネラルストライキの終結後、先述のようにボールドウィン内閣は労働争議及び労働組合法を制定し、ゼネストを制限し、労働党への政治献金にも一定の制約を設けた。アトリー内閣は1946年にこの法令を廃止した。また公務員労働組合が、労働組合会議（TUC）に参加できるようにした。

### 富裕層（貴族）への課税

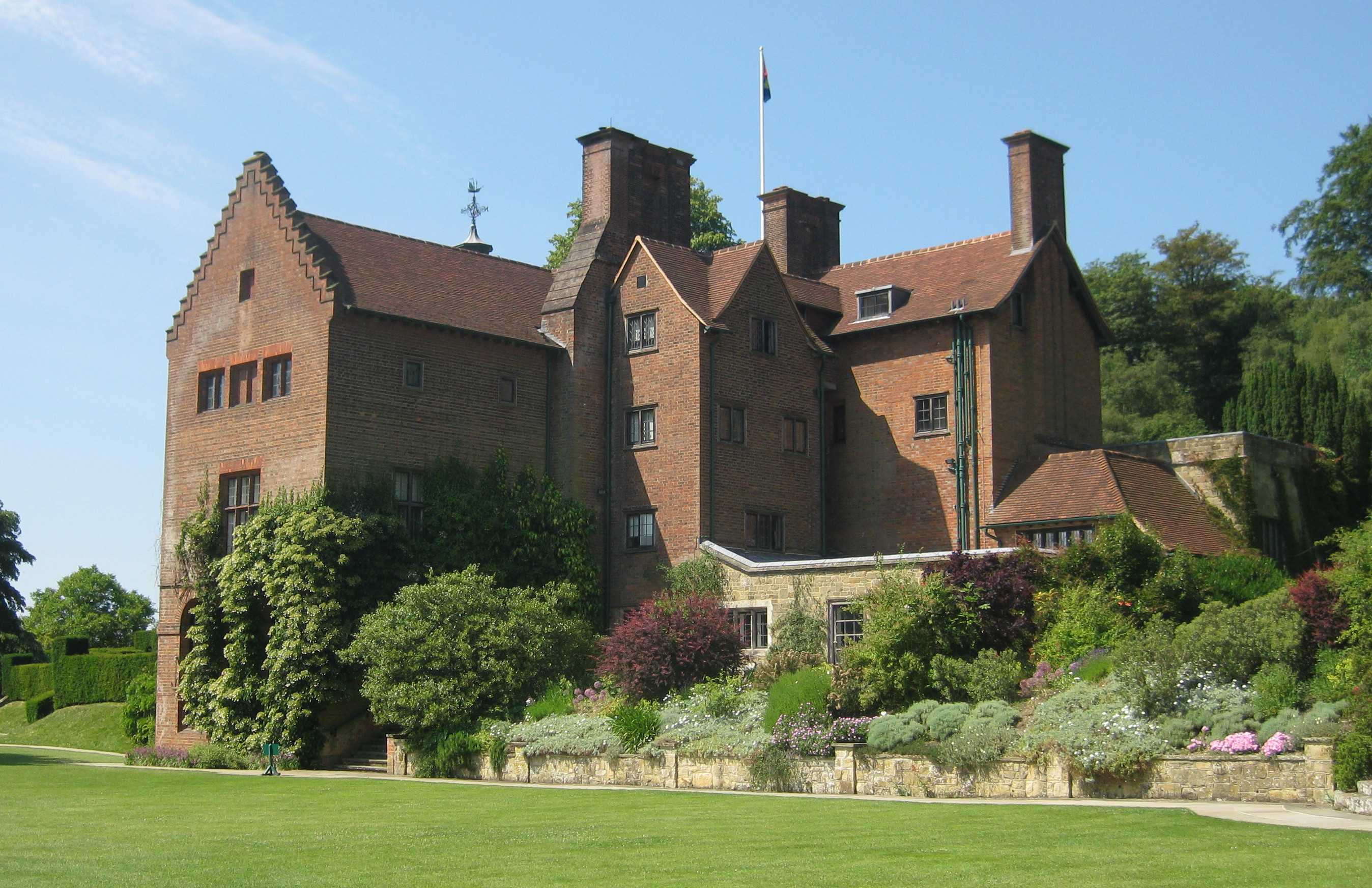
チャートウェル。ウィンストン・チャーチルの邸宅であったことで知られる。チャーチルの没後はナショナル・トラストが維持、管理を行っている。

富の再分配を掲げる労働党は、富裕層（貴族）からより徴税すべく、累進課税の強化と相続税の最高税率の引き上げを行った。貴族層はこうした税の支払いのため、先祖伝来の邸宅（カントリー・ハウス）や美術品を売りに出し、文化財の散逸が進んだ。邸宅をナショナル・トラストに寄贈する事例も増加した 。
なおアトリーは、貴族階級を消滅させることを企図していた訳ではなく、時代に適合した存在になることを望んでいた。アトリーは、伝統的なものを廃止することや、全てを画一的にならすことには反対していた。

### 植民地政策

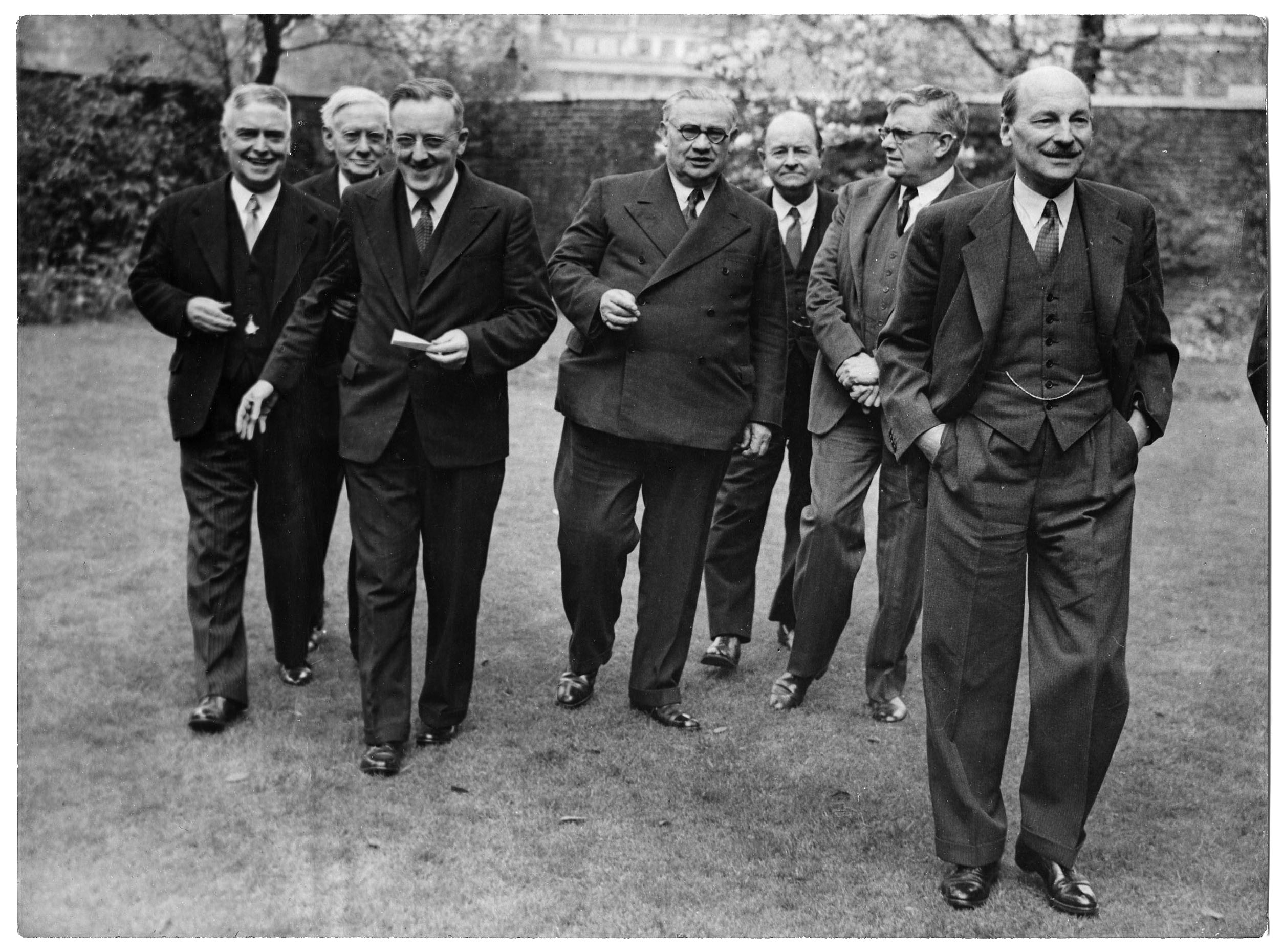
イギリス連邦首相会議での一幕（1946年）。

イギリスは戦勝国となったものの、かつてのような超大国としての地位・権威はすでに持ち合わせておらず、インド・パキスタン・セイロン・ビルマなどでイギリスからの独立運動が活発化した。アトリーは、これらの植民地の支配継続はもはや困難と考えており、野党保守党の反対を押し切って独立を承認した。アトリーは脱植民地化について「植民地支配は、もはや現代の世界には通用しない」と述べている。しかしインド・パキスタンでは宗教問題から分離独立となり、委任統治領だったパレスチナではユダヤ人とアラブ人の対立に対処しきれず、その解決を国際連合に委ねるなど、先の内閣が敷いた独立阻止の政策によって生じた各種問題を、アトリー内閣は解決しきれず、分割統治の爪痕を残す結果となった。
アトリーは、イギリスから独立した国々との友好維持も図った。アトリーはイギリス連邦の、これまでの「自治領諸国（the Dominions）」を「連邦諸国（the Commonwealth）」という名称に改称させ、イギリスとの上下的な関係ではなく、水平的な関係であるとした（ロンドン宣言）。
独立運動で支配継続が困難になった地域の独立を容認したアトリー内閣だったが、統治継続が可能な植民地では従来通り植民地開発を継続した。アトリー内閣によって実行されたタンガニーカ落花生計画はその中でも巨大プロジェクトだったが投資に見合うだけの利益をあげられず計画は中止された。

#### インドの独立をめぐって
先述のようにインド・パキスタンでは宗教問題から分離独立となったが、経緯は以下の通りである。
サイモン委員会に所属したアトリーは、自身の経験からインド地域の独立は不可避と考えていた。第二次世界大戦中にインド地域の独立運動はさらに活発化し（クイット・インディア運動）、インド総督のウェーヴェル卿は、インド地域の独立に備え、現地のイギリス人の退避計画を立案した。
1946年3月15日にアトリーは庶民院において「インドには独立の権利がある」と主張し、インド地域の独立を容認する方針を示した。これに対しムハンマド・アリー・ジンナーは、独立と同時にムスリム地域（パキスタン）の分離独立も認めなければ内戦になるとの警鐘を鳴らした。
1947年2月にウェーヴェル卿がインド総督を退任し、その後任としてマウントバッテン卿が総督に就任した。彼はヒンドゥー地域とムスリム地域の分離独立の道筋を立てた。イギリス本国においてはアトリー内閣によって、インド地域独立を承認する法令である1947年インド独立法が制定されたが、インド・パキスタンの分離独立とすることが定められた。
この頃インド地域は、ヒンドゥーとムスリムの対立で内戦寸前の様相を呈しており、もはや事態はイギリスが統制できない状態となっていた。そのためインド地域の独立を1947年8月に早めることにした。8月14日にインド・パキスタンが分離独立したが、英勢力の撤退で、インド地域は一時的な無秩序状態に陥った。パキスタン側に居住していたヒンドゥーはインド側へ、インド側に居住していたムスリムはパキスタン側へ、それぞれ移住を開始したが、その過程で両者の衝突（暴力・性暴力・大虐殺）が発生し、数百万人が落命した。チャーチルはインド自治について「流血と混乱を生むだけだ」として警鐘を鳴らしていたが、アトリー内閣は、インド地域独立の際の「流血と混乱」を防ぐことはできなかった。
労働党政権による、成り行きに任せたインド地域からの早急な撤退（独立承認）は、保守党からの批判を受けた。チャーチルは、インドからの「逃亡」であると評した。しかしインド植民地から早期撤退したことで、フランスとベトナムのインドシナ戦争のように独立紛争を泥沼化させなかった点は、今日評価されている。

#### パレスチナ問題をめぐって

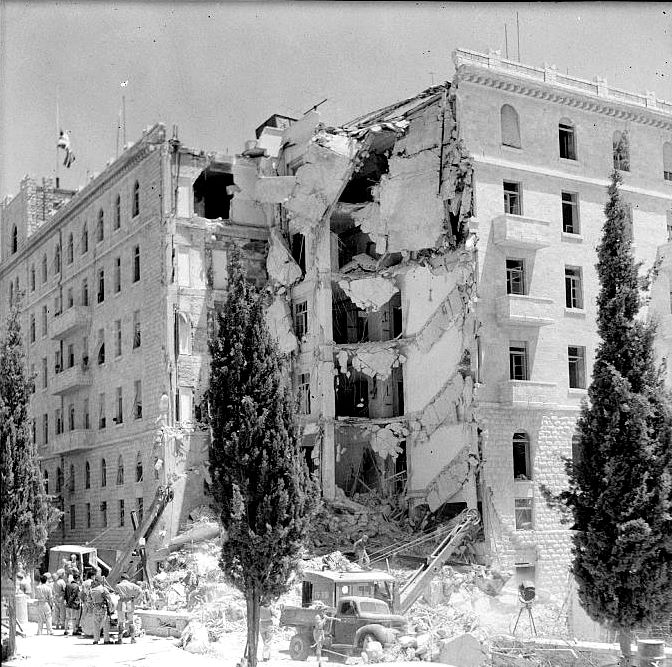
爆破されたキング・デイヴィッド・ホテル。外相ベヴィンは、爆破事件でイギリス人が多数殺害されたことに激怒した。

戦後、ユダヤ人コミュニティの間で、パレスチナにユダヤ人国家を樹立すべきとするシオニズム運動が盛り上がりを見せた。イギリスは事実上パレスチナを植民地としていたが（イギリス委任統治領パレスチナ）、アラブ勢力への配慮から、ユダヤ人のパレスチナへの移住について、年間の移民者数に上限を設け、パレスチナにユダヤ人が大量に流入しないようにする施策を敷いていた。
アメリカにおいては、ユダヤ人がロビー活動を行い、米大統領トルーマンは彼らを票田にしたいという下心もあって、シオニズム支持を打ち出した。トルーマンはアトリー政権に対し、ユダヤ人のパレスチナへの移住制限を緩和するように要求した。これに対してアトリーは、制限を緩和してユダヤ移民が増加すれば、ユダヤ・アラブ間で大規模な紛争が生じかねないとして反対した。
シオニストの間では、パレスチナへのユダヤ人帰還を妨害しているとして、イギリス及びアトリー内閣への批判が高まった。1946年7月にエルサレムにおいて、在パレスチナ英軍の司令部が置かれていたキング・デイヴィッド・ホテルが、過激派シオニストに爆破される事件が発生し、多数の死傷者を出した（キング・デイヴィッド・ホテル爆破事件）。また英兵を殺害したユダヤ人を英雄視する演劇「一つの国旗が生まれる」がニューヨークのブロードウェイで上演されると、シオニストの間で好評を博した。
1947年にはエクソダス号事件が発生した。経緯は以下のとおりである。ホロコーストを免れたドイツユダヤ人は、パレスチナへの移民を企図したが、先述のように移民枠に制限が掛けられていたので、フランスから不法移民船エクソダス号に乗船して、パレスチナを目指した。イギリス海軍は不法移民船の存在に気づき、エクソダス号を拿捕した。外相ベヴィンは法に則って、彼らをフランスへ強制送還するよう命じたが、フランス側が受入を拒絶したため、ユダヤ人達はドイツへ送り返されてしまった。この事件でイギリスは国際的な批判を浴び、強制送還を命じたベヴィンはユダヤ人の憎悪の的となった。過激派シオニストは、外相ベヴィンの暗殺も計画していた。（エクソダス号事件について、後にこの事件をモデルにした小説『エクソダス 栄光への脱出』が執筆され、映画化もなされた。）
パレスチナ問題に手を焼いたアトリーは、国際連合にその解決を委託することにした。外相のベヴィンはその旨を庶民院において公表した。国連では、パレスチナをユダヤ人国家とアラブ人国家に分割してはどうかという提言がなされ、1947年11月に国連総会でパレスチナ分割決議が採択された。イギリスはパレスチナ地域から撤退し、イスラエルの建国が宣言された。しかしユダヤ人国家の存在を容認しないアラブ諸国がイスラエルへ軍事侵攻し、第一次中東戦争が勃発した。パレスチナでユダヤ人は反英運動を展開してきたが、イギリスが撤退した現在、ユダヤ人はアラブ勢力によってパレスチナから駆逐されるだろうと、イギリス軍部は見ていた。しかしイギリス軍部の予想に反してイスラエルは巧みに防戦し、独立を維持した。

### 反共外交の展開

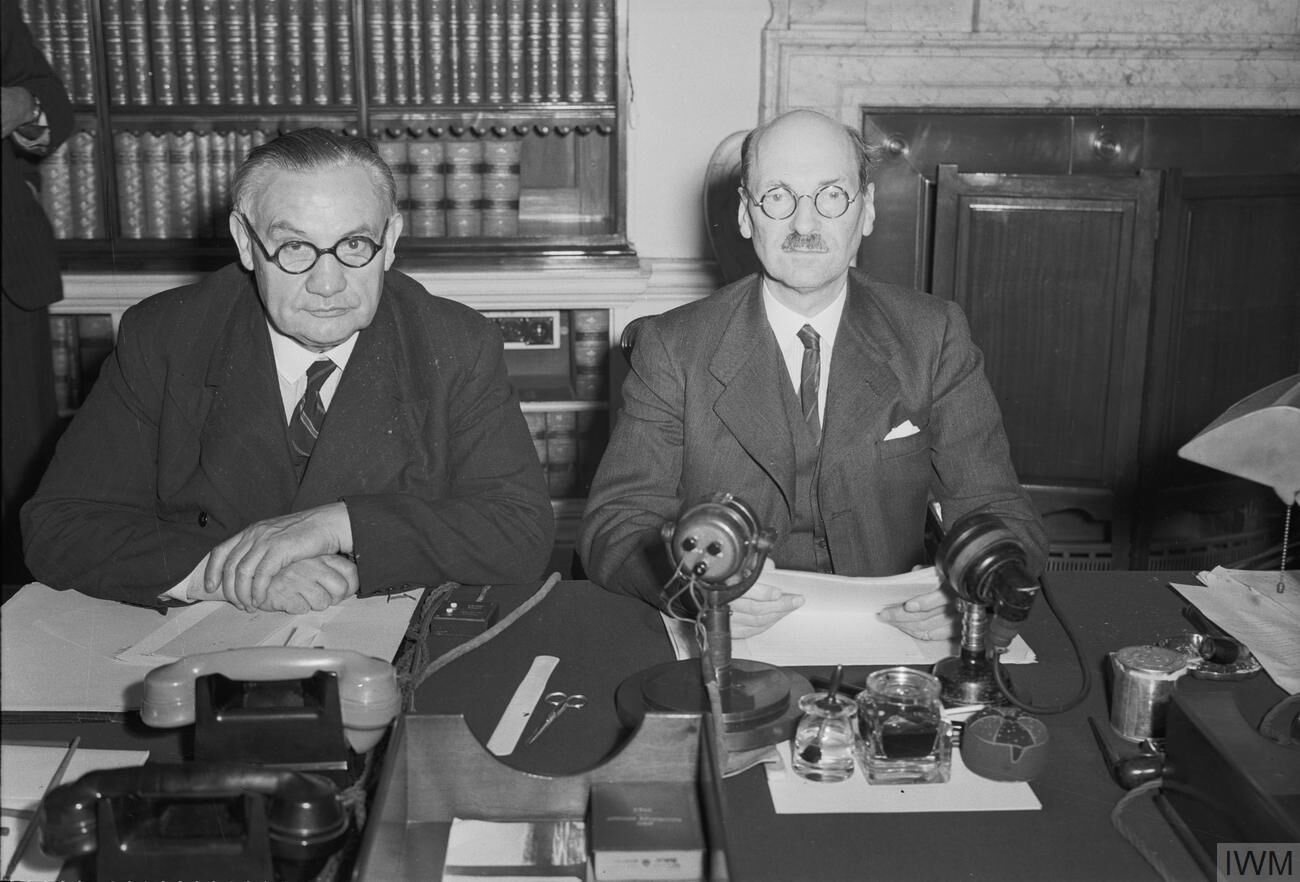
首相アトリーと外相ベヴィン。

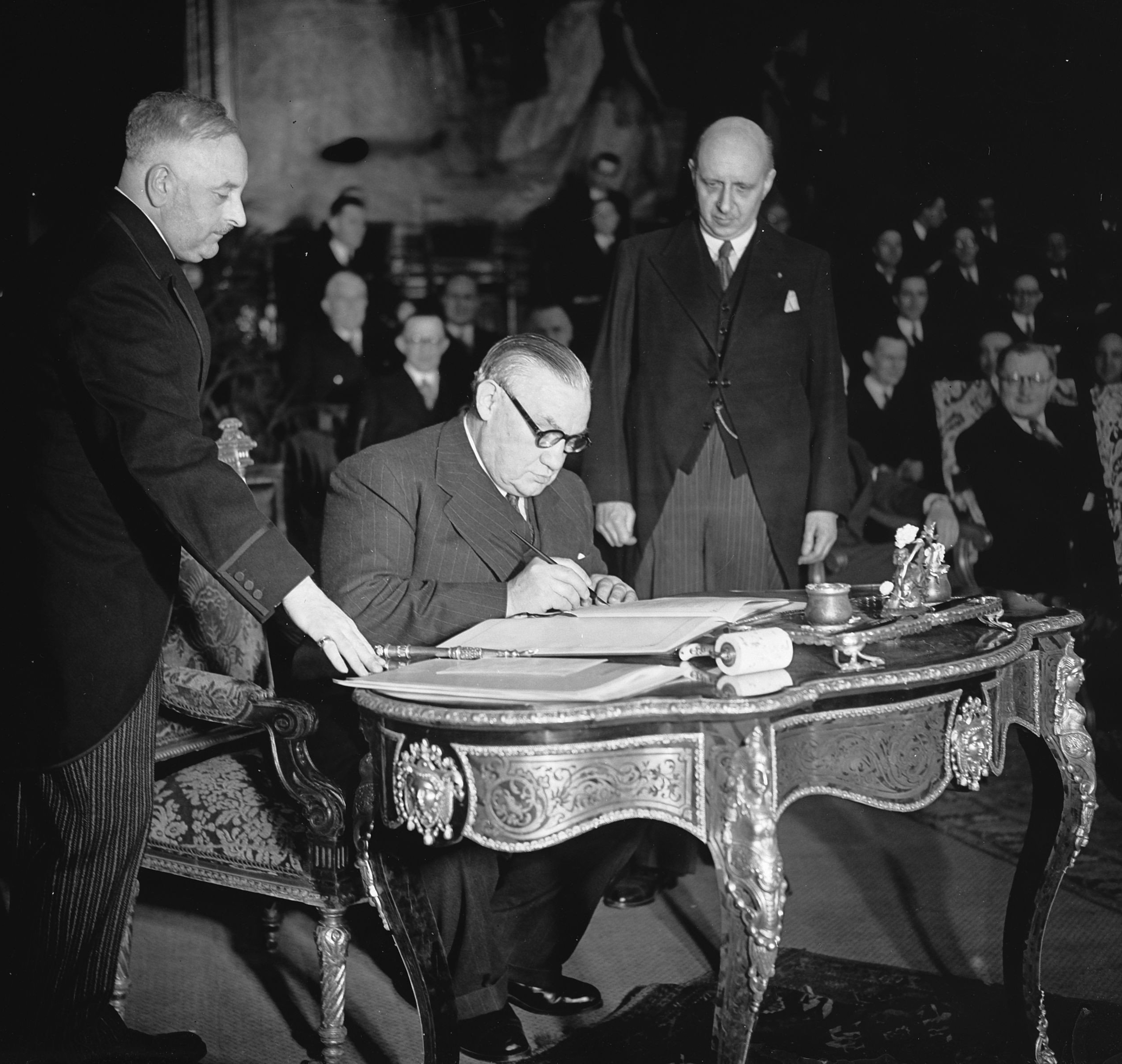
ブリュッセル条約に調印するベヴィン。

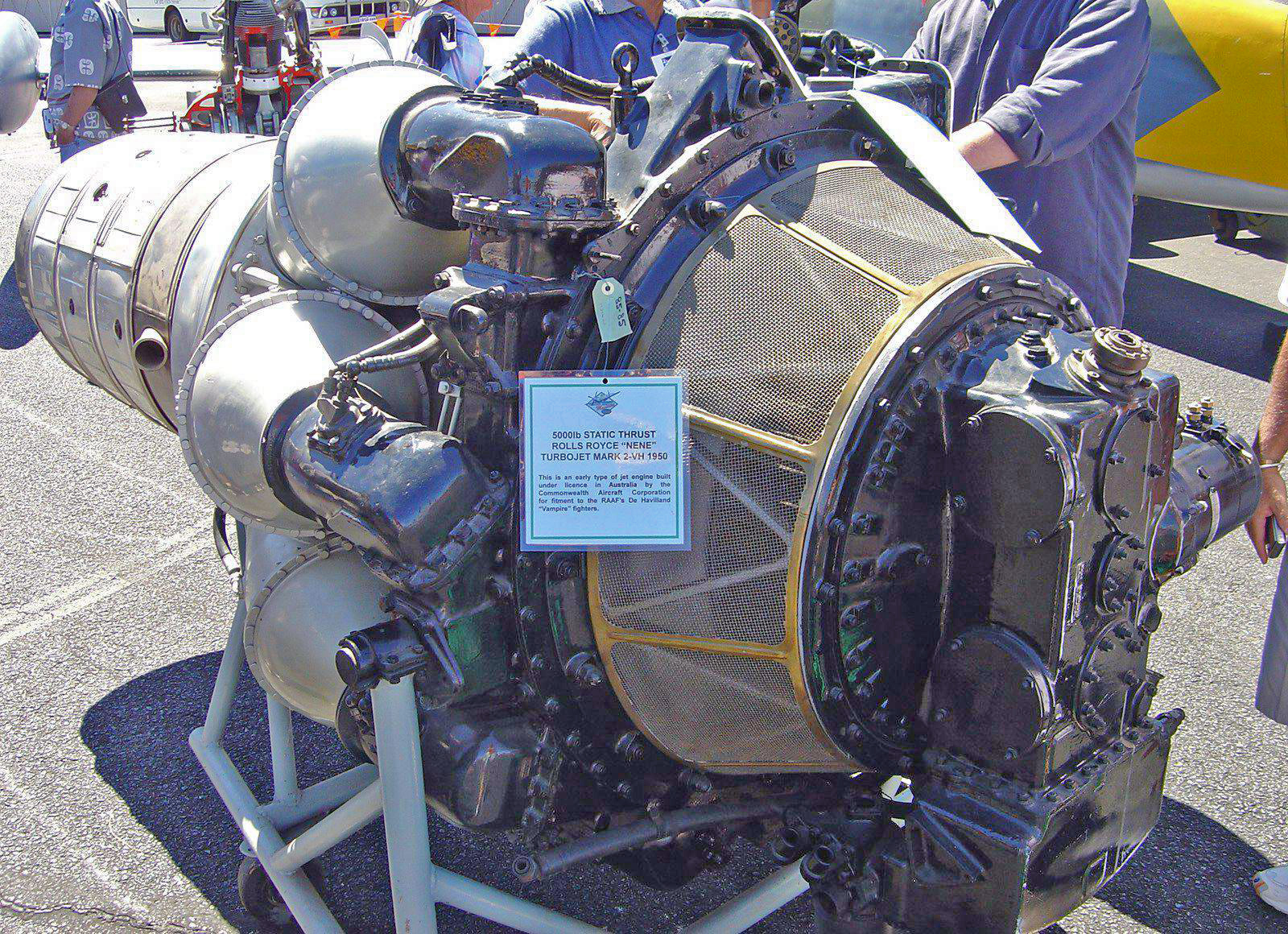
ロールス・ロイス ニーン。

アトリー内閣発足当初は、ソ連との友好関係維持を模索しており、アトリーは、党内左派のクリップスの意向を受けてイギリス製の最新鋭エンジンであるロールス・ロイス ニーンを、軍用に転用しないことを条件にソ連に供与した（ソ連は付約を破り、軍用に転用し、それを搭載した軍用機が朝鮮戦争に投入された）。1946年に、前首相のチャーチルはいわゆる「鉄のカーテン演説」を行い、ソ連脅威論を唱えた。この頃の世論は、ソ連とも友好関係を維持すべきであり、むやみやたらにソ連との緊張関係を作るべきでないとするのが一般的で、庶民院でチャーチルの演説を非難する動議が提出されると、100名ほどの議員がそれに賛同した。チャーチルは、ソ連脅威論についての「鉄のカーテン演説」を行う旨を事前にアトリーに通告していたが、アトリーはそれに対し、肯定するわけでも否定するわけでもなく、特にアクションを取らなかった。
しかしイギリスは、次第にアメリカ寄りの外交へと変化した。これは1947年1月の寒波でイギリス経済は大きな打撃を受け、戦後復興のためにアメリカが示した「マーシャル・プラン」を受け入れざるを得なくなるなど、国際社会における主導権はアメリカに奪われつつあったためである。冷戦が激化し、西側陣営と東側陣営の対立が深刻化すると、反共主義者の外相ベヴィンの強い意向で、アトリー内閣は反共外交に転じた。ソ連がベルリン封鎖を決行すると、イギリス軍はアメリカ軍と共に、封鎖された西ベルリンへ空輸を行った。外相ベヴィンは集団安全保障の観点からブリュッセル条約を締結していたが、ソ連の脅威から、アメリカを始めとする西側諸国の共同防衛条約の成立に奔走し、1949年4月に北大西洋条約が調印され、北大西洋条約機構（NATO）が発足した。アトリーは、ソ連型共産主義について「欧州大陸の権威主義から生まれ、ロシアの帝政主義の土壌で実を結んだもの」と批判した。
共産化阻止のための各国への軍事介入について、イギリスに、もはやそれを行うだけの余力は残されておらず、「世界の警察官」としての地位はアメリカに譲った。英ソ間のパーセンテージ協定で、ギリシャは自由主義陣営とする取り決めがあったが、1946年にギリシャ内戦が勃発しギリシャの共産化の危機が生じると、外相ベヴィンはアメリカに対し、イギリスはギリシャ内戦に軍事介入できるだけの余力がないと通告した。米大統領トルーマンはトルーマン・ドクトリンを発表し、アメリカは反共勢力への援助を行うと表明した。朝鮮戦争が勃発すると、日本の占領を担当していたイギリス連邦占領軍を朝鮮半島へ派遣し、「英連邦朝鮮派遣軍」の名で国連軍として参戦させた。しかし国連軍の主力はアメリカ軍であった。
ベヴィンの反共外交について、保守党からも評価され、チャーチルも文句の付けようがなかった。しかし労働党内の左派はベヴィン外交に不満であり、キープ・レフト派を結成しベヴィン外交を批判した。共産主義者（親ソ派）は、ベヴィンを反共主義者の親玉のように見ており、激しい憎悪の的になっていた。
1950年1月6日には西側諸国で最も早く中華人民共和国を国家承認し、アトリーは毛沢東と初めて会見した西側諸国の政治家であった。これは日本の占領下を経てイギリスの植民地に復帰した香港の地位保全を企図していた。中華民国には台湾に駐在する領事館を残した。なお、これに先立つ1948年にはチベット使節団がイギリスを訪問し、アトリーに面会している。
アトリー政権下で実現することはなかったが、ベヴィンは東南アジア地域の防共を主眼とした軍事同盟の設立を構想していた。東南アジア地域が共産化した場合、オセアニアのイギリス連邦加盟国であるオーストラリア・ニュージーランドや、東南アジアのイギリス領マラヤ・オーストラリア領ニューギニアといった植民地が脅かされるとベヴィンは考えた。1948年9月にベヴィンは「共産主義者が東南アジア地域を支配下に置こうと活動しているが、我々は全力でその試みを打破しなければならない」と声明を発表した。1949年1月にベヴィンは、フランスのロベール・シューマンと会見した。当時フランスは仏領インドシナを有し、フランスも東南アジアの共産化を警戒していたことから利害が一致し「英仏の協力関係は欧州以外にも及ぶことで見解が一致した」とする共同声明を発表した。
しかし同時期には、欧州でのソ連の対外膨張政策が表面化しており、ベヴィンは北大西洋条約機構（NATO）の設立の尽力など、欧州での反共政策を優先したことから、東南アジア地域の反共政策は後回しにされた。1951年にはベヴィンが他界したことで、この構想がアトリー政権下で結実することはなかった。アトリー政権に続く、保守党のチャーチル政権下で、英米が中心となって、東南アジア地域の防共を主眼とした東南アジア条約機構（SEATO）が結成された。

### イギリスの核兵器保有と再軍備をめぐって

平和運動や反戦運動のシンボルとして世界で使用されるピースマーク。元々はイギリスの反核運動「核軍縮キャンペーン」で使用されたものである。

先述のように、国際社会における主導権はアメリカに握られることになり、イギリスの対米依存が強まったが、アトリーは安全保障（国防）をアメリカに依存してはならないと考えていた。広島・長崎への原爆投下で核兵器の威力を全世界が認知すると、マンハッタン計画にイギリスも協力したとして、アトリーはアメリカに核シェアリングを申し出たが、アメリカは自国の核兵器技術が他国に流出することを警戒し、それに応じなかった。アトリーは米大統領トルーマンに「遺憾である」とする親書を送ったが、返答はなかった。
アトリーはイギリスの安全保障上、自国での核兵器保有が必要と考え、内閣直属の原子力諮問委員会を創設した。その委員会においてベヴィンは「我々は、血まみれのユニオンジャックが掲げられた原爆（＝自国製の原爆）を保有しなければならないのだ（We've got to have the bloody Union Jack flying on top of it !）」と発言した（発言時にベヴィンは酒に酔っており不適切な表現をしたとの指摘もある）。核兵器開発による費用対効果が期待できないとして、それに反対していたヒュー・ドールトンとスタッフォード・クリップスは委員会を追われた。アトリーはベヴィンやモリソンらと共に、非正規な手続きで、イギリスで秘密裏に核兵器開発を行うことを決定した。当時核廃絶の機運が高まっていたことから、この決定は自国民に秘匿していた。
アトリー政権下で核実験は行われず、第3次チャーチル政権下の1952年10月に、オーストラリア沖で核実験が行われた（ハリケーン作戦）。労働党から、保守党の行った核実験の是非について追及されると、チャーチルは、アトリー政権下で正規手順を踏まず（正式な閣議決定によらず）秘密裏に核兵器開発を決定していたことを暴露した。
アトリー内閣がインド地域の独立を承認したことは既述の通りだが、インド人・パキスタン人の英軍兵（英印軍）は、新設のインド軍・パキスタン軍に編入されたため、英軍の兵員が不足した。アトリー自身は徴兵制導入に反対の立場であったが、英軍の兵員不足解消のため、アトリー内閣はイギリス史上初めて、平時に徴兵制を導入した。兵役期間は当初1年であったが、ベルリン封鎖によるソ連の脅威を受けて1年半に、朝鮮戦争の勃発を受けて2年に、それぞれ延長された。イギリスの核兵器保有・配備が達成され、核抑止による安全保障体制が確立すると、1960年にイギリスの徴兵制は廃止された。

### アトリーの党内指導力の低下

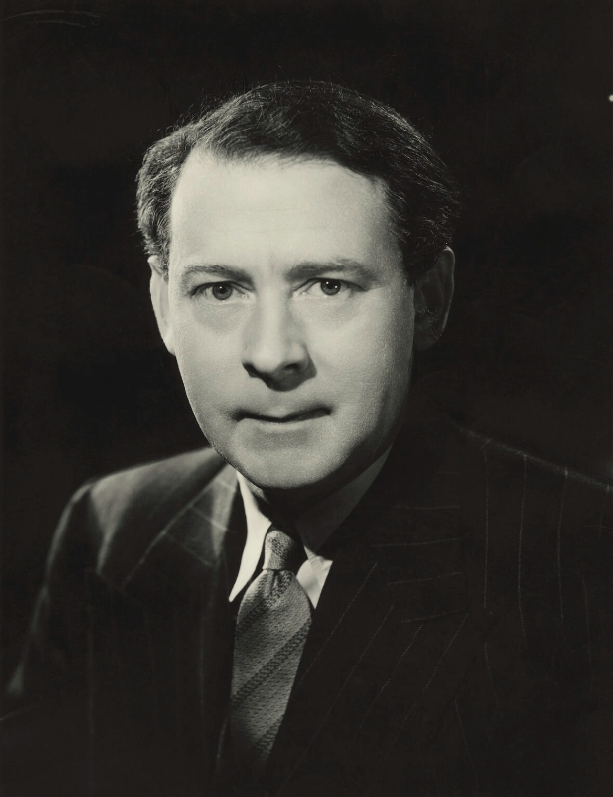
ヒュー・ゲイツケル。

1947年1月の寒波でイギリス国内産業は大きな打撃を受けた。石炭不足が特に顕著であった（詳細は当該記事を参照）。それの供給不足に対応するため、炭鉱産業では労働者の週休二日制の導入が進んでいたが、アトリーは週休一日制への復帰を要請した。経済の後退に伴う税収減少への対処としてアトリーは「繁栄のための戦い」と称して、労使が協調して生産性を最大限に伸ばすべきと訴え、「イギリス国民の勤労意欲がそれほど乏しいとは思えない」とも述べた。さらにアトリーは、かつての戦時下のごとく「愛国的義務」として国民に耐乏を呼び掛けたほか、「社会主義社会では、資本主義社会よりも高い市民的道徳が要求される」「社会主義とは単なる経済理論ではなく、一つの生き方である」として共助精神の重要性を訴えた。こうした主張・言動を繰り返すアトリーは、若年層には説教臭い人物のように認識された。マスコミは「誰に対しても、もっと懸命に働けと説教する悪癖」と報じた。この寒波による経済後退に対するアトリーの対応は後手に回り、アトリー内閣の支持率が低下した。
1947年の夏にアトリーは休暇を取り、家族旅行に出かけた。その間に労働党政権の支持率低下を危惧していたヒュー・ドールトンとスタッフォード・クリップスは、アトリー降ろしを画策した。両者はまず、党内の大物であるハーバート・モリソンにこの計画を打ち明けた。モリソンは、そうした計画は議員集会で諮るべきだと助言した。モリソンは自身が首相になる野心を有していたので、この計画をあえて止めようとはしなかった（モリソンはアトリー降ろしに賛成していたとする説もある）。続いて同じく党内の大物であるアーネスト・ベヴィンに対しても両者から計画が打ち明けられ、ドールトンとクリップスはベヴィンが次期首相の座に就くべきと提案した。ベヴィンはこの計画を打ち明けられると、アトリーに直ちに通報し、計画が露呈した。これによってアトリー降ろしの計画は失敗に終わった。アトリーは、ドールトンとクリップスに対して、内閣から追放するなどのペナルティを課さなかった。しかし蔵相のドールトンは予算案をマスコミに漏洩するという失態を演じ、自ら引責辞任し内閣を去った。アトリーは、ドールトンの失態を「間抜けな行為だ」と嘲笑した。アトリーはクリップスを懐柔するため、彼に空席となった蔵相のポストを与えた。
1948年8月に十二指腸潰瘍のためアトリーは入院した。アトリーはパイプタバコの愛好家であったが、喫煙回数を減らすよう指導を受けた。この入院以降、アトリーはしばしば入退院を繰り返すようになったが、それによって健康不安による引退説がささやかれるようになった。
1949年の夏にアトリーは休暇を取り、センターコートで全英オープンを観戦した。これに対し、後に労働党党首となるヒュー・ゲイツケル（当時燃料動力大臣）は、「クリップス氏は病を患っているにも関わらず、週末も働いている。首相は自分の成功に満足して、仕事は他人任せだ」と批判した。労働党内で次第にゲイツケルの発言力が増大していった。

### 1950年イギリス総選挙の辛勝
先の総選挙から5年が経過したので、1950年2月に庶民院解散総選挙が行われた（1950年イギリス総選挙）。この選挙で労働党は議席の過半数を制したが、保守党が大幅な失地回復を図り、労働党と保守党の議席差は17議席差にまで縮まった。労働党はそれなりに得票を得たにもかかわらず、こうした結果になったことについて、1949年庶民院(議席再配分)法によって小選挙区の区割りが見直され、それが労働党に不利に働いたとする指摘もある。

### 欧州共同体への参加拒否
今日欧州連合の父と称される、フランス外相のロベール・シューマンは1950年
5月に、欧州に石炭・鉄鋼の単一共同市場を実現すべきとするシューマン宣言を発表した。彼の主張を元に欧州石炭鉄鋼共同体が成立したが、後の欧州経済共同体 (EEC)、欧州連合（EU）の母体となった。アトリー政権はこの動きに対し、イギリスがそれに取り込まれることを警戒し、直ぐに参加しようとはしなかった。労働党全国執行委員会も、外国政府は自国政府とは異なる価値観で経済政策が運営していることから、欧州の経済統合案は拒否すべきとの意向を示した。

### 朝鮮戦争をめぐって

金日成

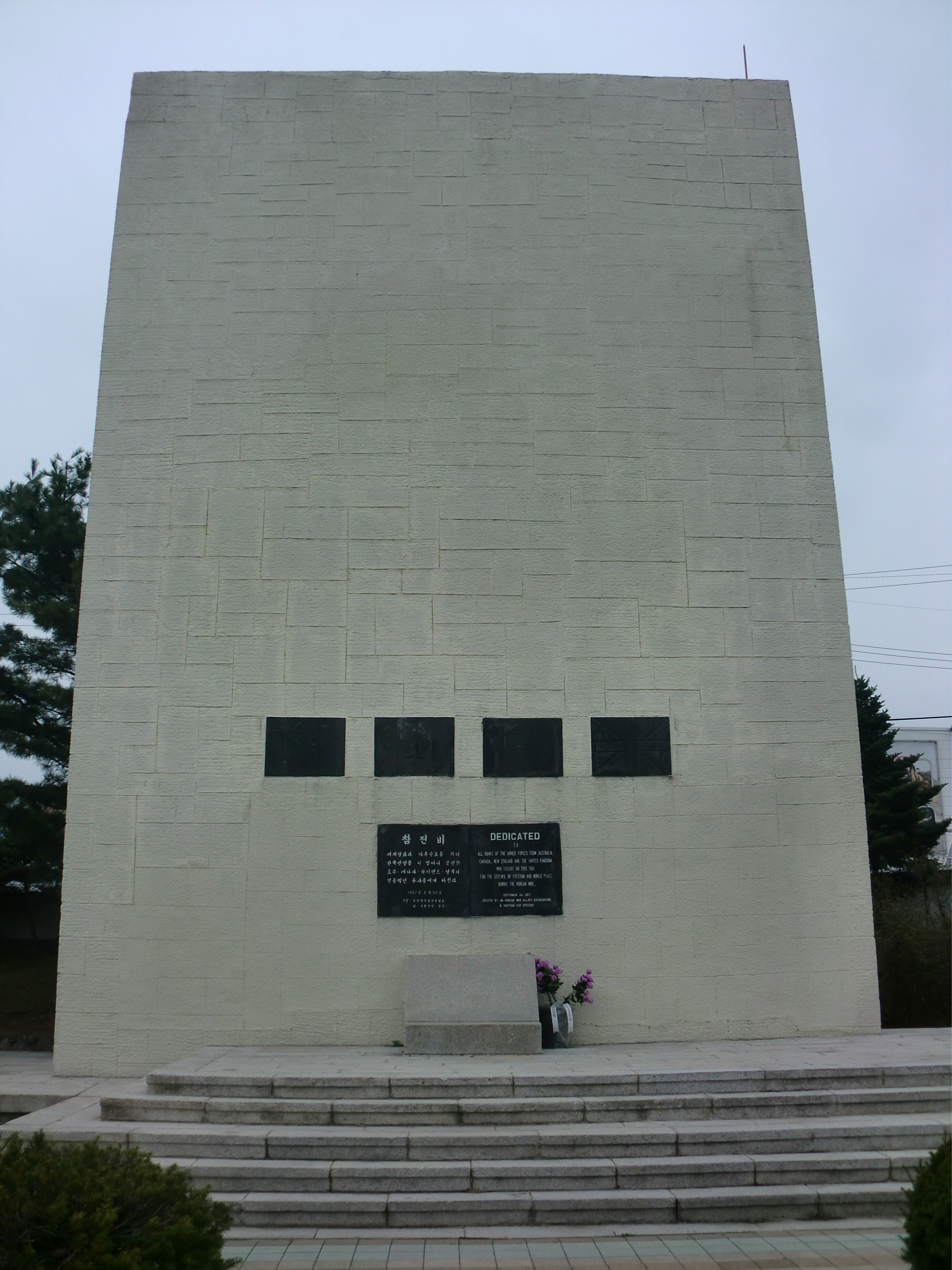
英連邦参戦記念碑

1950年6月25日に金日成率いる北朝鮮軍が、38度線を越えて韓国に侵攻し朝鮮戦争が勃発した。この時ソ連は国連をボイコットしていたので、安全保障理事会は満場一致で北朝鮮の軍事侵攻を非難する決議を採択し、ダグラス・マッカーサーが指揮する国連軍が、侵略を受けた韓国を支援するため派兵された。アトリー内閣も、反共外交を推進する外相ベヴィンの意向及び、常任理事国の責任を果たさなければならないという使命のため、英軍を朝鮮に派兵した（英連邦朝鮮派遣軍）。ソ連と中華人民共和国は北朝鮮を支持したが、侵略行為を公然と支持する国々が存在することに、西側諸国は大きな衝撃を受けた。
アトリーは北朝鮮の軍事侵攻に断固反対する立場を取っていたが、他方で、戦域を北朝鮮や中華人民共和国など極東全体にむやみに広げることには否定的であった。戦域の拡大で、東側陣営の盟主ソ連が西欧に侵攻し、第三次世界大戦勃発となるような事態を、アトリーは恐れていた。またアトリーは、北朝鮮の背後に位置する中華人民共和国（中国共産党）と直接事を構えることも避けたがっており、北朝鮮を支持していることを理由として中華人民共和国の国連加入をイギリスは妨げる気はないとし、英軍の朝鮮への派兵はアメリカが関与する台湾問題とは無関係であると政府方針として発表した。ベヴィンの考えは、アトリーのそれとは若干異なっており、1950年10月7日に国連総会で、朝鮮の統一政権樹立を目的とする決議が可決されると、ベヴィンは、アトリーや労働党の意向に反して「南朝鮮もない、北朝鮮もない。あるのは朝鮮ただ一つである」と主張した。この決議には韓国の李承晩も出席していた。
北朝鮮軍の援軍として中国人民志願軍も参戦すると、米大統領のトルーマンは、同年11月30日の記者会見で「我が国は適切と判断する、あらゆる兵器を利用することができる」「核兵器の利用を許可できるのは大統領だけである」と答弁した。このトルーマンの発表に対して、朝鮮戦争で核兵器が投入されるのではないかという懸念が高まった。労働党内からは、これ以上朝鮮での戦争が激化し、核戦争勃発や第三次世界大戦勃発に繋がるのであれば、英軍は朝鮮から即時撤兵すべきとの声も挙がった。
アトリーは、米大統領が安易に核兵器を実戦投入しないよう諌止するため、渡米することにした。アトリーは同年12月3日に出国し渡米、ワシントンのトルーマンの元を訪れた。両者の会談の結果、トルーマンは「両国共に、相手方との事前協議がなければ原子爆弾を使うことはない」と述べた。会談に同席していたディーン・アチソンは、トルーマンがアトリーに丸め込まれたと思ったのか「それにはアメリカ議会の同意が必要だ」とトルーマンに釘を刺した。
アトリーの諌止が功を奏したのか、朝鮮戦争で核兵器は使用されなかった。ハーバート・モリソンは「英米首脳の会談によって、核戦争へのエスカレーションが阻止された」と評した。

### 外相の交代と中近東情勢の緊迫化

モハンマド・モサッデク。

アトリー内閣は長期政権となったが、政権後期には幹部の高齢化が進み、病で引退する者が相次いだ。長年アトリーの右腕として活躍してきたアーネスト・ベヴィンが心臓と肺の疾患のため、1951年に入院すると、アトリーはベヴィンの体調を考慮して、外相の辞任と王璽尚書（閣僚だが閑職）への異動を勧めた。ベヴィンは「私は外務省で死ぬのだ」と述べていたが、病には勝てず、アトリーのこの提案を受け入れた。アトリーがベヴィンの入院先に見舞いに訪れると、ベヴィンは「王璽尚書は尚書でも卿でもない（語義は王璽尚書の記事を参照）。私は貧しい家庭に生まれ、小さな学校へ行った。それでも私が世界で何をやれたかを見てほしい。そこには立派な目的があった。だが今ではゴミの山に捨てられそうになっている。」と述べた。１か月ほど後にベヴィンは心筋梗塞のため他界したが、アトリーには、外相辞任を勧めたことをベヴィンに「裏切り」のように解されてしまったことが心残りとなった。外相の後任にはモリソンが就き、サンフランシスコ対日講和会議にはモリソンが英全権として出席した。またモリソンの主導で、大規模な博覧会であるフェスティバル・オブ・ブリテンが催され、大変好評を博した。
1951年は、中近東の国々でナショナリズムが勃興し、反英的政策が採られ、国際的な緊張を生んだ。イランのモハンマド・モサッデク政権は、イラン国内にあるイギリス国策会社のアングロ・イラニアン石油会社（AIOC）の国有化を強行したが、イギリスと補償協議を行おうとしなかった。このためイギリスとイランとの間で緊張が高まった（アーバーダーン危機）。英外相のモリソンは、イランと戦争をも辞さないという強硬な姿勢でイランと対峙した。しかしアトリーは、侵略阻止の旗印を掲げて朝鮮で軍事活動をしている以上、イランに攻勢を仕掛けるのはダブルスタンダードであるとして、イランと交戦すべきではないとした。アトリーは「我々は２頭の馬に同時に乗ることはできない」と述べた。
エジプトでも同様の問題が発生した。イギリスはエジプトとイギリス・エジプト同盟条約を締結し、スエズ運河の英軍駐留権を認めさせていたが、エジプト政府は、その条約の見直し（英軍の駐留拒否）と、イギリス・エジプト領スーダン（スーダンは、イギリスとエジプトの共同統治となっていた）をエジプトへ併合することを、アトリー内閣に要求した。1950年エジプト総選挙の結果、エジプトに新政権が誕生するとさらに強硬になり、新政権はイギリス・エジプト同盟条約の破棄をイギリス側に一方的に通告した。アトリー内閣はエジプト政府との間で妥協案を模索していたが、総選挙敗北による労働党政権退陣で、この問題はチャーチル保守党内閣に引き継がれた。1956年にはスエズ危機が発生している。
中近東の反英政権を抑え込むための積極的な軍事行動を取らなかったアトリー内閣は、保守党から激しい批判を浴びた。チャーチルは「スーダン、アーバーダーン、アナイリン・ベヴァンは現在イギリスが直面している三大惨事だ」と述べた。（名指しされたアナイリン・ベヴァンは、保守党の政策とは相容れない急進左派的政策を主導した。）

### 党内抗争の激化と労働党下野

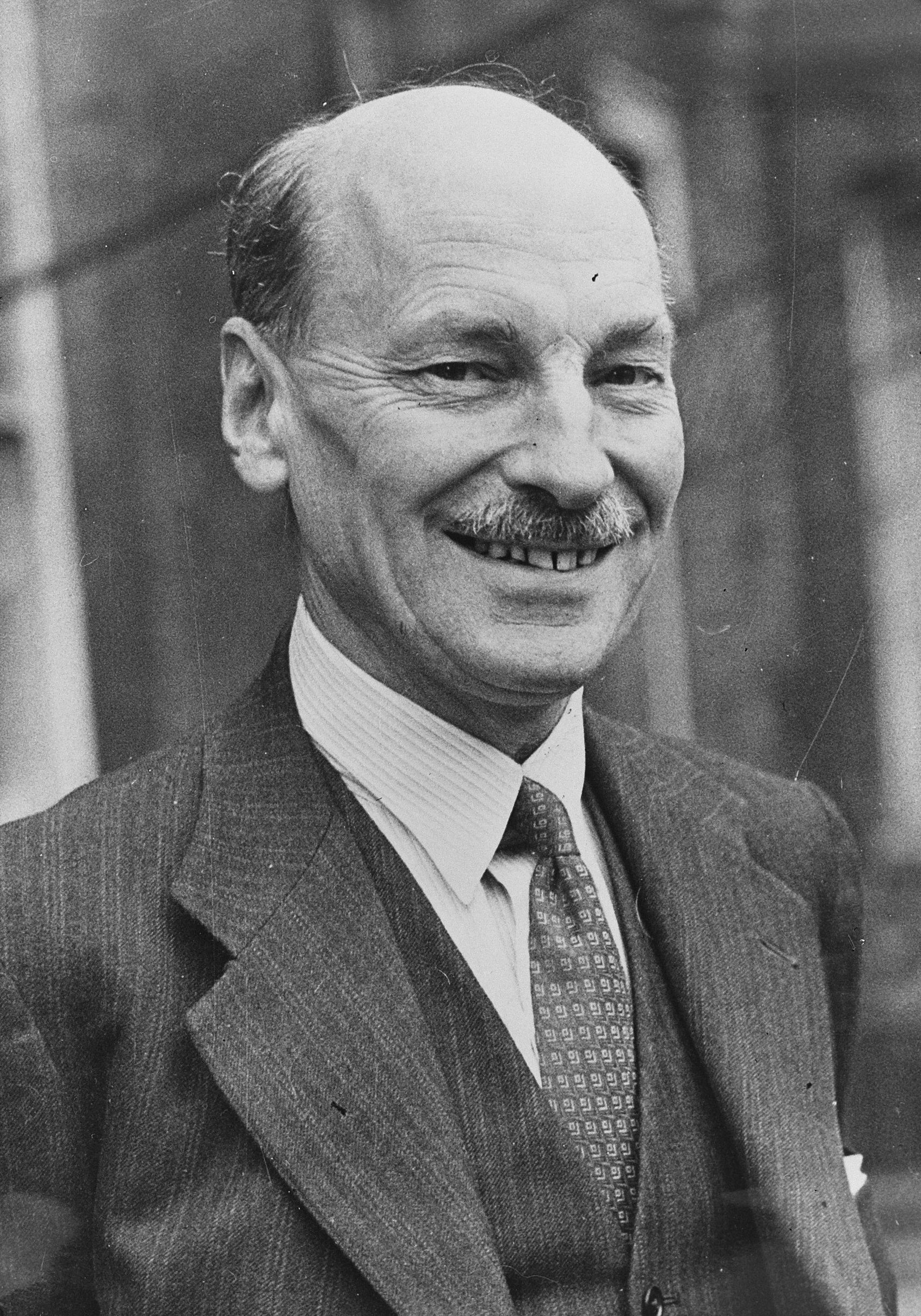
1950年のアトリー。

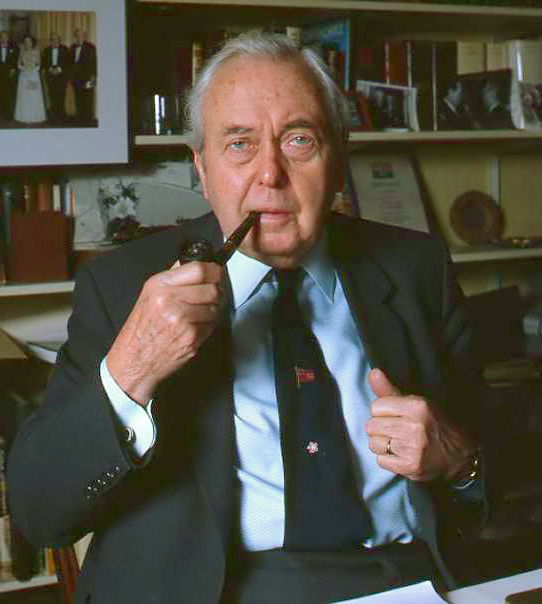
ハロルド・ウィルソン（1986年）。

社会保障体制の拡充により財政支出が年々増大した。また朝鮮戦争での戦費拡大は、イギリスの財政に重くのしかかるようになった。スタッフォード・クリップスが病のため蔵相を辞し、新たにヒュー・ゲイツケル（党内右派）がその後任に就いたが、彼は1951年に、財政支出を抑えるため歯科と眼科を有料にすべきと主張した。これに対し左派のアナイリン・ベヴァンは、「国民の受ける医療は全て無料」とする原則が崩れるとして、強く反対した。ベヴァンは、首相のアトリーが朝鮮戦争への介入を決定して軍事費を増大させたことが財政悪化の原因であると、首相をも非難した。医療の一部有料化案に抗議して、左派のベヴァン、ジョン・フリーマン、ハロルド・ウィルソンの3名は内閣を去った。党内右派のゲイツケルは医療費をすべて無料にすることに強いこだわりはなく、党内左派と妥協する意思もなかったため、「ベヴァン氏ら3人が内閣から去っても問題はない」と述べた。モリソンは、内閣を離反した若手のウィルソンに対し「君の労働党での政治生命は終わりを迎えるだろう」などと脅しを掛けた。しかしウィルソンはこの内閣離反騒動で逆に知名度を上げ、後に首相となる足掛かりとなった。
これ以降、右派のゲイツケル派と、左派のベヴァン派の党内抗争が激化した。自身の政治信条を強行に貫こうとするベヴァンについて、アトリーは兄トムに手紙で「私の内閣でこれまでベヴァン氏を上手く扱えたことは、本当に奇跡であったように思える」と述べている。
アトリーの熱心な支持者であった党内右派の領袖アーネスト・ベヴィンは、アトリー降ろしやアトリー内閣崩壊に繋がる党内の動きについて、常に睨みをきかせ、自身の権勢（英最大の労働組合の元書記長という権勢）で抑圧してきたが、彼の他界でそうした歯止めがなくなった。政権運営に行き詰まったアトリーは、1951年にも庶民院解散総選挙に打って出た（1951年イギリス総選挙）。選挙の日時は10月25日と決まった。アトリーとモリソンは、保守党を利するだけだとして、党内抗争を止め、選挙で一致団結すべきだと訴えた。しかしベヴァン派は、党の右傾化阻止のため、すでに候補者が擁立されている選挙区に、自派の候補者を擁立する行為をやめなかった。
総選挙の結果、保守党が321議席を制したが、労働党は295議席に留まった。ただし労働党は過去最高の得票数を得ており、保守党をも上回っていた。このような結果になった理由について、イギリスは比例代表制を採用せず、死票の多い単純小選挙区制による選挙としているが、労働党は全国的な支持を有しておらず支持基盤が偏在していたことで、死票が多かったものとされる（対する保守党は全国一様に支持層がいた）。また生活の安定した中流層が保守化し、社会主義的政策が継続されることを嫌ったためとする指摘もある。
総選挙の敗北を受けて、10月26日にアトリー内閣は総辞職し、保守党の第3次チャーチル内閣が成立した。アトリーの兄トムは、選挙は惨敗ではないので、あまり落胆すべきではないとした上で、「クレム（アトリーの愛称）の業績はもう歴史の一部になっている」と述べた。

### 労働党下野後

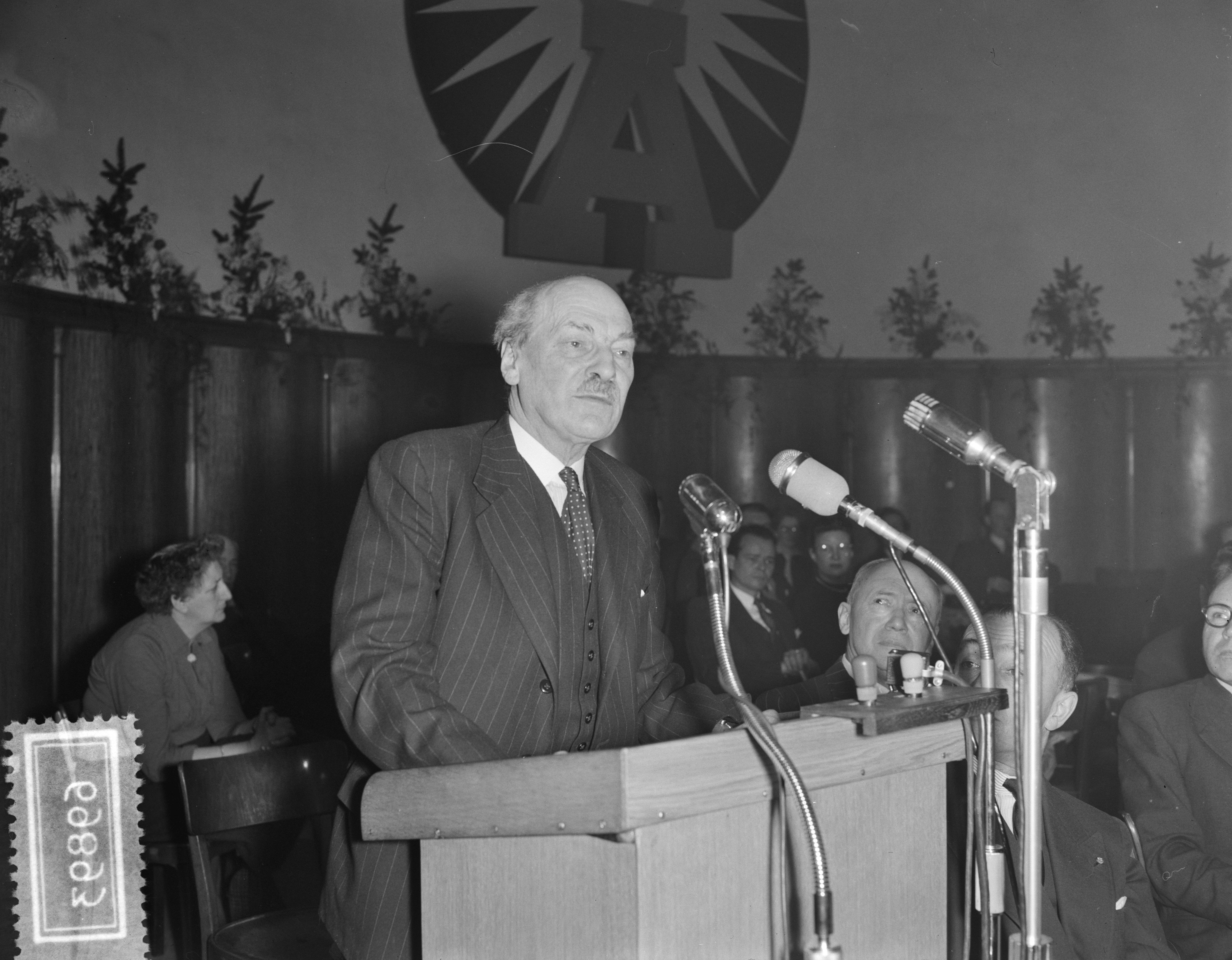
1955年のアトリー。

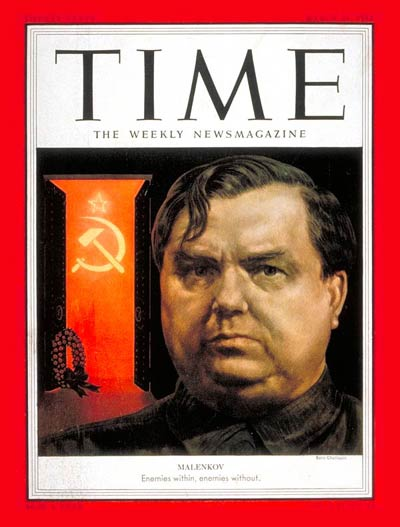
ゲオルギー・マレンコフ（タイム誌の表紙より）。

首相を辞任した後も、アトリーはしばらく労働党党首の座に留まっていた。妻バイオレットはアトリーのことを考えて、党首も早期辞任することを望んでいた。
チャーチル内閣は、国有化された鉄鋼産業を民営化したこと以外は、アトリー内閣の社会改良政策をおおむね継承した。蔵相ラブ・バトラーが提示した予算案も、労働党時代のものとさほど変化はなかった。修正資本主義的立場のバトラー予算案についてチャーチルは、「これこそ私の父ランドルフが主張していたトーリー・デモクラシーだ」と述べた。この予算案についてマスコミは、「バツケリズム」予算と命名して報じた。バツケリズムは現蔵相のバトラーと前蔵相のゲイツケルのファミリーネームをもじったものである。
アトリーはソ連帝国主義（膨張主義）を批判しており、アメリカでそれなりの評判があった。しかし赤狩りを主導したジョセフ・マッカーシーは、かつてアトリーがスペイン内戦の折、共和国派義勇兵（先述のように共産主義者が多数活動していた）に敬礼したことを挙げ、アトリーはアカであると批判した。対してアトリーは、当該部隊は共産主義者のみで構成されていたわけでなく、党派を超えた国際義勇軍であったと反論した。
1954年には西ドイツの再軍備を容認するか否かが党内で議論された。二度の世界大戦でイギリスはドイツと交戦したこともあり党内には慎重論が多かったが、アトリーはソ連への軍事的牽制を目的として、西ドイツの再軍備を容認する方針を示した。アトリーの、この方針表明は西ドイツ人から歓迎された。
アトリーは自伝の執筆を行い、1954年に刊行した（『As it happened』）。内容としては、アトリーのこれまでの生涯を無味乾燥に記したもので、ゴシップ的話題や暴露話、（トラブルになりそうな）他人の人物評などの記述を避けた。そのため書評家からは「面白くない自伝」と評されたが、それはアトリー自身もそのように認識していた。ただし世界恐慌時にマクドナルドが、保守党・自由党に担がれて首相の座に留まったことについては、「我が国の政治史上、最大の裏切り」とし、辛辣な評価を下している。
アトリーは、冷戦で冷え込んだ東側陣営諸国とイギリスとの関係改善を模索した。1953年3月にソ連の最高指導者スターリンが他界し、ゲオルギー・マレンコフがその後継者として地位を固めると、アトリーは冷戦解決の糸口とするため、マレンコフと首脳会談の場を設けることを、チャーチルに提案した。またアトリーは、スターリンと断交していたユーゴスラビアのチトーと会談を行った。スターリンの死を契機とした東西冷戦の緊張緩和は、イリヤ・エレンブルグの小説名から「雪解け」と称された。

### アトリーの対中政策

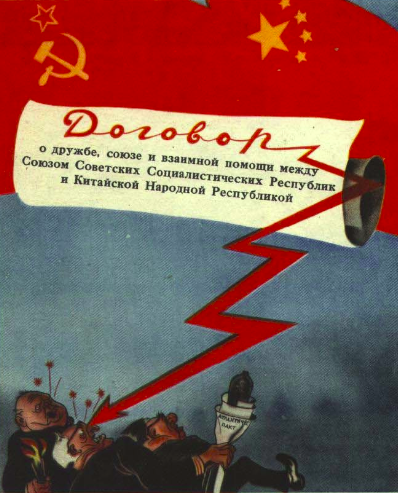
中国共産党の向ソ一辺倒政策は、世界に脅威を及ぼした。迂闊に中華人民共和国を攻撃すれば、同盟国ソ連との核戦争に発展すると恐れられた。

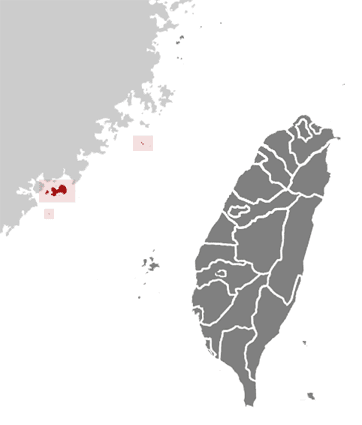
台湾（中華民国）の領有する金門島と馬祖島の位置。

国共内戦で中国共産党が勝利し中華人民共和国が成立すると、蔣介石率いる中国国民党は台湾に亡命した。中国共産党は、帝国主義からの解放と称して台湾の軍事占領を企てたが、古寧頭戦役で敗れ失敗した。アメリカは極東各国がドミノ倒しのように共産化することを警戒し、台湾（中華民国）を支援した。アトリーは、朝鮮戦争では韓国を支援したが、台湾問題に関しては、アメリカによる中国への内政干渉であり好ましくないと考えていた。アトリーは、英米による台湾問題不干渉論を主張するようになったが、台湾が中華人民共和国に吸収合併されるのが好ましいとも考えていた。
アトリーは、第三国から米中間の軍事衝突阻止と対立緩和を図るという意図や、中国共産党が外圧のためソ連に依存せざるを得なくなることを防ぎ、中ソ間の離間を狙う意図から、中華人民共和国寄りの外交方針を主張していた。中華人民共和国が国としての体裁を整えると、アトリーは、国連の常任理事国の地位を中華人民共和国が継承することを承認すべきと主張した（詳しい経緯はアルバニア決議を参照）。他方で台湾については、米中間の紛争の火種となっており、軍事的緊張の緩和を図るため国連の管理下に置くべきと訴えた。アトリーの「台湾を国連の管理下に置く」案は、共産化阻止のため、台湾（中華民国）との軍事同盟（米華相互防衛条約）締結を推し進めようとしていたアメリカを苛立たせた。
1954年8月にアトリーは、ベヴァンら労働党幹部と共に中華人民共和国を訪問し、毛沢東と会見した。毛沢東は、アトリーら一行に対し台湾問題について「台湾が平和的に降伏することしか求めていない」と述べた。帰国後にアトリーは「労働党使節団が中華人民共和国を訪問したことは、国際情勢の緊張緩和に役立った」と主張し、自身の中国観については「中華人民共和国がソ連の衛星国であるとは見なしがたい。中国共産党の首脳は、他のソ連の衛星国の首脳らとは異なって立派な革命家である」「私は中国を視察したが国民党政権時代よりもインフラが改善されている」「台湾問題の帰結は、住民投票によって中華人民共和国と合併するか否かを決定すべきである」「台湾は今後、中華人民共和国に吸収合併されるのが好ましいと私は考える。台湾問題が解決されなければ極東に平和は訪れない」「蒋介石とその軍隊が、早急に台湾から除却されるに越したことはない」「中華人民共和国は約6億の人口を抱え内政に手間取っており、周辺地域に軍事進出する余裕は当面ないであろう」と述べた。首相のチャーチルは、アトリーが中国共産党寄りの主張を繰り返していることを揶揄する演説を庶民院で行った。
当時、台湾の蒋介石政権は「白色恐怖」とも称される強権政治を敷いており、それへの反発が高まっていた（二・二八事件も参照）。他方で中国大飢饉などの、中国共産党の非人道的とされる問題はまだ発生していなかった。イギリスの主要高級紙はアトリーの対中政策について論評を控えたが、保守系の大衆紙デイリー・メールは、アトリーの主張が中国共産党寄りに偏りすぎていると見なし「アトリー氏のこのような言動は、同盟国アメリカの怒りを買い、中国共産党の喧伝材料にされるだけである。アトリー氏は、次回の総選挙の結果次第ではイギリスの首相に再任し得る人物であるので、このような言動は慎むべきである。アトリー氏は、そのような余力があるのであれば、昨今、西ドイツの再軍備を巡って生じている党内対立の収束に尽力すべきである」と警鐘を鳴らした。同様に、「党内左派のベヴァン氏がこのような発言をするならともかく、理知的と見なされ影響力のあるアトリー氏の発言としては極めて有害である」「かつてのチェンバレンの宥和政策を彷彿とさせる」「アトリー氏は、レッドディーン氏（ヒューレット・ジョンソン）のように何故共産国に騙されるのだろうか」と報じたマスコミもあった。
チャーチル内閣の外相アンソニー・イーデンは台湾問題について、台湾は中国（中華人民共和国）の固有の領土とする主張に異を唱え「台湾と澎湖諸島の帰属は今のところ不明確か未決定である」とする外交方針を発表した。またイーデンは「台湾は、中国大陸を支配する政権の統治下になかった」とも述べた。この時アトリーはイギリス連邦首長との晩餐会に出席していたので庶民院を欠席しており、労働党のナンバー２としての地位を固めつつあった党内右派のヒュー・ゲイツケルがイーデンと討議を行った。ゲイツケルは、アトリーのような積極的な台湾問題不干渉論は主張しなかったが、政府方針が不明瞭では何らかの軍事的衝突の契機になり得ると考え、「金門島と馬祖島の帰属について政府はどのように考えるか」と質疑した。これは、政府方針通りに解釈すれば、中国大陸沿岸に位置する金門島と馬祖島は、中華人民共和国固有の領土ということになるためである。イーデンはゲイツケルの質疑に対し、明確に答弁することを避けた。ベヴァンは別日に台湾問題についてイーデンと討議しているが、「台湾は常に中国本土に付属するものと見なされてきたが、1895年の下関条約で、台湾は日本によって中国から盗まれた。現在の国際法は他人（中華民国）が盗人（日本）から財産（台湾）を盗めば、それを保有することができるという解釈なのか」とイーデンを糾弾した。
同年には英米が中心となって、東南アジア地域の防共を主眼とする東南アジア条約機構（SEATO）が結成された。アトリーはこれについて、野党労働党も賛同する意向を示したが、「白人のみの都合でこのような軍事同盟が結成されるのは好ましくなく、中華人民共和国も含めた全アジアの機構であることが望ましい」と主張した。ベヴァンは、共産主義国との平和的共存は可能であるとしてSEATO の創設そのものに反対していた。

### 晩年
Many who thought themselves smarter.
But he ended PM,
CH and OM,

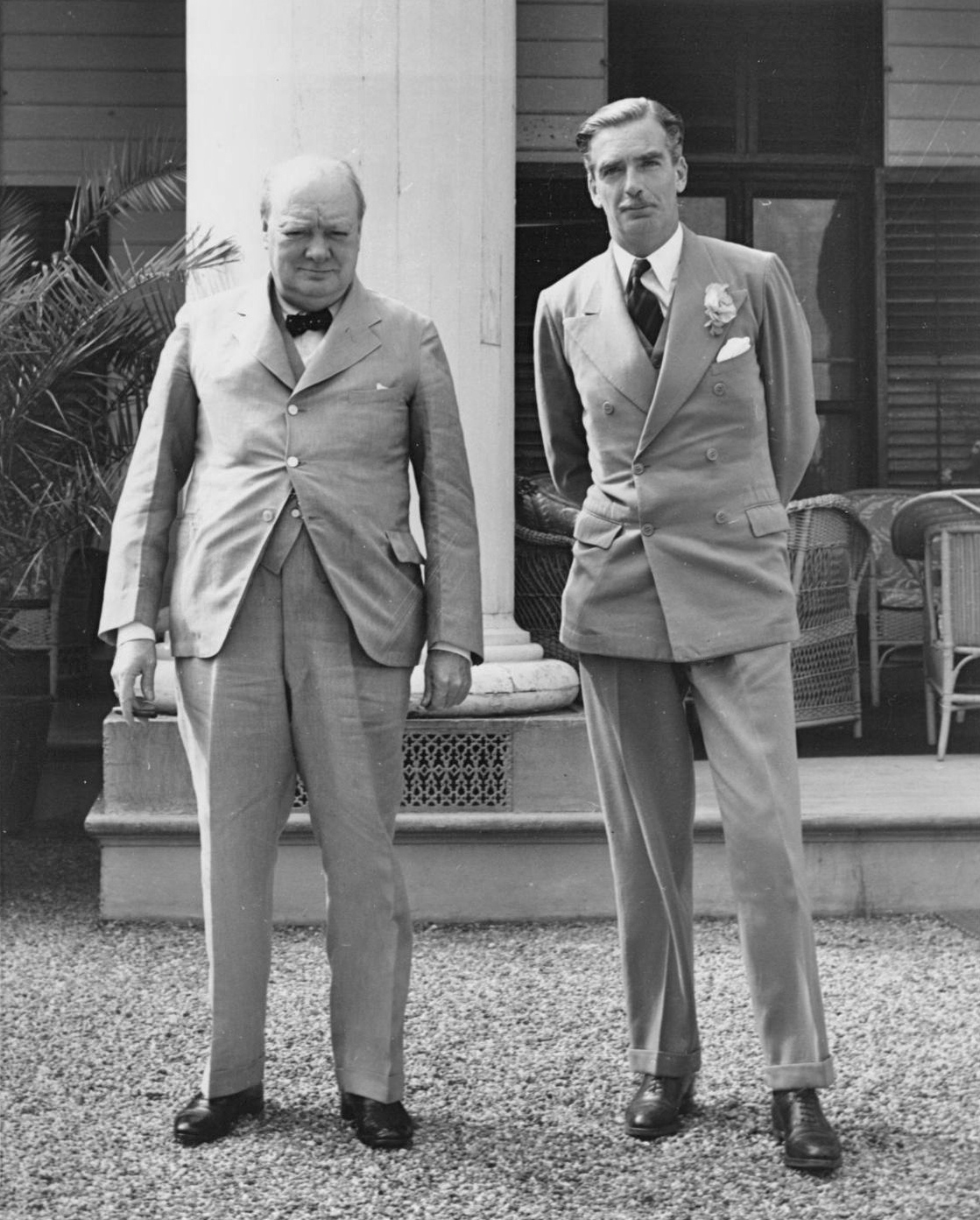
チャーチルとイーデン。

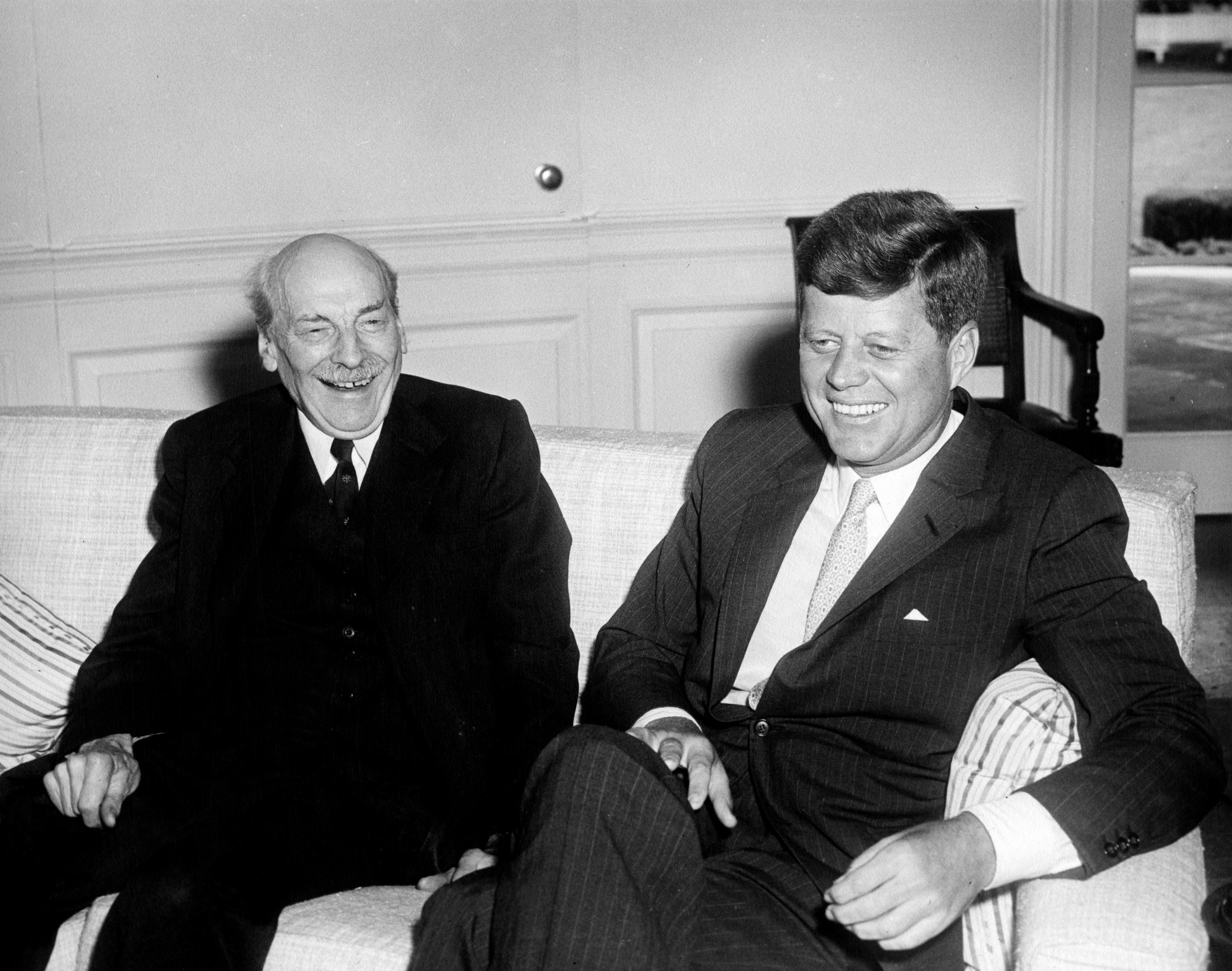
ホワイトハウスでケネディと会見するアトリー（1961年）。

1955年5月に実施された総選挙では、労働党は再び保守党に敗れた（1955年イギリス総選挙）。総選挙の敗北を受けてアトリーは党首辞任を申し出たが、次期党首が決まるまではしばらく慰留するよう周囲から説得された。保守党ではチャーチルに代わってアンソニー・イーデンが党を率いており、世代交代が図られていた。イーデンは選挙活動として新しいメディアであるテレビ番組に多く出演し、積極的なテレビ露出を図った。イーデンは「野党は、指導者がテレビ出演するという冒険をしなかった」と述べた。労働党も世代交代と新時代にふさわしい施策の必要性に迫られた。
アトリーの党首辞職に伴い行われた、1955年イギリス労働党党首選挙では、左右両派の領袖となっていたヒュー・ゲイツケルとアナイリン・ベヴァンが立候補し、長年首相の座を狙っていた老年のハーバート・モリソンも立候補した。選挙の結果、右派のヒュー・ゲイツケルが圧勝し新党首に就任した。なおアトリーが首相辞任後も労働党党首の座に留まっていたのは、政敵モリソンの党首就任を阻止するためで、モリソンが老年に達し党首の座に就けなくなることを見越してのことではないか、とささやかれていた。モリソンは高齢を理由に党首選に敗退したとも言えるのだが、彼は「1935年（党首選挙時）と1945年（首相指名時）の時と同じく、アトリー氏は私のチャンスを潰した」と不満を漏らした。モリソンは労働党党首や首相の座に就けぬまま、1965年に他界した。
アトリーの労働党党首引退に際して、首相・保守党党首のイーデンは「私は戦時内閣においてアトリー氏を仲間として信頼し、ライバルとして尊敬していた」との賛辞をアトリーに送った。
1955年にアトリーは、エリザベス2世からアトリー伯爵 兼プレストウッド子爵の爵位を賜り、以後貴族院議員となり、貴族院へ移籍した。また1956年にはガーター勲章も授与された。アトリーはこのことを自慢する5行の戯作詩を作って、それを兄トムへ手紙でしたためた。妻バイオレットは、記者から夫の叙爵についてコメントを求められると「庶民院での審議が深夜まで及んでいた時は、帰宅する彼を迎えに最寄り駅まで行っていましたが、それの必要がなくなります。それ以外について私は、家事などこれまでやっていたことを、いつも通りやるだけです。」と述べた。（貴族院は庶民院に比べて活気のない議会として知られていた）
1960年に、アトリーの良き相談相手となっていた兄トムが他界した。
1961年に、アトリーは他の著名人らとともに、同性愛を合法化するよう求める嘆願書に署名した。イギリスでは、キリスト教的価値観から同性愛は非合法となっており、それを改めるべきというものである。この運動は盛り上がりを見せ、同性愛法改革協会が結成された。
1963年に労働党党首ヒュー・ゲイツケルが急死した。アトリーは「彼の死は、労働党が被った最大の損失である」と述べた。次期党首に誰が相応しいか尋ねられると 「The best man（最善の人）」とのみ答えた。
1964年6月に妻バイオレットが他界した。
1965年1月にチャーチルが他界し、厳冬の中で国葬が執り行われることになった。アトリーは、年齢を考慮して参加しないよう求めた医師の反対を押し切って、国葬のリハーサルに参加し、国葬当日は棺側付添人を務めた。
1967年10月8日にアトリーは肺炎で他界した。享年84。遺体は火葬され、遺灰はウェストミンスター寺院に葬られた。

## 人物

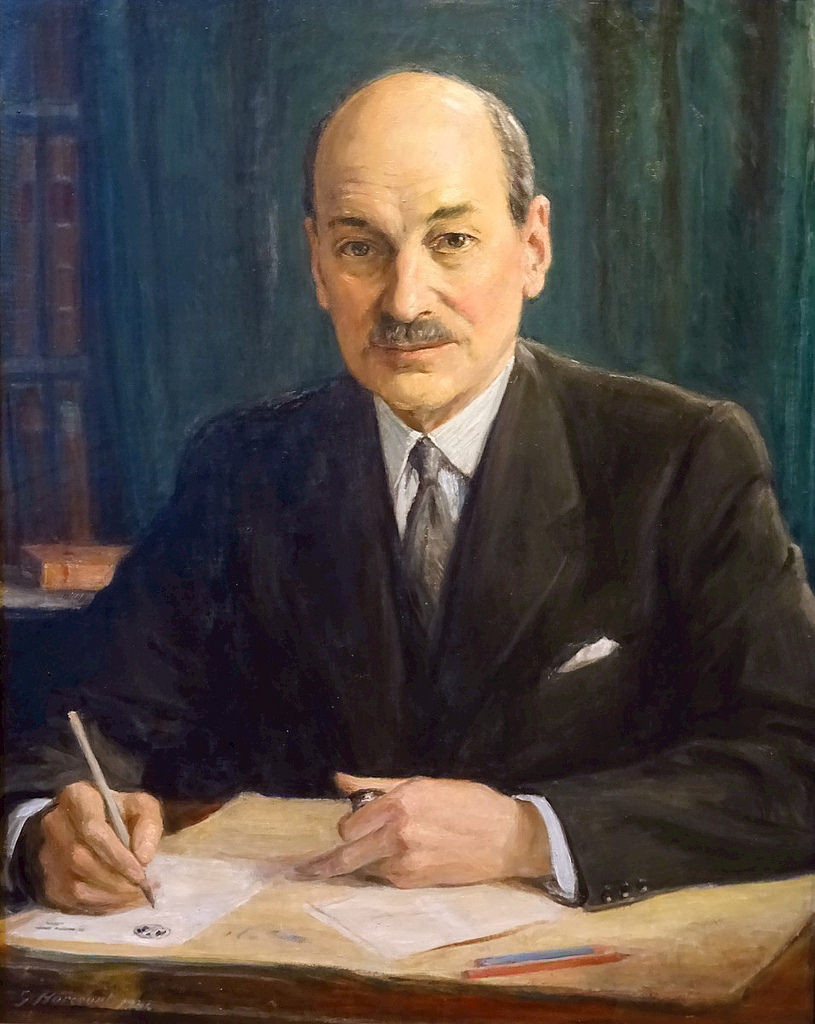
アトリーの肖像画。

控えめで謙虚な性格であった。また、上位中産階級の紳士に相当する身なり・振る舞いをしていた。アトリーはいわゆるカリスマ的指導者ではなく、部下に権限を委任して自身が調整役を務めるという、いわゆるまとめ役としての指導者であった。
チャーチルはアトリーを「羊の皮をかぶった羊（A sheep in sheep’s clothing）」と評した（恐れるに足らない人物という意味）。このようにチャーチルがアトリーを過小評価していたことが、1945年イギリス総選挙での保守党の大敗を招いたとの指摘もある。
チャーチルは庶民院で長々と演説する癖があったが、アトリーは「イエス・イエス」を連発して相槌を打ち、チャーチルの演説を手短に切り上げさせていた。

## 評価
ネヴィル・チェンバレンを退陣させ、ナチスドイツへの宥和政策を終わらせたのは、アトリーの功績によるところが大きい。第二次世界大戦が勃発し宥和政策の失敗が露呈すると、与党保守党内からも造反者が相次いだので、チェンバレンは野党労働党に協力を要請した。しかしアトリーはこれを拒絶し、チェンバレンの退陣は不可避となった。
ファシズムに好意的な評価をする議員が多かった保守党に対して、反ファシズムを主導していたアトリーら労働党政治家の功績は過小評価されがちである。この点について、チャーチルの著した『第二次世界大戦』が、第二次世界大戦史研究のスタンダードになったが、その著作はチャーチル自身及び保守党からの観点で書かれており、それがチャーチルの政治思想と相反するアトリーら労働党政治家の過小評価に繋がっているとする指摘がある。チャーチルは『第二次世界大戦』の最終巻に「勝利と悲劇」という副題を付したが、労働党政権の誕生は「悲劇」であるとした。
アトリー内閣の諸政策によって「ゆりかごから墓場まで」と称される社会保障制度が確立した。イギリスは福祉国家の優等生と見なされ、各国の模範とされた。しかし産業の国有化などの社会主義的諸政策は「英国病」と称される経済の停滞をもたらし、労働権の強化は労働組合によるストライキを頻発させることになり、国民の不満を招いた（不満の冬）。後年、アトリー内閣の諸政策は、保守党のマーガレット・サッチャー政権によって、修正が図られた。
先の労働党党首ラムゼイ・マクドナルドは、アトリーについて「労働党議員の中で、想像力に乏しく、最も面白くないが、しかし最も信頼することのできる者」と評した。しかしカリスマ型の指導者マクドナルドは変わり者を好んでおり、
アトリーが地味な人柄であったためか、マクドナルドがアトリーを重用することはなかった。挙国一致内閣を組閣した際にマクドナルドは、労働党主流派に留まっていたモリソンやクリップスに対して、自派への引き抜き工作を行ったが、アトリーに対してはそうした政治工作を行っていない。

## 家族
1922年1月にバイオレット・ヘレン・ミラー（1964年6月7日没、ヘンリー・エドワード・ミラーの娘）と結婚し、4人の子女が誕生した。
- ジャネット・ヘレン（1923年2月25日 - 2019年[301]） - 1947年11月15日、ハロルド・ウィリアム・シップトン（Harold William Shipton、アルバート・ウィリアム・シップトンの息子）と結婚、子供あり。1973年にアメリカ合衆国の市民権を取得[300]
- フェリシティー・アン（1925年8月22日 - ?） - 1955年4月2日、ジョン・キース・ハーウッド（John Keith Harwood、ジョージ・エドワード・ハーウッドの息子）と結婚、子供あり[300]
- マーティン・リチャード（1927年8月10日 - 1991年7月27日） - 第2代アトリー伯爵[300]
- アリソン・エリザベス（1930年4月14日 - ?） - 1952年3月8日、リチャード・ライオネル・ランス・デイビス（Richard Lionel Lance Davis、アーサー・オーウェン・ランス・デイビスの息子）と結婚、子供あり[300]